# ゲオルギー・ジューコフ
}}
ゲオルギー・コンスタンチーノヴィチ・ジューコフ（ロシア語: Гео́ргий Константи́нович Жу́ков, ラテン文字転写: Georgy Konstantinovich Zhukov、1896年12月1日 - 1974年6月18日）は、ソビエト連邦の軍人、政治家。ソ連邦元帥。ノモンハン事件で勝利したソ連側司令官であり、第二次世界大戦独ソ戦（大祖国戦争）では最高軍司令官代理として、スターリンの最高司令部の主要メンバーとしてほとんど全ての重要作戦に参加。1945年4月には自らベルリン攻撃を指揮し、ソ連占領軍司令官としてドイツに駐留した。フルシチョフ時代には国防大臣を務めた。

## 生い立ち

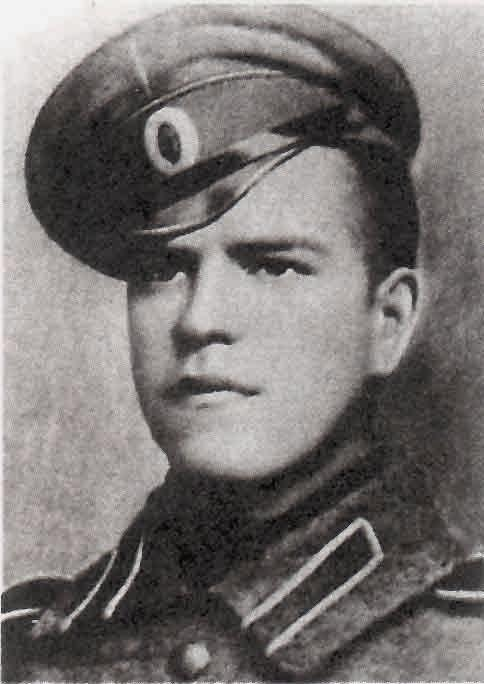
ゲオルギー・ジューコフ（1916年）

1896年12月1日にロシア帝国のモスクワ近郊のカルーガ県（当時のモスクワ州内）マロヤロスラヴェツ郡ウゴツコ・ザヴォーツカヤ郷のストレルコフカ村に誕生した。彼の家庭は農閑期には行商に出る半農半商の家庭であった。父のコンスタンチンは靴職人で、母のウスチーニャは農業をしていた。ジューコフという姓は甲虫を意味するジュークに由来する。ジューコフは自身の回顧録で母が35歳、父が50歳の時に再婚したと記している。一方でジューコフの末娘マリーヤの記録だとジューコフの父は41歳、母は26歳だった。ジューコフは次男であり、2歳上の姉がいた。彼が5歳の時に弟のアレクセイが生まれたが、1年もしないうちに死亡した。ジューコフ一家は深く悲しみ、ロシア正教会の洗礼を受けた。マリーヤによるとジューコフは正教信者であり、戦場にでる時は配下の兵士に「神とともにゆかん」と唱えたという。
ジューコフが誕生したカルーガ県は中央産業地帯と呼ばれ、農業よりも商業が盛んだった。父のコンスタンチンは仕事に恵まれず、凶作の日は近所の人にシチューをめぐんでもらい飢えをしのいだ。ジューコフは3年間の初等教育を優秀な成績で卒業し、母はお祝いにシャツを、父は新しい靴をプレゼントした。卒業後ジューコフはモスクワで毛皮職人を営む叔父ミハイルの下で修行をした。1日12時間の過酷な労働であり、先輩の職人からしょっちゅう殴られたが、ジューコフはよく働き、時間を作って夜学に通い勉学に励んだ。自習仲間だった従兄弟のアレクサンドルからドイツ語を学び、ドイツ語の知識は後に軍人としての責務を果たす上で大いに役立った。1914年には見習いを卒業し、3人の少年を使いそれなりに金を稼ぐようになった。ジューコフは自身の回顧録で若い頃は政治に関心がなく、毛皮職人の間ではそれが当たり前だったと記している。
1914年第一次世界大戦が勃発するとジューコフはアレクサンドルと共に軍に志願した。二人は毛皮職人の仲間と話し合い徴兵の年齢まで待つことに決めた。1915年夏ジューコフは軍に招集され、第5予備騎兵連隊に配属された。9月に連隊はウクライナのハリコフに移動して、第10騎兵師団に合流した。ジューコフはそこで騎兵としての訓練を受けた。1916年春に騎兵の養成課程を終え、8月にドニエストル川流域に派遣された。
ジューコフは前線に到着する前に爆撃を受けたが、ドイツ人士官を捕えた功績で聖ゲオルギー十字勲章を授与された。ドイツ語が堪能だったジューコフはドイツ兵を捕らえる特殊な任務に従事した。10月には偵察中に地雷で乗馬を吹き飛ばされ、ハリコフの病院に入院し、2個目の聖ゲオルギー十字勲章を手にした。

## ロシア内戦時代

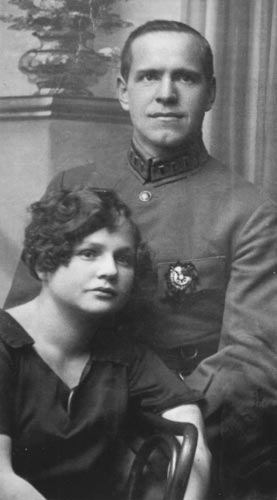
ジューコフと最初の妻アレクサンドラ・ジーエヴナ（1920年代）

十月革命が勃発すると、陸軍内部ではソビエトが結成された。ジューコフは自身が所属する大隊の代表に選ばれ、連隊のソビエトに代表として参加した。ジューコフは連隊内でボリシェヴィキを支持したが、連隊ソビエトは反ボリシェヴィキで合意し、ジューコフの大隊は解散した。1917年末には故郷に戻り、赤軍への入隊を試みたが、チフスにかかり半年間身体を休めた。1918年10月1日赤軍第1モスクワ騎兵師団の第4騎兵連隊に勤務した。1919年3月1日にはロシア共産党に加入した。
加入の際党書記局書記トロフィーモフや党委員のウォルコフに詳しい説明を受けた。第四騎兵連隊がウラジミロフカ駅方面に移動するとジューコフは自身と同姓の団党委員ゲオルギー・ヴァシリエヴィチ・ジューコフと出会い戦線や国内の情勢を語りあった。ヴァシリエヴィチはジューコフを評価し赤軍幹部養成課程に推薦したが戦況の変化により実現しなかった。反革命の旗印をかかげるデニーキン軍がツァリーツィン、ボリソグレープスク、バラショフ、クラスノグラードその他重要地点を占領すると、ジューコフが勤務する第4騎兵連隊はツァリーツィン郊外の防衛戦に参加。ザプラウノエとアフトゥーバの中間でカルムイスク白軍部隊と白兵戦の最中、ジューコフは手榴弾で負傷し1か月間野戦病院に入院した。そこで出会ったのが若い女子大生マリーヤ・ヴォルホワだった。後に彼女はジューコフの娘を産んでいる。ジューコフは前線への復帰を願い出たが身体の衰弱を理由に赤軍幹部候補過程に回され第1リャザン騎兵学校に派遣された。
第1騎兵中隊曹長としての学生資格を与えられ、同時に講師として刀剣術訓練（槍術・剣術）・銃剣術教育・教練・体操訓練の訓練を委任された。ジューコフは全ての科目で優か良を取り優秀な成績を収めた。半年間学んだ後ジューコフら学生は軍用列車に乗せられ南ロシアのヴラーンゲリ戦線に送られた。反革命軍の代表的指導者であるヴラーンゲリ将軍は連合国の支援を得てクリミアから攻勢を開始していた。1920年8月ジューコフら学生達は混成連隊に編入されヴラーンゲリ軍の掃討に参加した。ジューコフを含む優秀な学生は期限前に卒業を認められヴラーンゲリ軍との戦いで士官を失った騎兵部隊に配属され、ジューコフ自身は第1騎兵連隊に勤務した。ジューコフは第2小隊の指揮官となりプジモールスキー地区の残存匪賊掃滅作戦で功績を上げ、第2中隊長に任命された。反革命派のアレクサンドル・アントーノフが軍を蜂起するとソビエト政府はタンボフ県に司令部を設置した。
ゲリラ戦で大部隊との戦闘を避けたアントーノフ軍は手薄な場所を狙い後方を撹乱した。アントーノフに手を焼いた赤軍はミハイル・トゥハチェフスキーに討伐の指揮を任せた。ジューコフを含む赤軍の兵士達はトゥハチェフスキーの作戦能力の高さを耳にし、才能ある司令官の赴任を喜んだ。第14独立騎兵旅団本部を訪問した際にジューコフはトゥハチェフスキーが旅団長と対談する席に居合わせた。後にジューコフは自身の回顧録でトゥハチェフスキーの判断には彼の広い知識と大規模な作戦指導の経験とを感じとられたと語っている。
ジューコフはトゥハチェフスキーの下でアントーノフ軍と戦い、自ら白兵戦に参加し2度落馬するほどの激戦を繰り広げた。ジューコフは1920年10月にヴォロネジで最初の妻となるアレクサンドラ・ディエブナと出会い、同年結婚している。

## 騎兵将校時代

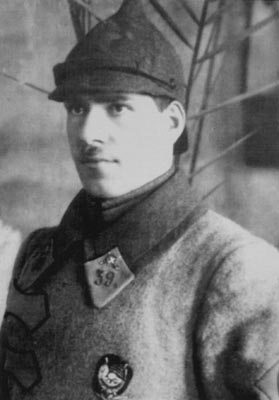
第39ブズルーク騎兵連隊司令官ジューコフ（1923年）

1921年ロシア内戦が終わると、赤軍は動員を解除し、総兵力は500万人から50万人に減少した。ジューコフは軍に残り、1922年には大隊指揮官に昇進している。騎兵部隊は赤軍の中でも人材・資材・技量において高い水準を保ち、後にジューコフが台頭する基盤となった。党の方針が最優先されたソビエトの官僚組織の中で、赤軍のみが例外的に創造的で活気に満ちていた。ミハイル・フルンゼの改革により赤軍は近代的職業軍へと変貌をとげ、ジューコフにとっても働きやすい環境となっていた。
1922年7月にジューコフはブズルーク騎兵連隊の連隊長に就任した。ジューコフは連隊長として連隊の規律を取り戻し、即応が可能な精鋭部隊へと育てあげた。ジューコフの上官は「理論も実行力も優れている。騎兵を好み、かつ何たるかを知っている。状況に即応できる。極めて高度な規律を保っている。短期間で連隊を最高の水準に引き上げた。彼を連隊長にしたのは極めて適切であった。」と高く評価している。ジューコフの部下だったA・L・クロニクによれば、ジューコフは率直だが厳格な指揮官であり、部下と決してなれ合うことは無かったと証言している。
1924年にジューコフはレニングラードの高等騎兵学校に入学、後にソ連邦元帥となるコンスタンチン・ロコソフスキーやイワン・バグラミャンと出会った。ロコソフスキーは自身の回顧録で「我々は猛烈に勉強した。特にジューコフは熱心で、軍事の微妙な所まで理解出来る境地に達していた。部屋にいると彼はいつも、床に広げた地図の上を這いまわっていた。いかなる時も任務が至上課題だった。」と語っている。バグラミャンもジューコフの資質を絶賛し、「我々の中で、ジューコフの才能は図抜けていた。当時から意志の力、特に独創的な思考力で際立っていた。騎兵戦術の分野では、我々が思いもよらないことを彼が言うので、何度も驚かされた。ジューコフの意見は、いつも激しい議論を巻き起こしたが、強靭な理論で彼が周囲を説き伏せるのが常だった。」と語っている。

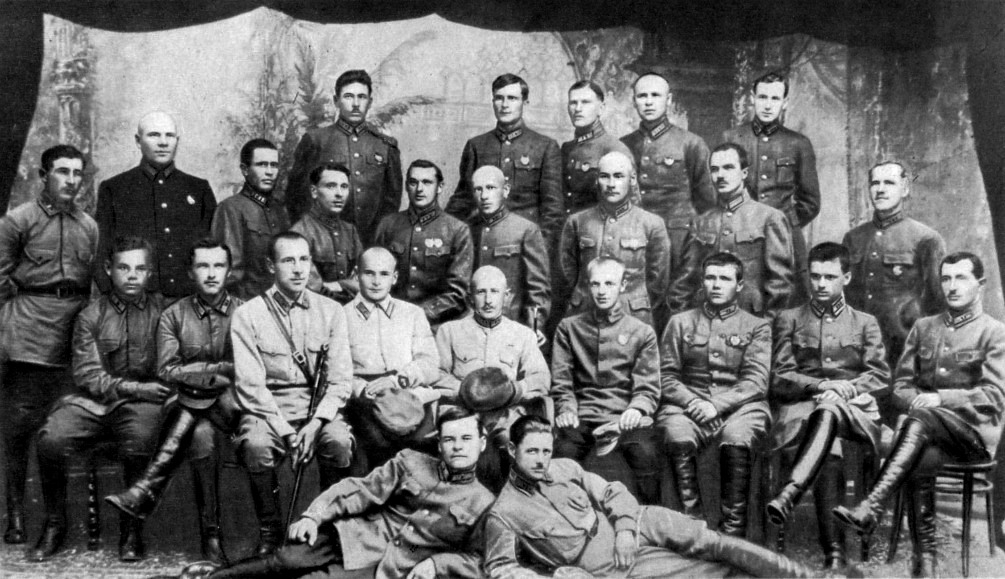
1924/25年のレニングラード高等騎兵学校の卒業生たち。
右から左：2列目 1.バグラミャン 3.エリョーメンコ 3列目 1.ジューコフ 5.ロコソフスキー

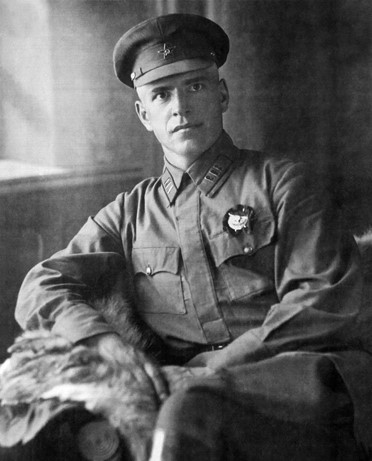
1920年代のジューコフ

高等学校の卒業後、ジューコフは2人の同僚と共に馬で963Kmを一週間で走破し、白ロシアのミンスクに到着した。複数の人馬がこれだけの遠距離を走破したのは世界初であり、ジューコフはミンスクの大群衆から大歓迎を受け、師団司令部も彼を称賛した。ジューコフの連隊は2つの連隊を吸収して、メレケス・プガチョフスク連隊として再編成された。ジューコフは新連隊の連隊長と政治委員を兼任した。師団司令部はジューコフの能力と資質を高く評価していた。この頃ジューコフは再びマリーヤ・ヴォルホワと関係を持っている。
1929年末にはフルンゼ陸軍大学の高級指揮官養成課程に入る。ジューコフのこの過程で後にソ連邦元帥となるレオニード・ゴヴォロフやフョードル・トルブーヒンと出会っている。ジューコフは図上演習やグループ演習で極めて高い評価を受け、教官は師団以上の戦術運用も出来るようになると評価した。諸兵科統合戦術も冴えわたり、ジューコフの作戦と戦術には明晰な理論と強い確信の裏付けがあった。唯一マイナス評価を受けたのは事務処理能力だった。教官はジューコフは明らかに前線指揮官にむいていると報告している。1930年春にフルンゼ陸軍大学を卒業したジューコフは、騎兵総司令官のセミョーン・チモシェンコから高く評価された。
チモシェンコはジューコフが7年で騎兵連隊の士気と技量を最高の水準に引き上げたと記している。1930年5月には第2騎兵旅団の旅団長に抜擢された。当時師団長だった学友のロコソフスキーは旅団長時代のジューコフを高く評価する報告文を、赤軍指導部に送っている。1931年2月に騎兵総監代理に就任、モスクワに呼ばれ戦闘訓練の観察を担当した。モスクワでは後に自身と共に参謀本部で働くことになるアレクサンドル・ヴァシレフスキーと出会っている。ヴァシレフスキーは自身の回顧録でジューコフを高く評価し「軍事の才能で年々、頭角を現してきた。騎兵の師団長・軍団長として、また白ロシア軍管区副司令官として、彼の能力は同僚の誰もが高く評価していた。」と述べている。ジューコフの上司であり内戦時代の英雄であるセミョーン・ブジョーンヌイはジューコフの資質を評価しつつも、必要以上に辛辣で荒々しいとも語っている。ジューコフ自身も厳格な自分を自覚し回顧録で、たるんだ仕事や態度を見るのが我慢出来なかったと語っている。1933年3月に第4騎兵師団の師団長に就任、4年間の師団長時代に師団の規律と技量を高い水準に引き上げた。
第4騎兵師団の参謀長だったレオニード・ミニュークは「彼は尊大、傲慢、うぬぼれとは無縁だった。部下との関係で公私のけじめをはっきりつけていただけだ。」と語り、気さくで階級に関わらず部下の面倒をよくみる人だったと証言している。1937年7月には白ロシア軍管区の第3騎兵軍司令官に就任、1938年3月には第6コサック軍司令官に任命された。ジューコフは騎兵だけでなく、機械化部隊も傘下に持ち、騎兵と機械化部隊の共同作戦に心を砕いた。ジューコフはこの頃から機械化戦を積極的に研究し、共産党員としてマルクスの著作を読み漁った。1938年6月には白ロシア軍管区副司令官となり、戦車と騎兵の訓練を担当した。ジューコフの急速な昇進には軍の拡張とヨシフ・スターリンによる大粛清が影響していた。スターリンは高級将校を粛清する一方で、軍の規模を拡大、1930年代には400万人を超える大兵力を保持していた。軍の給与は3倍となり、士官の待遇は劇的に改善され、国防費は1933年～37年にかけて370％、37年～40年に200％増えている。
ジューコフのような優れた職業軍人にとって軍の強化は出世の千載一遇のチャンスとなった。また粛清により高級将校が一掃されたことにより、ジューコフの上官も失脚し、上官のポストがまわってきたという一面も無視できない。ジューコフ自身も粛清におびえ、逮捕に備えて常にカバンを持っていたと彼の娘と妻が証言している。

## ハルハ河の戦い
1937年から1939年に及ぶスターリンによる赤軍の大粛清を生き残り白ロシア軍管区司令官代理としてミンスク地区に赴任した。その頃極東では日本が樹立させた満州国とモンゴル人民共和国の国境地帯において、日本の関東軍との間に何度も小競り合いが起きていた。
1939年5月にジューコフはモスクワに呼び出されモンゴルに移動し現地軍の視察を命じられた。ジューコフの任務は現地部隊の失策の調査も兼ねており、国防人民委員部による粛清の手先としての役目をおびていた。当時日本軍と戦っていたのは第57特別兵団を指揮するフェクレンコだった。国防人民委員のクリメント・ヴォロシーロフは第57特別兵団司令部の任務遂行ぶりの調査をジューコフに命じ、指導に欠陥があれば改善措置を取れる権限を与えた。
モンゴルの第57特別兵団司令部に到着したジューコフは現地の指揮官から情報を収集し、日本軍の大規模攻勢に備えハルハ河右岸を守備するとモスクワに伝えた。同時にジューコフは現地軍司令部の戦闘は極めて不適切だと評価した報告書を国防人民委員部に送っている。国防人民委員部はジューコフの防衛計画を承認、フェクレンコを解任しジューコフを第57特別兵団長に任命し空軍と砲兵の増強を承認した。ジューコフは規律の回復を鮮明に打ち出し、軍規違反で二人の兵士を銃殺刑にした。6月になると日ソ両軍の航空戦が開始され日本軍はハルハ地区に戦力を集中、ジューコフも戦力を集め決戦準備を整えた。関東軍にとって最初は、ソ連の国境防衛能力を試す意図があったが、急速に大規模な戦闘に発展したことを受け、最終的に戦車500両以上、航空機500機以上、兵員数万人が投入されることとなった（ノモンハン事件、ソ連側の呼称・ハルハ河の戦闘）。関東軍がハルハ河を渡りバイン・ツァガン山とその地続き一帯を占領すると砲兵、爆撃部隊、機械化部隊を集中して奪還した。

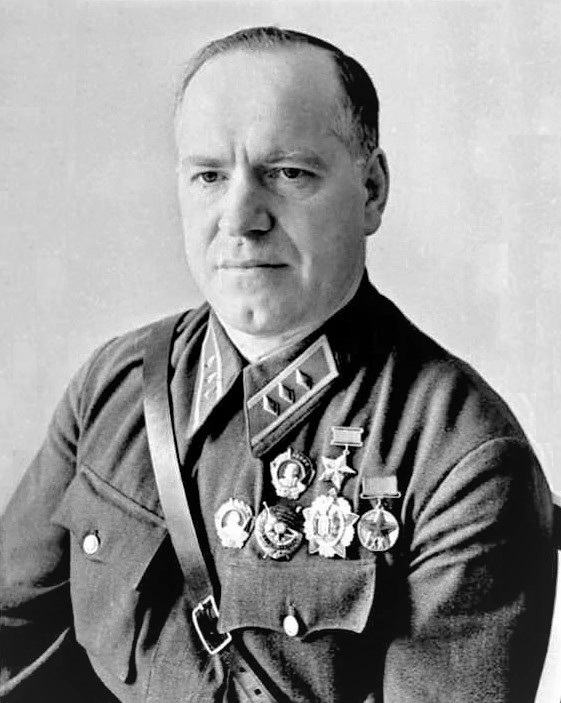
ジューコフ軍団長（1939年）

日本兵は渡河地点へと退却したが機械化部隊の追撃で壊滅的な打撃を受けた。バイン・ツァガン山とハルハ河西岸から関東軍は放逐され、バイン・ツァガン山での戦闘は諸兵科連合戦闘の古典となった。7月の戦闘中、国防人民委員代理のグリゴリー・クリークが視察に訪れた。クリークは東岸の部隊を西岸に退かせよとジューコフに命じたが、モスクワの参謀本部は部隊の撤退を中止するよう命じた。ヴォロシーロフはクリークに第57特別兵団の指揮系統に干渉するなと叱責した。国防人民委員部はグリゴリー・シュテルンを司令官とする戦線集団を創設し、第57特別兵団を指揮下に加えた。しかしジューコフはこの処置に猛反発し、第57兵団は第1軍集団に改組され、シュテルンの指揮系統から独立した。ジューコフは正式に師団長から軍団長へと昇進し、はじめて一軍の指揮を任せられた。
事前の入念な作戦準備、特に後方の整備と兵站を非常に重視していたジューコフはまず輸送体制を組織し、充分な戦争資材が集積されるのを待ったのち、1939年8月20日より関東軍に対する反撃を開始する計画をたてた。一方で計画書をモスクワに提出したのはシュテルンであり、ジューコフが計画策定に加わっていたかは定かでは無い。軍事会議の要請で作戦遂行のために第1軍集団にはソ連国内から新兵力、技術資材の予備が投入され、歩兵2個師団、戦車旅団、砲兵2個連隊その他の部隊が補充輪送された。また爆撃および戦闘機空軍も強化された。膨大な燃料と武器弾薬を輸送するため8月14日以後になってソ連国内からさらにトラック2150台、油槽トラック375台が補充され、ザバイカル軍管区の全面的な支援もありジューコフは期日通りに輸送と補充を完了させた。
ジューコフは関東軍が精鋭戦車兵団や自動機械化部隊を持たないことを利用し機械化兵力による包囲殲滅戦を試みた。攻勢を秘匿するためあらゆる欺瞞工作を実施し、各部隊の移動は夜間にのみ実施された。夜間の移動はすべて飛行機の爆音や砲、迫撃砲、機関銃、小銃射撃などによる偽音を使って誤魔化し、全ての移動は関係部隊が打合わせた厳格な予定表に従って行われた。
砲兵の支援のもと、自動車化された歩兵と、2個戦車旅団が戦線の両翼を進撃する大胆な機動を行って第6軍を包囲し、第23師団を壊滅させるなど大打撃を与えた。2週間の内に関東軍は撤退し、その後、国境線はソ連・モンゴルの主張に近い形で確定された。この功績により、ジューコフは「ソ連邦英雄」の称号を与えられた。しかしソ連以外では、この戦いはあまり知られず、ジューコフの機械化部隊の機動的運用という革新的戦術も、当時の西欧諸国に注目されることはなかった。この戦術が周知になるのは、後のナチス・ドイツによるポーランドやフランスへの電撃戦を待たねばならなかった。ノモンハンでのジューコフの功績は世界に知られ、歴史家から高く評価された。
歴史家ウィリアム・スパールはジューコフの成功をカンネに例えている。
歴史家オットー・プレストン もジューコフの将才と資質を称賛した。

## 参謀総長就任

### キエフ特別軍管区司令官

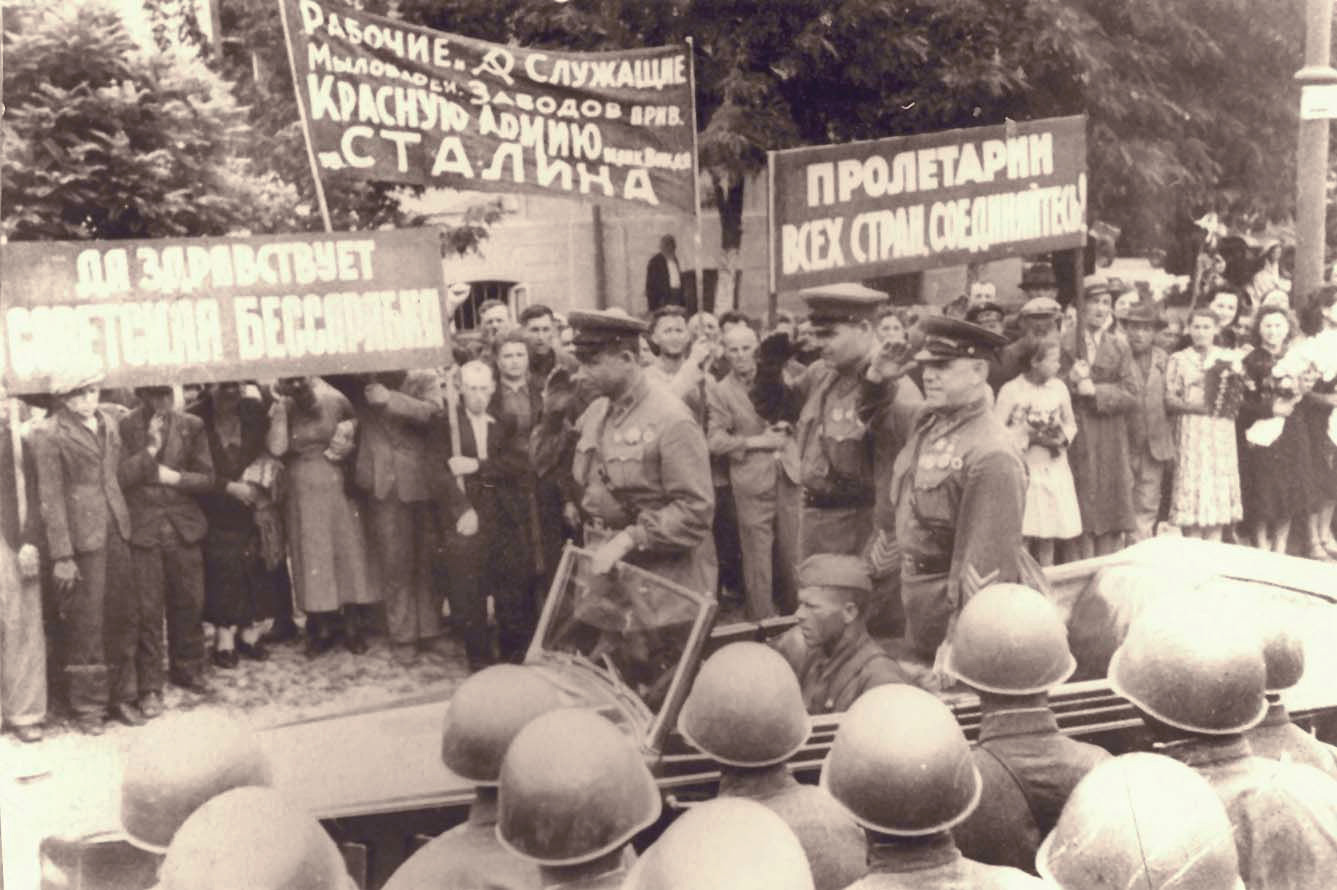
1940年7月4日、ルーマニアから割譲したキシナウでの軍事パレードに参加するジューコフ（車上右）

1940年5月初めスターリンはジューコフと初めて面会し、キエフ特別軍管区司令官に任命し上級大将の階級を授与した。
ジェフリー・ロバーツは国防人民委員となったチモシェンコとの親密な関係も作用したと分析している。キエフ特別軍管区はソビエト最大の軍管区であり同軍管区で勤務した将校は、モスクワ中央に呼ばれることが多くジューコフ自身もキエフで働く栄誉を喜んだ。しかし粛清の影響で士官の数は足りず、冬戦争で精鋭師団は引き抜かれるなど、軍管区の戦力は低下して規律は大いに乱れていた。規律の回復に定評のあるジューコフがキエフに赴任したのは偶然ではなかった。
ソビエト連邦政府がベッサラビアと北ブコビナの併合に動き出すとルーマニアと国境を接するジューコフ指揮下のキエフ特別軍管区の戦力が動員された。ジューコフは国防人民委員チモシェンコと共同で3個軍からなる南部戦線を設立、ルーマニア政府に軍事的圧力をかけた。交渉の末ルーマニア政府は北ブコビナとベッサラビアから撤退することに同意した。
一方でジューコフは新領土進駐の際の部隊の乱れと規律の無さを怒り、数人の師団長を更迭している。後にAK-47の開発者となるミハイル・カラシニコフはキエフでジューコフと出会った。当時カラシニコフは戦車操縦士であり、戦車エンジンの改良に取り組んでいた。ジューコフはカラシニコフが改良したエンジンに深く感心し、彼をキエフの戦車技術学校に推薦した。カラシニコフは自身の回顧録で「ジューコフの意志と活力が我々に伝わってきた。」と記している。
ウクライナ共産党の書記だったニキータ・フルシチョフもジューコフをチモシェンコの後任にふさわしい人物だと評価した。冬戦争の後、国防人民委員チモシェンコ主導で赤軍内部の改革が実施され、ジューコフもキエフ軍管区内で観察・演習を盛んに実施しドイツとの戦争に備えた。
ドイツとの戦争が迫ると、戦争計画は次々と更新され、ジューコフが指揮するキエフ軍管区は重要度を増した。赤軍参謀本部は1938年3月に参謀総長ボリス・シャポシニコフ元帥主導の下、戦争計画を立案した。シャポシニコフは仮想敵をドイツと日本にしぼり、最大の脅威はドイツと見定め、西部を主戦場とし、プリピャチ沼沢地北を経由するミンスク～モスクワ、レニングラードを目指すパターンと南からウクライナを目指すパターンを想定していた。
1940年夏にシャポシニコフは新しい戦争計画を立てた。38年度と違ってドイツ軍の侵攻ルートは北だと断定された。しかし彼は健康の悪化で参謀総長を辞職、キリル・メレツコフ元帥が後任となった。1940年9月に参謀本部は再び戦争計画を立て、シャポシニコフ案を想定しつつドイツ軍が南に主力をむける可能性も排除しなかった。10月には大幅な改定がなされ、赤軍は防御の主力を南に置くこととなった。この改訂で最も恩恵を受けたのはジューコフが指揮するキエフ特別軍管区だった。国防人民委員チモシェンコや参謀総長メレツコフもかつてキエフ軍管区の司令官を勤め、参謀本部にもキエフ勤務の経験がある将校が多数いた。
戦前の参謀本部を研究するマトヴェイ・ザハロフ元帥は計画の改訂には官僚的要素が作用したと分析している。またアドルフ・ヒトラーは同時期にルーマニアをドイツの軍事的影響下に置き、バルカン情勢は大幅に悪化していた。バルカン諸国と国境を接するキエフ軍管区が重視されるのは自然な成り行きともいえた。以降赤軍はウクライナの防衛に重点を置く戦争計画を推進していくが、ドイツ軍参謀本部は北の攻勢に主軸を置いていた。赤軍参謀本部の読み違いは致命的な誤りだった。同年9月ジューコフはモスクワで開かれる戦略会議に呼ばれ、会議に提出する報告書の提出を命じられた。テーマは「現代における攻撃作戦の特徴」だった。

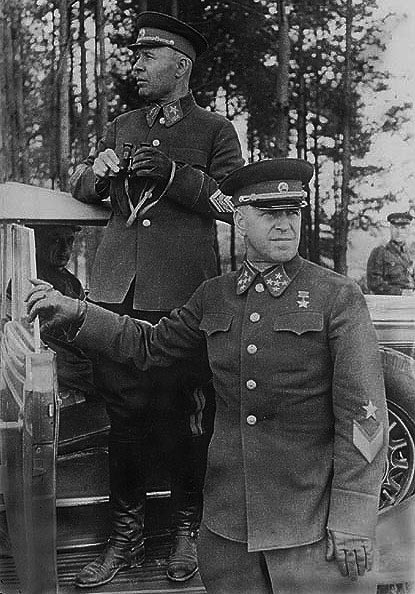
キエフ軍管区による演習を視察するジューコフ大将と、国防人民委員チモシェンコ元帥（1940年）

ジューコフはキエフ軍管区の作戦部長であり、騎兵学校時代の同級生でもあるバグラミャンの助けを得て報告書を作成した。ジューコフが求められたのはドイツ軍が西方で見せた戦闘能力の分析と評価だった。ジューコフは語学に堪能なマクシム・プルカエフ中将の助けをえて、外国の論文や翻訳を活用し、作成書を完成させた。同年12月参謀本部において大規模な戦略会議が行われた。270人の高級将校が参加し、ジューコフを含む74人の将校が報告書を発表した。ジューコフは近代的軍隊は、諸兵科を有効に活用した迅速かつ強力な攻勢で、敵に損害を与えられると報告した。
ノモンハンでの実例を基に、入念な準備と砲兵、歩兵、航空機、戦車の綿密な連携が特徴であると述べた。またドイツの西方電撃戦を実例とし、航空戦力の支援を受けた装甲部隊は大胆な機動で大きな成果を上げられると主張した。ジューコフはドイツの勝因は、戦線が広大で作戦正面が離れていても、戦略が統一されていたためと分析した。強力な機動部隊で敵軍の両翼を攻撃し、敵主力を中央で拘引する。その上で突破口を開き、包囲し、精強な予備軍を投入して、さらに戦果を拡大する。初期段階の攻勢で敵軍の30％～50％の撃破を目指し、最新の戦闘手段は積極的攻撃に断固たる基盤を提供し、遠距離に及ぶ迅速な機動を可能にしたと総括した。
ジューコフの発表に対して6人が発言し、レニングラード軍管区の第1機械化軍団長プロコフィー・ロマニェンコ中将が最も激しい反対者だった。ロマニェンコはジューコフの構想は1934年～1935年の産物だと述べ、時代遅れだと指摘。強力な機械化部隊と砲兵部隊、空挺部隊、航空部隊による大規模な打撃軍を編成し、敵軍の突破にはこの手の部隊が必須だと主張した。
ノモンハンでジューコフと対立したシュテルン大将も反対意見を述べた。シュテルンは機械化部隊の即時投入を求めるジューコフを批判、歩兵と砲兵が突破経路を開くまで投入を控えるべきだと発言した。大祖国戦争が始まるとジューコフはシュテルンの考えに沿って戦車を温存したが、この時は直接回答せず持論に対する根本的な疑義ではないと述べ、質疑を打ち切った。
西部特別軍管区司令官ドミトリー・パヴロフ上級大将もジューコフ同様機械化戦の有効性を訴え、機械化部隊の独立的な運用を主張した。チモシェンコは会議を総括してジューコフとパヴロフの報告を評価した。同年1月2日ジューコフはパヴロフやチモシェンコらと共に会議の結果をスターリンに報告した。ジューコフは具体的な戦略防衛計画の立案を要望し、攻勢重視の西部特別軍管区司令官ドミトリー・パヴロフと図上演習を実施した。ポーランド分割に参加したソビエトはその国境を西方に240km移動させドイツ領に食い込むビャウィストク突出部を形成していた。
機械化戦の権威であるパヴロフはビャウィストク突出部を攻勢開始地点として重視したが、ジューコフは防衛上の不利を訴え突出部の解消と旧国境での防衛と反撃を重視した。最初の演習はジューコフがドイツ軍（西軍）を担当し、パヴロフが赤軍（東軍）を担当した。パヴロフはビャウィストク突出部から迂回させた機械化戦力で東プロイセンの包囲戦滅を試みたが、ジューコフは遅滞戦闘で迂回を阻み予備兵力を投入してビャウィストク突出部を切り離し防衛線を崩壊させた。
2度目の演習では攻守が逆転しジューコフが赤軍を担当した。戦力を後方に温存したジューコフは深入りしたパヴロフ軍を殲滅、2度の演習はどちらもジューコフの勝利に終わった。

### 参謀総長
この演習が赤軍の対独防衛戦略に与えた影響は大きく1941年1月ジューコフは赤軍の参謀総長 / 副国防人民委員に任命された。同時に共産党中央委員候補に選ばれ、グラノフスキー通りに特別な住宅が与えられ、ソ連の特権階級となった。以後ジューコフ一家は20年この家で暮らすことになる。
ジューコフの着任前から参謀本部はドイツとの戦争に備えた動員計画MP41を立案していた。ジューコフは計画の作成にほとんど関わっていなかったが、計画は参謀総長ジューコフの名で発令された。300個師団を基幹とし、その枠内で60個戦車師団と30個自動車化師団を編成する。2個戦車師団と1個自動車化師団で1個機械化軍団を編成し、30個機械化軍団を設置する。500万の予備役を動員し、最終的に総兵力を800万まで増大、うち650万を西部特別軍管区に配置する。この計画は1941年末までに完了する予定だったが開戦までに配置された戦力は西部特別軍管区に300万、キエフ特別軍管区に97個師団にとどまった。
ジューコフは1941年3月の改訂版戦争計画で防御重視の縦深的な戦力配置に切り替え、兵力と資材は後方の第二梯団、第三梯団に集中的に配備された。決戦用の兵力を後方に温存するジューコフの防衛戦略は対独戦で有効に機能することになる。ドイツ軍参謀本部は国境～西ドヴィナ河とドニエプル河のラインでソ連の野戦兵力を殲滅すると想定していたので、ジューコフが温存した第二梯団に思わぬ足止めを受けることになる。
一方で西ドヴィナ河～ドニエプル河を決戦場と想定し第二梯団を決戦兵力としたジューコフにとって、国境を守る第一梯団は捨て石に過ぎなかった。ジューコフはスターリンに旧国境での防衛を求めたがスターリンは国境線の放棄を認めず、ビャウィストク突出部は開戦まで解消されなかった。結局ジューコフの防衛戦略は国境での守備をあきらめ、開戦前から味方の膨大な犠牲を前提とした。対戦車、対空両方面で敵に対抗するだけの実力はなく国境での戦いに勝ち目はないと判断したジューコフは主力部隊を後方に下げ戦力の温存を優先し、国境守備軍の苦境を予想しながら主力部隊を国境に移すことはしなかった。

## 大祖国戦争

### 参謀総長

#### ウクライナ防衛戦

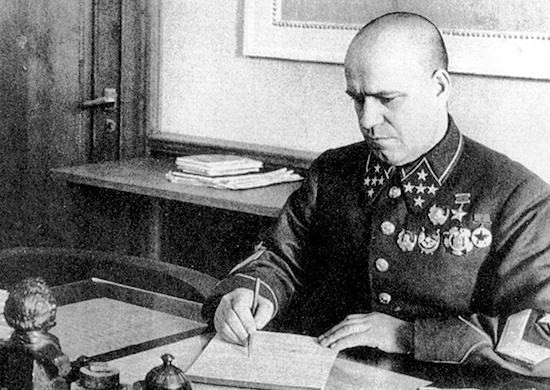
ジューコフ赤軍参謀本部総長（1941年）

1941年6月22日午前3時、ナチス・ドイツが独ソ不可侵条約を破ってソ連への侵攻を開始した（バルバロッサ作戦）。
ジューコフは午前3時17分に、黒海艦隊司令官のフィリップ・オクチャーブリスキー大将から緊急電話で呼び出され、所属不明の航空機の接近を知った。その後西部特別軍管区、キエフ特別軍管区、沿バルト軍管区からもドイツ軍侵入の報告が届いた。ジューコフはスターリンに電話して状況を報告し、戦闘行為の承認を求めたが返事はなくクレムリンに来るよう命じられた。午前4時半には政治局員が閣議室に集まり、ジューコフと国防人民委員チモシェンコも入室を許された。スターリンは青ざめていて、タバコのつまったパイプをもって椅子にかけて「すぐにドイツ大使館に電話する必要がある」と言った。ドイツ大使と接見しにいった外務人民委員のヴャチェスラフ・モロトフが閣議室に戻りドイツ政府の宣戦布告を伝えた。スターリンはジッと考えこみ長い、苦しい沈黙がつづいた。ジューコフは沈黙を破り国境の各軍管区が、全力をあげて敵の崩れそうな部分に集中攻撃をかけ、その態勢を崩さないように維持し続けるようすぐ命令することを提案した。チモシェンコの同意もありスターリンはジューコフの提案を承認した。
6月22日午前7時15分、国防人民委員部の指令第二号が各軍管区に伝えられたが実現不可能な命令であり前線からは無視された。この時点で参謀本部には軍管区からも通信部隊からも何一つ連絡がなく状況を把握出来ていなかった。現地部隊もドイツ軍の破壊工作で通信手段を絶たれ報告出来る状況になかった。午前8時になるとようやく各軍管区から報告が届いた。戦況を把握したジューコフはチモシェンコとともに再びスターリンの下を訪れ、動員令の公布を求めた。スターリンはヨーロッパロシアで戒厳令を発令し、極東・中央アジア・ザバイカルの3軍管区を除く14の地域で動員が開始された。また国家の全機能が軍の統制下に置かれジューコフはスターリンやチモシェンコと共同で戦争を指導する最高司令部の構成案を作った。
6月23日には最高司令部スタフカが設立された。スターリンは北西・西部・南西の3戦線を編成し、ジューコフにスタフカ代表の身分を与えて南西戦線の戦闘指導を命じた。ジューコフは直ちにキエフに赴きウクライナ共産党の政治委員フルシチョフと面会した。フルシチョフは、これから先は飛行機は危ないとジューコフに忠告した。すでに制空権は奪われつつあり、ドイツ軍の戦闘機が輸送機を狙っていた。
ジューコフは南西戦線司令部の設置されたテルノーポリに赴き、参謀総長第一代理のニコライ・ヴァトゥーチンと連絡をとった。ヴァトゥーチンは前線の状況を述べ、国防人民委員部の指令第三号の発令と署名を求めた。ジューコフは現時点での反撃に反対したが、すでに指令は発令されており、やむをえず署名した。
しかしスターリンの面会名簿によると、この時期ジューコフは他の軍高官と共に会議に出席していた。バグラミャン元帥の回顧録によると、ジューコフが南西戦線司令部にやってきたのは、指令第3号が発令された後だった。ジェフリー・ロバーツはジューコフは悲惨な結果に終わった指令第3号と距離を置こうとしたのではないかと分析している。指令第3号には南西戦線のプルカエフ参謀長も指令に激しく反対した。
ジューコフは機械化戦力での反撃を提案し、スタフカと戦線参謀部で反撃計画が作成された。ジューコフは攻勢を担うリャブィシェフ中将の指揮する第8機械化軍団の司令部に赴き、反撃計画を説明した。説明中に空襲警報が鳴ったので天幕で参謀達を集めて状況を再確認した。この時ジューコフは司令部メンバーの平静な態度を見て、「立派なもんだ。これなら、戦争に負けないだろう」と思ったと回顧録で語っている。
機械化軍団の反撃は成功しドイツ軍の第48装甲軍団を後退させた。その後もジューコフと南西戦線司令部は善戦し南西戦線は3戦線の中で例外的に優位を保った。第3装甲集団司令官ヘルマン・ホトは「一番苦しい戦いに当面したのは『南』の部隊だった。北翼の軍の前に立ちはだかった敵軍は、初めのうちこそ国境から退却したが、すぐにその打撃から回復し、予備軍や後方から繰出してきた戦車隊と合体してドイツ軍の進撃を食い止めた。第6軍に所属した第1戦車隊の進撃は、6月28日までは開始されなかった。ドイツ軍の進撃の道には、敵の強力な攻撃が待っていた」と自身の回顧録でのべている。

#### ミンスクからスモレンスク

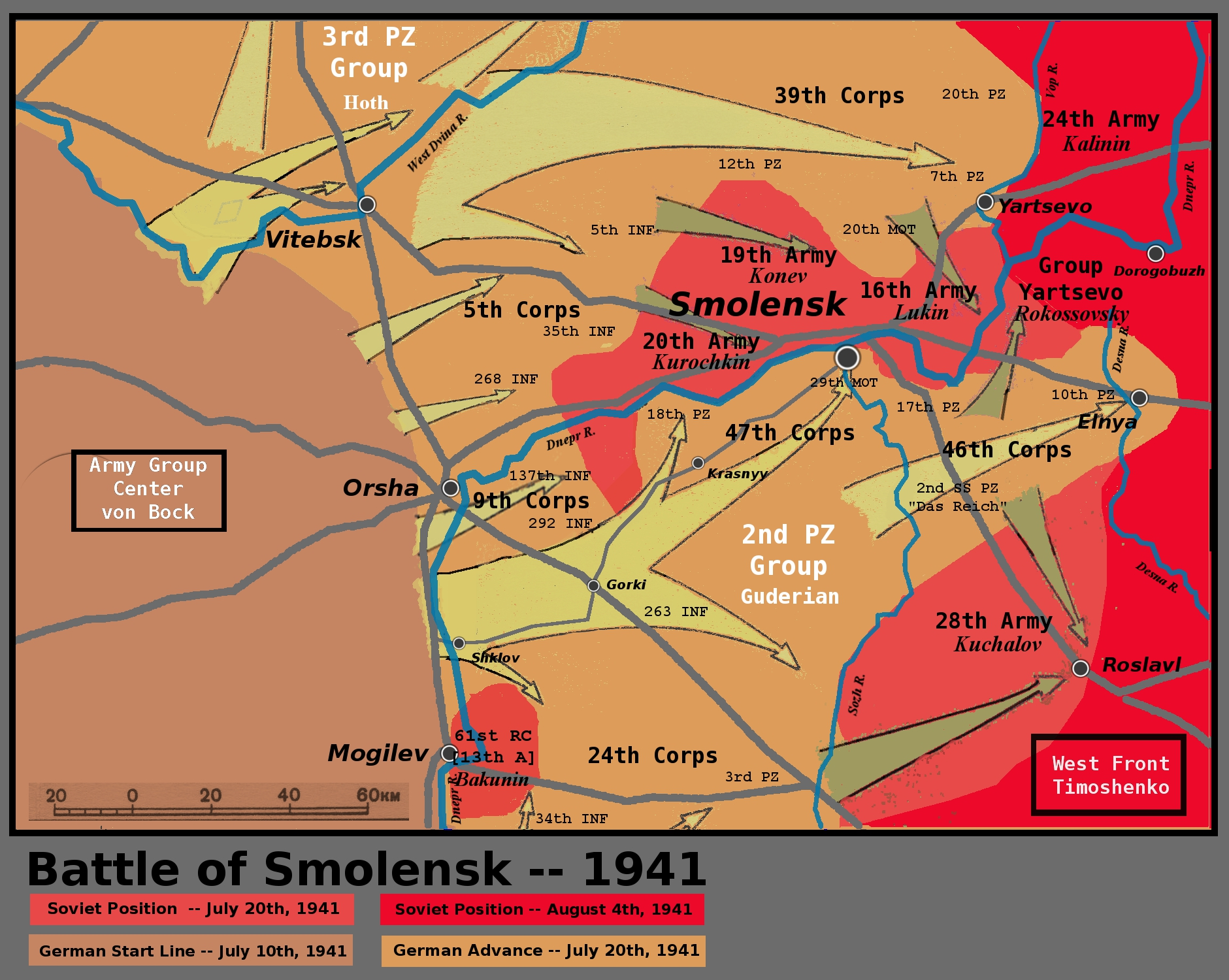
スモレンスク周辺（1941年7月6日 - 8月5日）

一方で西部戦線と北西戦線の戦況は深刻であり、戦線司令部はいまだに各軍種司令部と連絡を回復出来ず、師団や兵団の司令部は、隣接部隊との協力も、空軍の支援も、上級からの適切な命令もなく、孤立した戦いを続行していた。
ドイツ軍の機甲部隊と機械化部隊の大編隊が、西部戦線の各所を破壊して白ロシアから沿バルト国境辺にかけて急進撃を続けていることが判明しジューコフは対応に追われた。スターリンは予備戦線を編成しジューコフが決戦場と想定していた西ドヴィナ～ドニエプルのラインに展開した。西部戦線に派遣されたシャポシニコフ元帥が病に倒れ、クリーク元帥が行方不明になるとスターリンはジューコフをモスクワに呼び戻し西部戦線の改善策を求めた。
すでにミンスクは西側から包囲され西部戦線は各軍が分断・包囲されてチリヂリバラバラになっていた。ジューコフは防衛線を下げて予備兵力を投入すべきだと進言し、スターリンは提案を全て承認し命令を出した。ジューコフは自身の名でスタフカの命令を西部戦線司令部に発令し、参謀長クリモフスキー、司令官パヴロフと電話で面会した。その後も西部戦線の戦況は変わらず、6月30日ミンスクは陥落、西部戦線は構成兵力の大半を喪失した。
パヴロフは解任されチモシェンコが西部戦線司令官に就任した。7月初旬からスモレンスクをめぐる攻防戦が開始された。一か月の激戦の末スモレンスクは落ち西部戦線は34万の兵士を失ったが、ドイツ中央軍集団も甚大な被害を受け足止めと防衛線の再構築に成功した。ジューコフはチモシェンコの戦いぶりを高く評価している。スターリンは二人を呼び出しチモシェンコの解任とジューコフの司令官就任を伝えたが、ジューコフはチモシェンコを擁護し解任に反対した。チモシェンコは戦線への復帰を認められた。
7月10日スタフカが再編されジューコフは構成メンバーの一人に選ばれた。スターリンの死後、フルシチョフ政権ではスターリン批判がおこり、開戦前のスターリンの対応が非難された。軍縮をめぐってジューコフとフルシチョフが対立すると、批判の矛先はジューコフにも向き、参謀総長として適切に指示を出さなかったと中傷された。
ジューコフは回顧録でフルシチョフ派に反論したが、フルシチョフが死ぬまで反論の機会は与えられなかった。ジューコフは回顧録で赤軍は攻撃型の軍隊であり適切な防御戦への準備が足りなかったと分析し、自身の非を認めているが、ソ連時代この一節は当局により削除されている。

#### 赤軍の再建

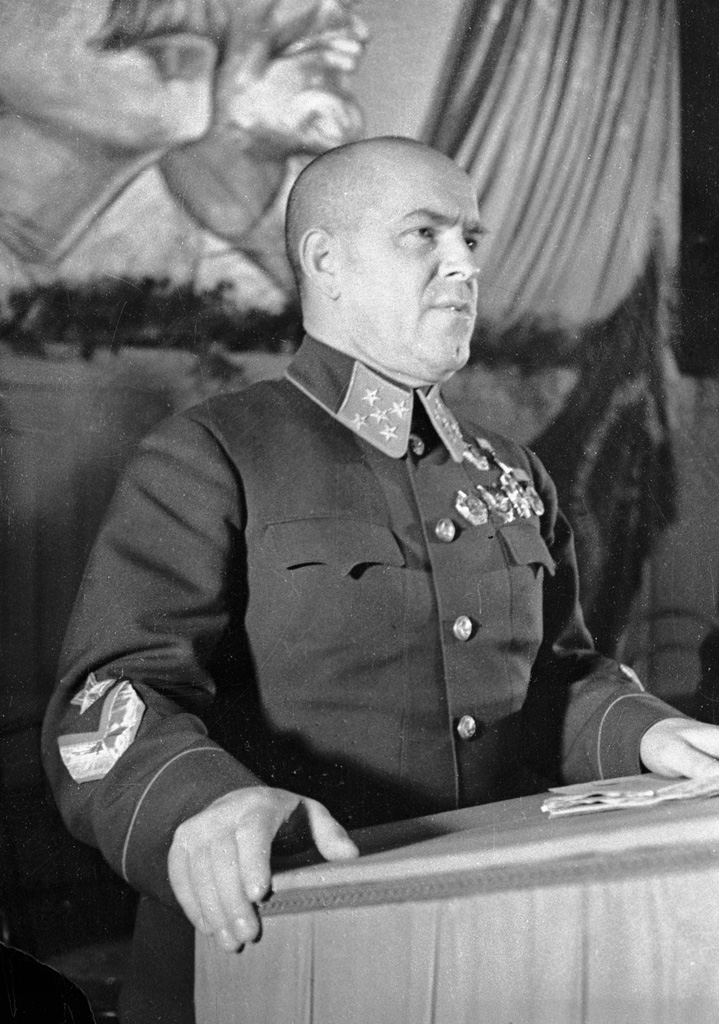
演説をするジューコフ（1941年）

ジューコフは参謀総長として1941年7月25日、5項目からなる「戦争教訓の活用」 を発令し敗走を重ねる赤軍の立て直しをはかった。
緒戦での敗北は赤軍の軍・軍団・師団の戦力を破滅的に減衰させ、指揮官と支援用兵器の不足に対応するには、赤軍機構そのものの単純化が必要だった。
軍団単位の解体により、軍司令部は狙撃師団を直接掌握することが可能になった。狙撃師団自体も兵員や物資の不足に対応するため簡素化され、師団にくみこまれていた対戦車砲隊、野砲隊、高射砲隊、機甲車両隊などの「特化部隊」が切り離され、各軍司令官が戦況に応じて自由に配分出来るようになった。
兵員が定員割れした師団は旅団として再編成され、経験の浅い新任将校にとって旅団単位の指揮は現実に適していた。機械化軍団は全て廃止され、再編成された師団や旅団は歩兵支援にまわされた。ジューコフは機械化され機動戦用に設計された赤軍を解体し、縦深攻撃の教義を一旦捨て去ることで、現実に適した部隊編成と兵力の集積を成功させた。

### 予備戦線司令官

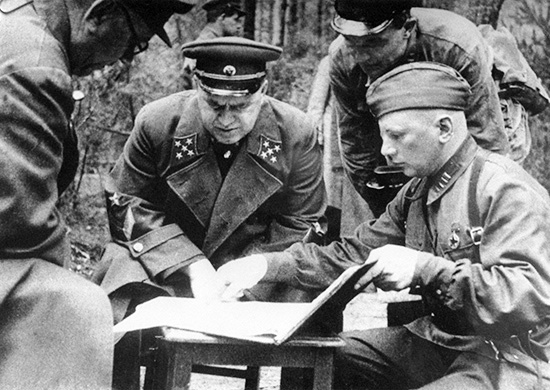
予備戦線司令官時代のジューコフ

ハインツ・グデーリアンの第2装甲集団はエリニャ一帯を占領してモスクワを伺い、南方軍集団はウクライナ・ソビエト社会主義共和国の首都であるキエフの包囲を目指した。唯一善戦していた南西戦線は他の戦線の後退によりキエフ近郊に突出部を形成し、包囲殲滅の危機を迎えていた
7月29日にジューコフはスターリンに面会しモスクワ予備を投入した中央戦線の強化と南西戦線のドニエプル以西への退却、キエフの放棄を進言した。またモスクワ攻撃の基地となっているエリニャの奪還を訴えた。スターリンはキエフ放棄に猛反発し激怒した。ジューコフが参謀総長の辞職を願い出るとスターリンは了承し、正式に参謀総長の職を解任され、新たに予備戦線の司令官に赴任しエリニャ突出部の奪還を命じられた。ジューコフは自身の回顧録でスターリンに解任されたと記しているがジェフリー・ロバーツによると、スターリンの面会記録にジューコフの名はなく、ジューコフ自ら予備戦線の指揮を望んだと指摘している。ジューコフは深夜に第24軍本部に到着し、予備戦線の参謀や指揮官に迎えられた。
ドイツ軍は既にエリニャを要塞化し奪還には困難が予想された。ジューコフはエリニャの奪還には火力が足りないと判断し、砲兵の集中には12日間かかると結論を出した。
8月中旬にジューコフは攻勢を開始し、ドイツ軍に大きな損害を与えた。この戦闘でドイツ軍の拠点防御のやり方と攻略法が判明し、多くの教訓を得た。隣接する支点の火力を抑えなければ攻撃側は大きな損害を受けるので、攻撃前に入念に偵察し最も強力な火力ポイントを把握することが求められた。ジューコフは各指揮官を集めて拠点攻略の教訓を共有した。
8月30日にジューコフは予備戦線を指揮してエリニャへの攻勢を再開した。ヒトラーは中央軍集団にエリニャ地区の死守を命じ第2SS装甲師団ダス・ライヒを投入、ジューコフも砲兵、戦車、航空機、ロケット砲を全て投入した。ドイツ軍の組織的機動と支点火力の防御をねじ伏せ、予備戦線はエリニャを守備するドイツ軍守備隊に回復不能な損失を与えた。
9月5日にはついにドイツ軍はエリニャから後退し、赤軍の4つの部隊に「親衛」の称号がはじめて付与された。エリニャでの勝利は大祖国戦争初の攻勢作戦の成功であり、ジューコフは野戦指揮官として改めて評価された。ソ連当局は初の勝利を盛んに宣伝し、西側の記者を戦場に招くという異例の措置を取った。一方参謀総長シャポシニコフはジューコフの攻撃は貧弱な航空支援と砲撃支援の下決行され、十分な効果を上げられなかったと批判した。
キエフ方面ではジューコフの危惧が的中し南西戦線はドイツ軍に包囲されつつあった。ジューコフはスターリンに電報を送りキエフの放棄と南西戦線の後退を進言したが拒否された。一方でジューコフはスターリンの発令した死守命令に共に署名している。ジューコフはキエフの政治委員だったフルシチョフとグデーリアンの阻止に失敗したアンドレイ・エリョーメンコを回顧録で厳しく批判している。ジューコフをフルシチョフが失脚させた時、右腕として働いたのがエリョーメンコだった。ジューコフには彼らを批判し、自身の名誉を守る意図があったとジェフリー・ロバーツは分析している。
中央軍集団から派遣されたグデーリアンの第2装甲集団とエヴァルト・フォン・クライストの第1装甲集団が合流し後方の退路は遮断された。チモシェンコ、ブジョーンヌイらは脱出したが司令官のミハイル・キルポノスを含む多くの将校が戦死、60万の兵士が捕虜となり赤軍は開戦以来最大の打撃を受けた。バルト方面ではヴォロシーロフ元帥が連戦連敗し、北方軍集団がルーガ川を突破、フィンランド軍と共同でレニングラードの封鎖を開始していた。エリニャの戦勝後ジューコフはモスクワの最高司令部に呼び戻されレニングラード戦線の立て直しを命じられた。

### レニングラード戦線司令官

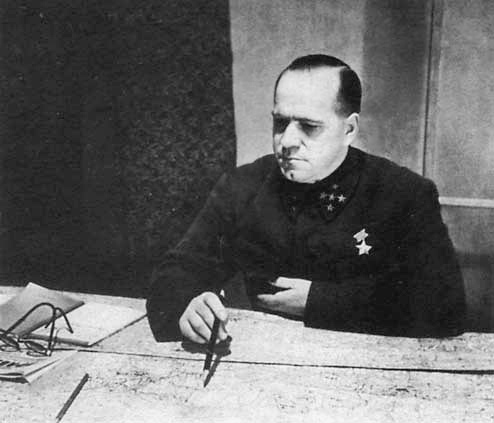
1941年にクラスナヤ・ズヴェズダ紙に掲載された写真

9月11日ジューコフはレニングラード軍管区に司令官として派遣され、同都市防衛の任務に就いた。ジューコフは自身の回顧録でスターリンの住居に直接呼ばれたと記したが、ソ連の公式記録によると執務室で面会している。レニングラードはソビエト最大の工業センターであり大規模な港湾施設を備えていた。ヒトラーはこの都市の攻略にこだわり、バルバロッサ作戦では第一目標とされた。レニングラードが落ちればバルト海艦隊は失われ、モスクワ北方に重大な脅威が生じる。
7月～8月の戦闘でレニングラード州のほとんどがドイツ軍に占領され、9月8日にはシュリッセリブルクが陥落、陸路の全ての連絡路が断たれた。レニングラードとの連絡は凍結したラドガ湖と空路を経由するしかなかった。ジューコフは輸送機でレニングラードの空港に降り立ち、ヴォロシーロフにスターリンの命令書を渡した。この瞬間ジューコフはレニングラード戦線の司令官となり、レニングラードの政治委員、各参謀、各指揮官を集めて軍事会議を開いた。ジューコフが最初にやったことはヴォロシーロフがだしたバルト艦隊の自沈命令を取り消すことだった。相次ぐ敗戦に狼狽したヴォロシーロフはバルト海艦隊に自沈を命じ、沿岸水域を封鎖してドイツ海軍の強襲を防ごうとした。しかしドイツ軍の目的はバルト艦隊を港に封じ込めることであり、ヴォロシーロフの対応は見当違いだった。自沈を阻止されたバルト艦艇の338門の火砲群と海兵戦力はレニングラード防衛の重要な戦力として機能することになる。
ジューコフは市内を6つの防衛セクターに分け、予備大隊に対戦車砲を配備し、航空兵力と砲兵の連携を回復させた。火力の集中は決定的な違いをもたらし、ジューコフによる配置が行われた翌週には、365ミリ砲一門で戦車35両、砲撃装置12、一個歩兵大隊、弾薬列車一本を撃破する目覚ましい成果をあげた。
モスクワから連れてきたホジン少将を参謀長に任命、フェジュニンスキー少将を第42軍司令部に派遣すると、9月15日には4項目からなる防衛作戦を指示した。
反撃計画立案と同時に規律を立て直すため、9月17日には重要区域防衛に関する命令を発令した。「司令部もしくは軍事会議が下す書面による命令なくして持ち場を離れる指揮官、政治担当者、兵士はすべて即刻射殺する。」
ジューコフは第42軍がドイツ軍の主攻勢をひきつけ、その間に第8軍がオラニエンバウム橋頭堡から側面と背後を突く計画を建てた。しかし第8軍司令官シチェルバコフ少将は部隊の消耗と弾薬不足を理由に、予定期日の反撃実施は不可能と報告したので、激怒したジューコフは彼を罷免しシェヴァルジン中将を後任とした。
ヴォロシーロフが自沈を指示したバルト艦隊は全砲兵火力をドイツ軍にむけて侵攻を食い止めた。また6個の海軍歩兵大隊が組織されレニングラード正面の防衛に参加した。ジューコフは赤色海軍のイワン・イサコフ提督を深く信頼し彼と共同で防衛線を構築した。
ジューコフは目覚しい軍事的手腕と非情なまでの決意を見せることで、浮き足立つ防衛軍の規律を回復し、市民の協力をも得ることができた。これにより1941年の秋にはレニングラード南の郊外でドイツ軍の進撃を停止させた（レニングラード包囲戦）。
デビッド・グランツは「ジューコフの鉄の意志がネヴァ川の奇跡をおこした。」と評価し、
ジョン・エリクソン は「一月も経たずに最悪の危機を克服し、防御を立て直し、士気をとりもどした。」と評価している。
一方でエヴァン・モーズリーは「ドイツ軍はモスクワ攻勢にむけ北方軍集団から装甲軍をひきぬき破壊から封鎖へと方針を展開している。ネヴァ川の作戦は無用な犠牲を招いた。」と批判している。

### 西部戦線司令官

#### モスクワ防衛戦

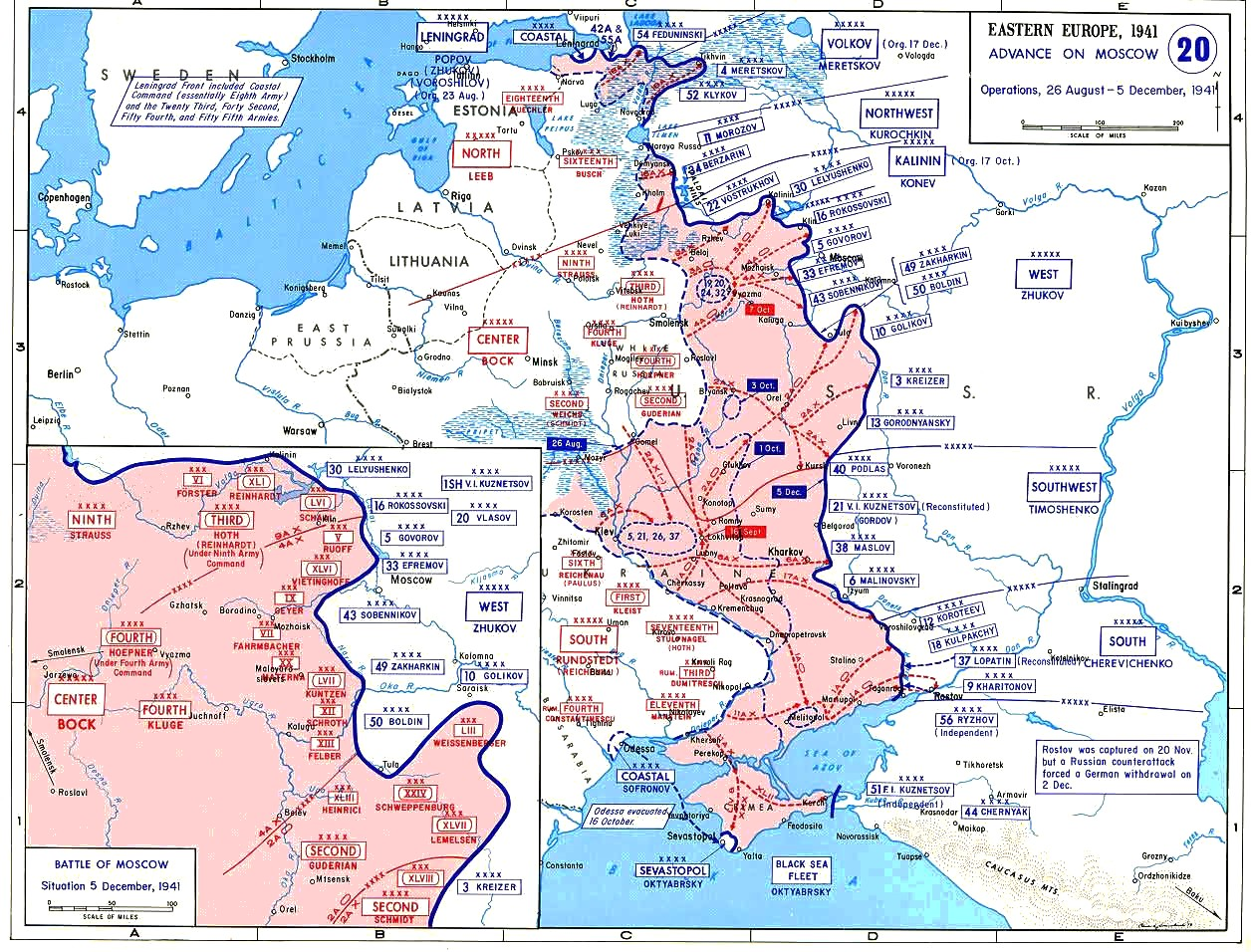
ドイツ軍のモスクワ攻略攻勢『タイフーン作戦』

9月16日モスクワ攻略を目指すタイフーン作戦が発令され中央軍集団は西部戦線（司令官イワン・コーネフ）とブリャンスク戦線（司令官アンドレイ・エリョーメンコ）の包囲殲滅を試みた。ヴャジマ付近とブリャンスク付近で、二つの包囲戦を敢行してモスクワへの道を開き、南北から迂回してモスクワを占領するのが狙いだった。第2装甲軍がオリョールを奇襲して背後にまわりブリャンスクでエリョーメンコが指揮するブリャンスク戦線に属する第3、第13、第50軍の三個軍を包囲した。ヴャジマ西方では西部戦線に属する第16、第19、第20軍とボルディン作戦集団が包囲され合計81個師団がドイツ軍の包囲圏で孤立した。
コーネフとエリョーメンコは諸軍を東方へと脱出させる為、必死に反撃し沼沢地や森林地帯を利用してなんとか包囲から抜けたが50万の兵を失っていた。ソビエトのモスクワ防衛線は崩壊し縦深陣地は蹂躙された。ジューコフは後に兵力の大半を失ったコーネフとエリョーメンコの作戦指導を厳しく批判している。一方でヴォロシーロフの不興を買い、軍法会議にかけられそうになったコーネフを救い、副官に迎えている。コーネフは自身の回顧録でジューコフは命の恩人だと述べる一方で、ジューコフを西部戦線に推薦したのは自分だと証言している。後に功績を競い合うライバルとなるコーネフと共闘したのはモスクワの戦場が初めてだった。
10月はじめレニングラードにいたジューコフはモスクワに呼び戻された。西部戦線の視察を命じられたジューコフは西部戦線司令部に赴き、情勢をスターリンに報告した。
スターリンは念を押すため、ゲオルギー・マレンコフとモロトフを西部戦線司令部に派遣した。ジューコフはブジョーンヌイを探したがなかなか見つけられなかった。マロヤロスラヴェツまで来た所で、ようやくブジョーンヌイのジープを見つけ、地区ソビエトで指揮していた元帥と出会うことが出来た。二人は抱擁しあって再会を喜んだ。翌朝スターリンは、ジューコフに西部戦線司令部に戻り、指揮するよう命じた。西部戦線とブリャンスク戦線の壊滅によりモスクワ正面を守る兵力はモジャイスク防衛線戦線のみとなっていた。
10月6日にジューコフはブジョーンヌイ元帥に代わって予備戦線司令官に就任した。この危機をのりきるためスターリンは予備戦線と西部戦線を統合、ジューコフを新設した西部戦線司令官に任命、モスクワ防衛の全権を委ねた。一方で、スターリンはジューコフにもしモスクワが落ちるようなことがあれば、お前もコーネフの首も飛ぶだろうと恫喝した。モロトフもジューコフに電話をかけ、退却をやめないと銃殺すると脅かした。ジューコフがもっといい考えがあるなら、ぜひ代わって指揮をとってもらいたいと答えると、モロトフは電話を切った。ジューコフはスターリンや側近達の恫喝にはまるで動じなかった。2人の会話を見た党員は「（ジューコフは）まるで上官のように高飛車な口調で話しかけていたが、スターリンはそれを容認していた。」と証言している。
モジャイスク戦線、ブリャンスク戦線の残存部隊、スタフカ予備が西部戦線に編入されたが、ジューコフの手元には90万の戦力しか無かった。ジューコフはレニングラードの時と同じく、非情なまでの規律を求め、浮き足だつ守備軍を立て直した。許可なく撤退、降伏する臆病者や錯乱者は即刻射殺すると宣言、高級士官にも厳しく対応し、一人の師団長と1人の政治委員を許可なく撤退した罪で射殺した。モジャイスク防衛線を視察した後、ジューコフはヴォロコラムスク～モジャイスク～マロヤロスラヴェツ～カルーガの線に縦深的な防御陣地を建設することを決定した。
当時モジャイスク防衛線には軍学校のわずかな守備部隊しか配置されていなかった。スタフカは新編成の機関銃5個大隊と対戦車砲10個連隊、それに戦車5個旅団を配属した。さらに西部戦線や予備戦線の諸部隊、南西戦線から派遣された部隊、奥地の軍管区で動員された予備隊がモジャイスク防衛線に集まった。ジューコフは西部戦線司令部で増員された諸部隊や資材を整理して適材適所に配置し、機動予備が可能な予備隊を抽出する作業に追われた。司令部に勤務するメンバーは疲れと睡眠不足から文字通り倒れる寸前だったという。
ジューコフは消耗した部隊を後方に下げ、ヴォロコラムスク、イストラ、モジャイスク、マロヤロスラヴェツ、それにポドリスク～カルーガ地区に砲兵と対戦車砲部隊の主力を集中した。第一線陣地の後方地区では、多くの築城工事が行われ、戦車攻撃に対して弱い地区は、すべて戦車障害地帯がつくられた。主要な戦線に対しては予備隊が配置された。ヴォロコラムスク～モジャイスク～マロヤロスラヴェツ～セルプホフの防衛線はすでにドイツ軍が浸透していたので、主防衛陣地帯は後方に下げられた。ドイツ軍の攻勢力は日ごとにおとろえ、10月下旬までにツルギノボからヴォロコラムスク～ドロホボ～ナロフォミンスク～セルプホフの西をへてアレクシンにわたる戦線で食い止められた。その間にジューコフは防衛線を整理し、新設部隊、装備品、武器、弾薬、通信器材、補給品などを補充し再攻勢に備えた。
11月15日に中央軍集団は攻勢を再開、クリン地区、ポロコラムスク地区からイストラ地区に侵入しモスクワを目指した。
スターリンはジューコフを呼び、モスクワは持ちこたえられるか？と質問した。ジューコフは、2個軍団と戦車200両が必要だと答え、スターリンは2個軍団の手配のみ約束した。ジューコフはドイツ軍が攻勢を停止している間に、24万の兵員、砲1254門、戦車502両の兵力を集め、600機の支援航空機を用意していた。
カリーニン～クリン～モスクワの街道をめぐり、両軍の死闘が繰り広げられた。ロコソフスキーの第16軍と第30軍が第3装甲軍の突撃で分断されると、ジューコフはロコソフスキーの副官サハロフ少将に2個狙撃師団と2個狙撃旅団を与え、間隙を埋めるよう命じた。両軍の連隊がわずか200人に減衰するほどの激しい戦いが続いたが、24日にクリンが陥落した。
ジューコフはヴォロコラムスク～クリン地区とイストラ地区に、トゥーラ～セルプホフ地区に戦車師団と狙撃師団の予備隊を配置し攻撃に備えていた。クリン地区は突破されドイツ軍はソルネチノゴルスク地区に侵入したが、ロソコフスキーが各地から集めた予備隊の総力を挙げて反撃し前進を食い止めた。ジューコフはロコソフスキーにイストラ地区の死守を命じたが、第16軍はジリジリと後退していた。最高総司令部は第1打撃軍、第20軍など戦略予備軍をモスクワ＝ヴォルガ運河に投入し、ロコソフスキーを支援した。
11月末までにジューコフの機動兵力は3個戦車師団、3個自動車化狙撃師団、12個騎兵師団、14個独立戦車旅団まで減衰した。一方でドイツ軍の機動兵力もやせ細っていた。トゥーラを包囲した第2装甲軍の先鋒エーベルバッハ旅団の稼働戦車はわずか50両に落ち込んでいた。トゥーラ地区では第50軍の反撃によりグデーリアンの攻勢が阻止され、ドイツ軍の攻勢は限界を迎えていた。ヴャジマ陣地と違いジューコフの作った各種陣地には十分な縦深があり、各狙撃軍には2個～3個の狙撃師団と騎兵や戦車の機動予備が控えていた。またジューコフはドイツ軍の進撃が予想される街道に、各種支援兵科を集中して配置、20個対戦車砲連隊のうち13個を第16軍と第49軍という最も危機に瀕している部隊に割り当てた。
11月末、ジューコフはベロフ少将の第2騎兵軍団に2個独立戦車大隊、戦車師団の半分、1個野戦工兵連隊、高射砲隊、ロケット砲連隊の増援を送り、トゥーラ地区での反撃を命じた。ベロフは騎兵の浸透に成功、第17装甲師団を押し返し、トゥーラ地区の脅威を取り除くことに成功した。モスクワ街道を東進していたドイツ第4軍も第1自動車化狙撃師団の組織的抵抗に阻止され、12月5日までに中央軍集団の攻勢は全て阻止された。ジューコフは赤軍がドイツ軍を阻止出来た理由として機甲部隊の過大評価を指摘している。
中央軍集団は歩兵を欠いた機甲部隊でのみの攻勢を行い、各地の対戦車陣地帯に阻止され甚大な被害を受けた。また中央軍集団は十分な戦力を保持しながら戦線正面に攻勢をかけなかったので、赤軍側は戦力を拘引されず自由に予備兵力を動かせたことも指摘し、ドイツの敗因は作戦指導にあると述べた。味方に対しては西方正面の部隊の防勢作戦を組織するという大仕事を指揮した参謀総長代理ヴァシレフスキー中将の功績を評価している。
ドイツ軍は戦略予備も戦術予備も出し尽くし全ての地区で食い止められた。武装親衛隊のダス・ライヒ自動車化師団の報告によると、11月19～20日の戦闘は、東方における全作戦中で、最もはげしく最も損害の多かった戦闘であったという。

#### 冬季総反攻

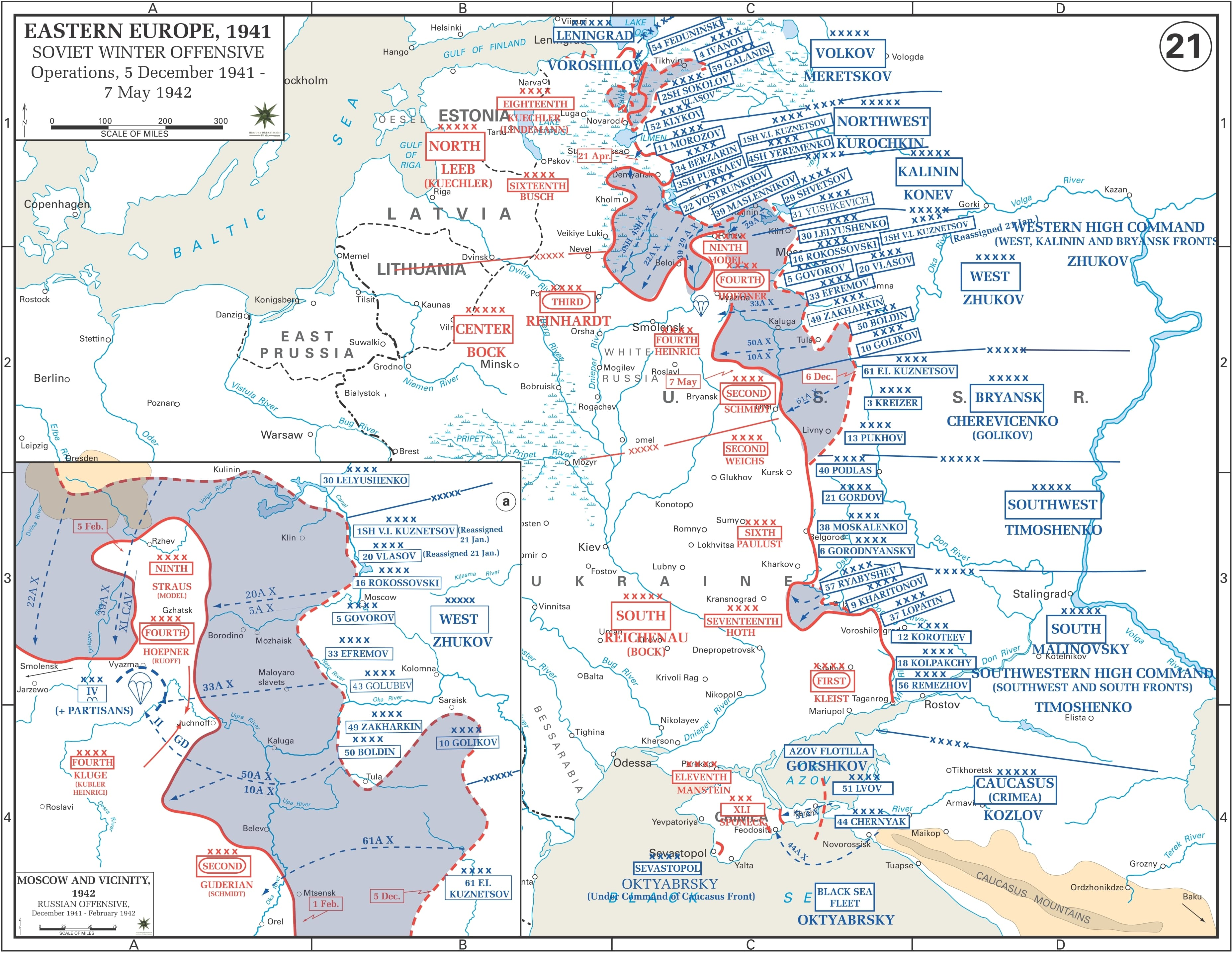
1941年12月5日-1942年5月7日の冬季反攻作戦

ジューコフはスターリンにスタフカ予備の2個軍を求め、中央軍集団に他の集団が応援に駆け付ける前にこちらから攻勢に転じるべきだと進言した。スターリンは直ちに了承しジューコフの求めた2個軍に第20軍を加え3個軍を西部戦線に編入させた。
北の方ではクリン、ソルネチノゴルスク、イストラに向って攻撃して敵の主力を撃破する。南の方ではウズロヴァヤ、ボゴロジツクを攻撃して、グデーリアンの部隊の側面、背後にせまり、これを撃破する。反攻作戦決行日は12月4日～6日とされた。しかし増援を加えてなお戦力比では中央軍集団が優勢だった。そこでジューコフはコーネフ大将指揮下のカリーニン戦線と南西戦線右翼部隊を攻勢に参加させた。12月6日モスクワの南北で3個戦線が攻勢を開始した。北の攻勢ではクリン、クリコヴォ、ソルネチノゴルスクを奪還し、南ではグデーリアンの第2装甲軍に痛撃を与え10日で130km進撃した。ジューコフは攻勢に参加する諸部隊に陣地への正面攻撃を避け、迂回して無力化を目指せと命令した。
エレツでは逃げ遅れたドイツ軍歩兵2個師団を全滅させ、1月初旬までにオレシキからスターリツァ～ラーマ川～ルザ川～マロヤロスラヴェツ～チホノバプスチン～カルーガ～モサリスク～スヒニチベレフ～ムツェンスクをへてノヴォシリの線に到達した。中央軍集団の脅威はモスクワから150km～285km以上押し返され、ドイツ軍は50万の兵士と1300両の戦車、2500門の砲、1万5000以上の輸送車両を失った。ジューコフはモスクワの会戦でソ連軍は、ドイツ軍の主力部隊に、非常に大きな戦略的敗北を味わわせたと高く評価している。また私は、この戦争のなかで何が一番記億に残っているか、とよく人に聞かれることがあるのだが、いつでも「モスクワの戦いだ」とこたえていると自身の回顧録で述べている。一方でジューコフのモスクワ防衛での指揮ぶりは手厳しく、押付けがましかったと第16軍司令官ロコソフスキーは回顧録で批判している。イストラ地区を防衛していたロコソフスキーがドイツ軍との戦力差に弱音を吐くと、ジューコフは「貴官は理由も無く時間を浪費している。多勢に無勢の報告を再三送ってくるが、指揮官にあるまじき態度である。我々も政府も貴官と敵の戦力を承知している。根拠のない恐怖にとらわれず、与えられた戦力をもって使命を果たすべきである。政府の指示と命令は、いろいろ言い訳をする前に遂行しなければならない。」と叱責した。ロコソフスキーは再び撤退許可を求めたがジューコフに拒絶され、参謀総長シャポシニコフに直接撤退許可を求めた。これを知ったジューコフは「前線指揮官は私である。イストラ貯水池まで撤退する命令を取り消すよう命じる。一歩も退かず現在の防衛線を死守せよ。」と打電した。
ロソコフスキーは回顧録で「才能、精力、自信、すべてに恵まれていた。強い意志と決断力もあった。偉大な指揮官に必要な資質を豊かに備えていた。しかし指揮官たるものが、どこまで他人に自己流を押し付け、どのように振る舞うべきかという点で、私には別の考えがあった。常に最高水準を要求するのは確かに大切であり、軍を統率する者として不可欠な資質でもあろう。一方で指揮官には異なる資質も求められる。鉄の意志をむきだしにせず、部下を大切にし、その知性と自発性を尊重する態度である。あの過酷な日々に我らが方面軍司令官の振る舞いは、必ずしも必要な条件を満たしていなかった。彼は怒りだすと冷静さを失った。」とモスクワ戦におけるジューコフの指揮ぶりを総括している。
ジューコフの故郷であるストレルコフカ村もこの攻勢で解放されたが、彼の実家はドイツ軍によって焼かれていた。母や姉一家は避難して無事だった。12月13日ソ連各紙は戦争の流れを変えたモスクワでの目覚ましい反撃を、ジューコフの大きな写真とともに報じた。西側のメディアもジューコフに着目し、イラストレイテド・ロンドン・ニュースの表紙をロシアの輝ける中部方面軍司令官グレゴリー・ジューコフ将軍の写真が飾った。敵であるドイツ軍もジューコフに着目した。ドイツの駐在武官が最も優秀なロシアの将軍はジューコフだと迷いなく答えたと、サンデー・タイムスのモスクワ特派員アレクサンダー・ワースが証言している。
ジューコフは下級兵士の間でミハイル・クトゥーゾフやアレクサンドル・スヴォーロフといったロシアを代表する名将と並ぶ伝説の人物と化し、常勝ジューコフの戦争神話は赤軍の上から下まで浸透した。

### 最高司令官代理

#### ルジェフ・ヴャジマ攻勢

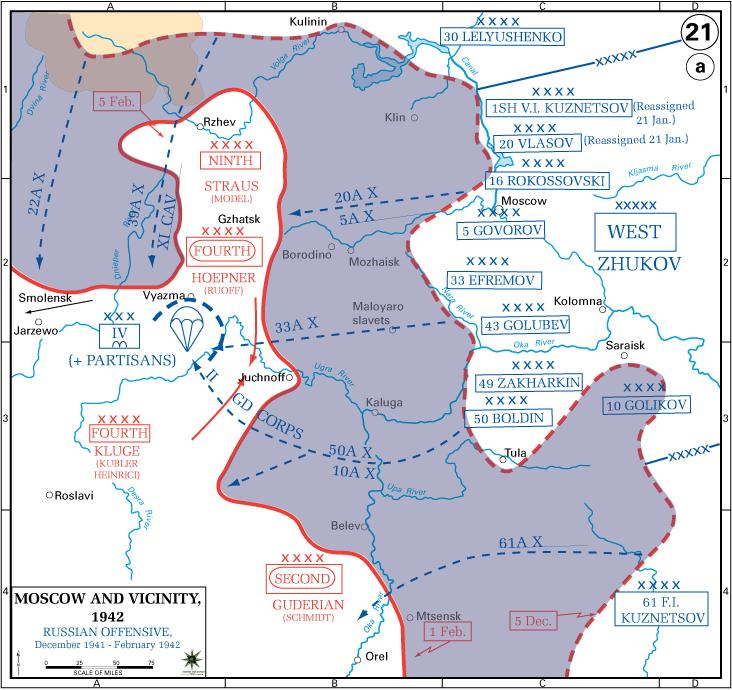
ルジェフの戦い

モスクワの勝利に気をよくしたスターリンは全戦線での総反攻を強行した。ジューコフは将兵の消耗と資材の不足を理由に反対したが聞き入れられなかった。参謀総長シャポシニコフ元帥はジューコフが退室する際、「議論したのは時間の無駄だったよ。最高司令官は、前もってこの問題は決心していたのだ。方面軍に対する命令は、ほとんど発令済みだ。攻勢はここ数日中に、始まることになっている。」と述べた。レニングラード戦線と北西戦線はレニングラード正面の解放を目指し、西部戦線はルジェフ・ヴャジマの陣地帯に後退した中央軍集団を殲滅、南西戦線と南部戦線は南方軍集団を撃破してドンバス地区を解放する。
スタフカはルジェフ・ヴャジマの攻撃に西部戦線とカリーニン戦線を動員、両戦線統率のため西部戦域軍を設置、ジューコフを司令官とし作戦の全てを委ねた。作戦は1月8日に始まったが、3か月たっても成果を上げられず、4月には中止された。第33軍を指揮するエフレイモフ中将がヴャジマ攻略を担当したが、彼はドイツ軍に包囲された。ジューコフは第33軍の救出に全力を注いだが、一部の騎兵部隊を除き第33軍は全滅した。ロシアではジューコフが支援を怠り包囲されたとの説もあるが、当時の資料によるとジューコフが支援に全力を尽くしていたことが分かっている。
7月末にはルジェフ・ヴャジマへ再攻勢が実施され、ジューコフが再び指揮したが失敗に終わっている。その際ドイツ軍に包囲された3個師団を救えず、スターリンに叱責されている。ジューコフは1942年春にルジェフ・ヴャジマへの再攻勢を求めたが、ハリコフへの攻勢が優先され、攻勢は夏に延期となった。ジューコフは回顧録で夏の攻勢は攻勢の好機を失っていたと述べている。ルジェフ・ヴャジマでの敗北は、彼自身が作戦に反対だったこともあり、回顧録ではあまり触れられていない。
この総攻勢はジューコフの予期通り全ての戦線で失敗に終わり戦線は春まで膠着することになる。
春になると南西戦線司令官チモシェンコがハリコフへの攻勢を、スタフカに要求した。ジューコフが求めたルジェフ・ヴャジマへの攻勢は延期となり、ウクライナでの攻勢が開始された。この攻勢は惨憺たる結果に終わり、3個軍が包囲殲滅され、28万の将兵が失われた。ウクライナの政治委員だったフルシチョフはこの敗戦の責任をスターリンに押し付け、フルシチョフの見解は党の編纂した大祖国戦争史でも採用された。ジューコフは後にフルシチョフの主張を厳しく批判し、回顧録では敗戦の責任は南西戦線司令部にあったと断言している。
この時期のスタフカの方針は守勢にあったとジューコフとヴァシレフスキーは回顧録で主張している。しかし当時のスタフカは戦略的攻勢に転じる明確な方針を打ち出しており、各方面軍司令部もスタフカの意向に応じて攻勢計画を提出していた。1942年内の解放を目指すという点で軍とスターリンに考えは一致していた。
1942年6月28日にドイツ軍は南方軍集団にルーマニア軍、ハンガリー軍、イタリア軍を加えた200万の枢軸軍がブラウ作戦を開始した。ハリコフで消耗したチモシェンコには耐えられず、南西戦線はドン河へと後退した。スターリンは予備軍を送ってスターリングラード戦線を設立したが、枢軸軍の快進撃を止められず、8月にはスターリングラードは包囲され、カフカースが脅かされた。このような状況下でスターリンは再びジューコフを頼った。
1942年8月26日にジューコフは最高司令官代理に任命された。新たな危機に必要なのは断固かつ非情で不動の信念をもつ男だった。以後のジューコフは野戦司令官ではなく最高司令官代理として各戦線・各作戦を調整する任務に没頭することになる。複数の戦線を束ねて大作戦を成功させることがジューコフの役目であり、戦争後半の赤軍の諸攻勢におけるジューコフの役割は非常に大きかった。歴史家ジョン・エリクソンは「炎上した戦線の火消し役から、ソ連の戦争マシンを操る総監督へと、一気に転身をとげたのである。」と記している。
27日には国防人民委員代理に就任、以後ソ連の戦争遂行に関わる重要決定はスターリンとジューコフの名で下されることになる。1942年9月ジューコフはスターリングラード戦線司令部を訪れた。スターリングラード戦線と南東戦線の戦線を統括し調整するのが彼の仕事だった。ジューコフはスターリングラード正面で戦う南東戦線の戦いぶりに不満を持ち、司令官のエリョーメンコを叱責している。

#### 天王星作戦と火星作戦

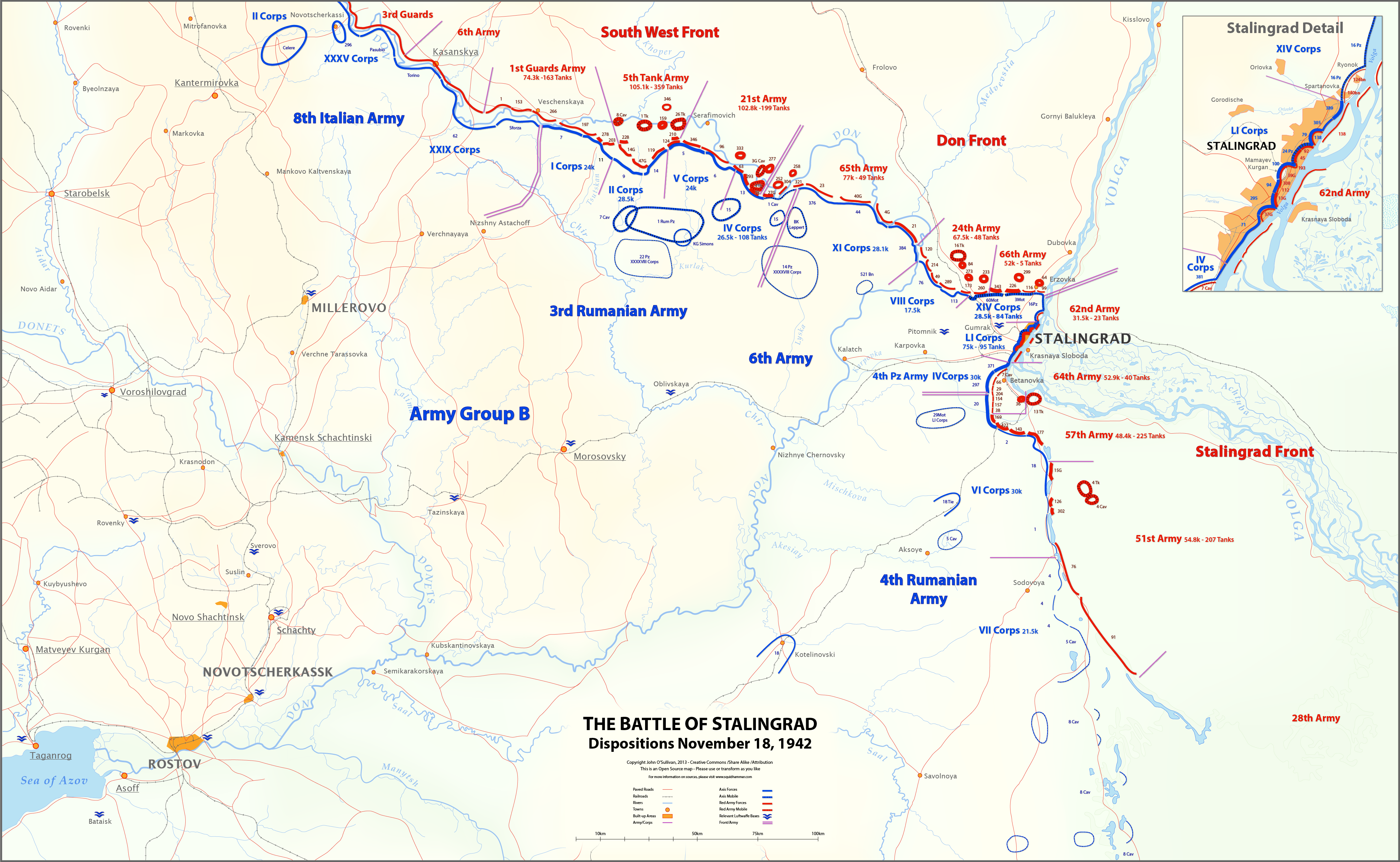
天王星作戦直前のスターリングラード周辺（1942年11月18日）

ジューコフは参謀総長のアレクサンドル・ヴァシレフスキー大将とともに、100万人の将兵と戦車980両で両側面のルーマニア軍を粉砕し、スターリングラードの第6軍を逆包囲するという「天王星」（ウラヌス）作戦を立案した。
1942年9月12日、モスクワに戻ったジューコフはヴァシレフスキーと共に参謀本部で反攻計画の立案を開始したと回顧録に記している。回顧録によると朝から晩まで作戦を検討した結果、攻撃的防御でドイツ軍を疲弊させた後、スターリングラード周辺で大規模攻勢を実施する反攻計画をスターリンに提出した。スターリンはすぐには裁可せず、検討を約束し、9月末に承認した。しかしスターリン執務室の面会記録によるとこの時期にスターリンとジューコフが面会した記録はない。1957年にジューコフが失脚した時、フルシチョフはエリョーメンコと共に天王星作戦は自分達が立案したと主張し、ジューコフは不当に手柄を盗んだと批難された。ジェフリー・ロバーツは回顧録を執筆したジューコフが自身の名誉を守るために、この逸話を作ったと分析している。
ジューコフは10月序盤には各指揮官を集めて作戦の説明をしており、作戦に参加したドン・スターリングラード・南西の三戦線がジューコフに意見書を提出している。ジューコフが天王星作戦の立案・実行において大きな役割を果たした事実を裏付ける資料は多い。反対にフルシチョフとエリョーメンコが作戦立案に関わったことを裏付ける資料は存在しない。

天王星作戦

天王星作戦は1942年11月19日、ドン・スターリングラード・南西の三戦線が協同して始まった。3500門の火砲が作戦の火蓋を切り、北からヴァトゥーチン指揮下の南西戦線が、南からエリョーメンコが指揮するスターリングラード戦線が攻勢を開始し、ロコソフスキーが指揮するドン戦線が両戦線を支援する。ヴァトゥーチンとエリョーメンコはカラチを到達目標とし、スターリングラードの第4装甲軍と第6軍、さらにドン丘陵に展開する敵部隊を包囲する壮大な二重包囲作戦だった。作戦は極秘とされ、入念なマスキロフカ（欺瞞作戦）が実施された。赤軍の欺瞞工作は見事にドイツ軍を欺き、天王星作戦は想定以上の大成功を収めた。
包囲した第6軍、第4装甲軍、ルーマニア軍約20万の生存者9万を1943年2月2日に降伏させ、ドイツ東部戦線の転換点を実現した。一方で中央軍集団の殲滅を試みた火星作戦は失敗に終わっている。デビッド・M・グランツはジューコフの立案した作戦は楽天的であまりに野心的だったと述べている。ジューコフはヴャジマ・ルジェフの突出部を切り取り2個軍を殲滅する計画を建てた。第一段階でコーネフの西部戦線とプルカエフのカリーニン戦線がルジェフの第9軍を殲滅、第3打撃軍がヴェリーキエ・ルーキを奪還しヴィテプスクに到達する、第二段階でスモレンスクまで到達して包囲網を形成、中央軍集団を一気に殲滅する。第一段階の攻勢は火星作戦と命名され天王星作戦と並行して準備が進められた。
西部戦線とカリーニン戦線は南北からルジェフを攻撃し包囲を試みたが、ドイツ第9軍は抵抗拠点を複数形成し十分な数の機動予備を備えていた。スターリングラードのような両翼包囲には失敗し、機動予備を投入した第9軍の反撃で逆に赤軍の攻勢部隊が包囲された。ヴェリーキエ・ルーキを攻撃した第3打撃軍も攻めあぐみ火星作戦は作戦中止を余儀なくされた。一方で第9軍の損失も大きく、包囲殲滅を恐れたヒトラーはルジェフ突出部の放棄を命令。第9軍は後方の水牛線に撤退し、新たな機動予備22個師団を抽出したが、同時にモスクワへの新たな攻勢は完全に潰えた。デニス・ショウォルターは火星作戦が作戦的戦術的には転機となり、主要戦区において赤軍が若気の過ちを犯した最後の機会になったと述べている。
ジューコフは自身の回顧録で火星作戦は天王星作戦支援のため、中央軍集団の戦力を誘引する事が目的だったと記している。デビッド・M・グランツはジューコフの主張に異を唱え、火星作戦は天王星作戦と同規模の独立した大作戦であり、ジューコフは天王星作戦よりも火星作戦に時間をかけたと主張している。ソ連のメディアでも火星作戦は天王星作戦と同格に扱われたが、失敗が明らかになると紙面から消えた。一方でジェフリー・ロバーツは火星作戦は中央軍集団に打撃を与え戦線を縮小させたと評価し、火星作戦の成果を過小評価してはならないと述べている。
天王星作戦と火星作戦の成果はスターリングラードやヴャジマ・ルジェフにおける包囲だけではなかった。より大きな包囲網の中に中央軍集団と南方軍集団を捕えることこそ重要な課題だった。スターリンとジューコフはこれらの作戦で戦争そのものに勝利しようと考えていた。
1942年12月、ジューコフは「スターリンのお気に入り」としてタイム誌の表紙を飾った。1月18日には天王星作戦の功績でソ連邦元帥の称号を授与され、28日には1等スヴォーロフ勲章を授与された。政府機関紙イズベスチヤはジューコフを将軍達の筆頭にすえ、モスクワ、レニングラード、スターリングラードで勝利した才能あふれる勇敢な指揮官と称賛した。

#### レニングラード解放

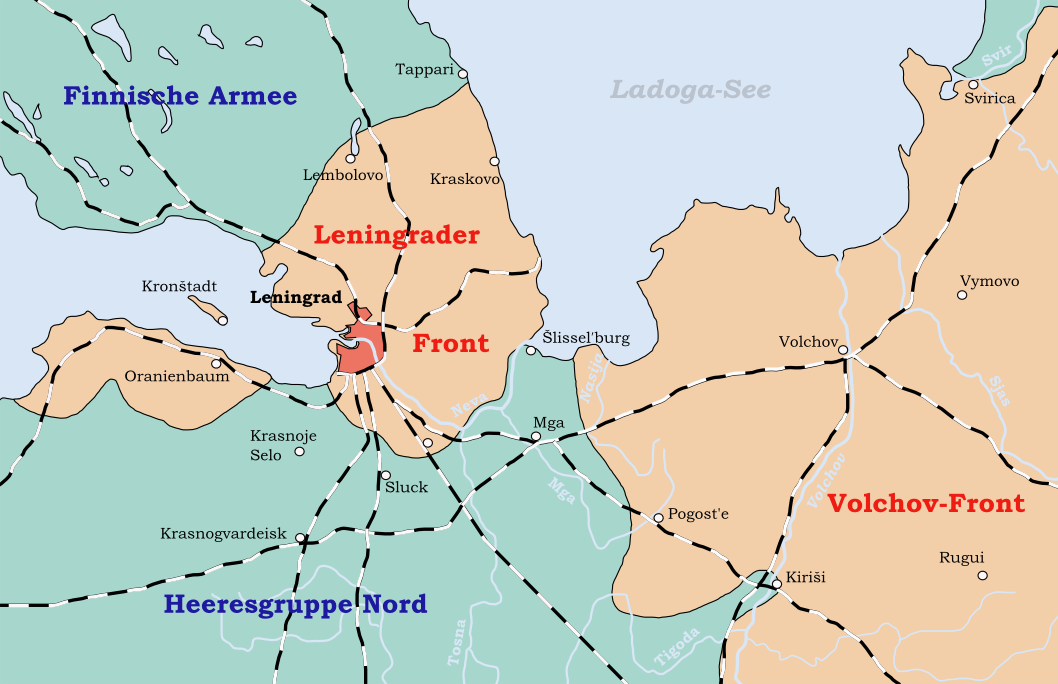
1942年5月から43年1月までのレニングラード周辺の状態

1943年1月にはレニングラードに戻り、最高司令官代理としてレニングラード・ヴォルホフの両戦線がレニングラードの解放を目指す閃光（イスクラ）作戦を統括した。1月12日に作戦は始まり、18日にはレニングラードと郊外を結ぶ道路と鉄道の確保に成功した。確保したルートはわずか数マイルに過ぎず、デヴィッド・M・グランツは包囲にひびを入れた程度だと表現している。
1月下旬にモスクワに戻ったジューコフはドイツ北方軍集団を包囲する北極星作戦の準備に取り掛かった。チモシェンコが指揮する北西戦線はナルヴァとプスコフへと進撃し、レニングラード・ヴォルホフの両戦線が支援する。一個野戦軍と一個戦車軍からなる特別軍集団がスタラヤ・ルーサ周辺に展開し、内側の包囲網を挟む重大な役割を担った。作戦が始まるとジューコフは北西戦線に移り、全てを統括した。デミャンスク突出部のドイツ第16軍の殲滅を目指し、第1打撃軍が攻勢を開始したが失敗した。ジューコフはスターリンに、作戦目標を縮小しスタラヤ・ルーサ周辺の制圧にとどめると電報を送った。数週間かけてスタラヤ・ルーサ周辺の制圧を試みたが失敗し、北極星作戦は失敗に終わった。

#### クルスクの戦い

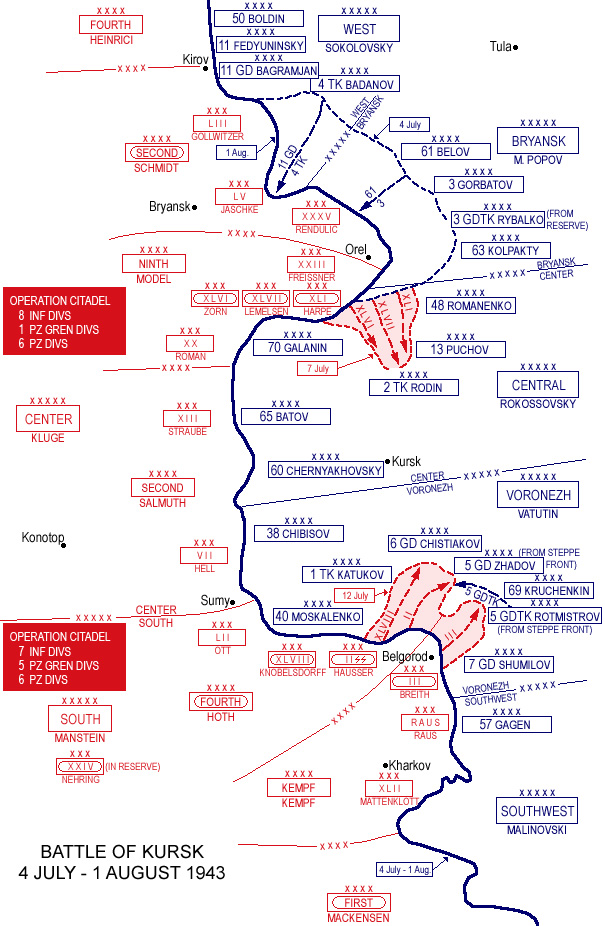
クルスクの戦い

ジューコフは大祖国戦争の分水嶺となったクルスクの戦いで3つの役割を果たしている。第一に戦闘計画の母体である戦略構想を策定した。第二に主力となる中央戦線、ヴォロネジ戦線の戦闘準備を統括した。第三に戦闘時に最高司令官代理としてブリャンスク、中央、ステップの各戦線の関係を調整し、作戦を成功に導いた。戦略、作戦、戦術と全ての次元でジューコフは大きな役割を果たした。
エーリッヒ・フォン・マンシュタインの南方軍集団がハリコフで反撃に転じると、ジューコフはスターリンに呼び戻された。ジューコフは戦略予備の投入でマンシュタインの反撃を食い止め、クルスクに大規模な突出部が形成された。最高司令官代理として各方面の作戦を指導する一方で、ジューコフは赤軍の改革にも尽力した。各野戦軍には最高司令部直轄の支援特科部隊が配属され、全ての軍が可能な限り砲兵と工兵による支援が保障された。また1941年に廃止された機械化軍団が復活、1943年1月には最大単位の戦車軍が複数編成され新たな攻勢の主役を担った。指揮系統上問題となっていた二重指揮権も解消され、政治将校の権限は抑制され軍の一元的指揮が復活した。3月中旬スターリンはジューコフをヴォロネジ戦線に派遣、ドイツ軍の調査を命じた。1943年夏の戦いに備えジューコフは参謀総長ヴァシレフスキーと共同で防御戦に転じて、ドイツ軍の兵力を吸収・消耗させる新たな戦略案を提出した。
4月8日にジューコフはクルスク突出部に対するドイツ軍の攻勢計画を予想し、スターリンに防御戦の有効性を説明した。「我が軍が先手を取って、敵に先んじて攻勢を行うのは得策とは思えません。敵は依然として強力な戦力を保持しているからです。よって、我が軍は防備を固めて敵に先手を取らせ、無理な攻勢で敵の戦車を消耗させ、敵が疲弊して限界に達した段階で、温存していた予備兵力を投入して逆襲に転じ、敵主力を一気に撃滅するのが得策であろうと考えます」
4月12日の戦略会議でスターリンはジューコフの作戦計画に反対し、即時攻勢を求めた。ジューコフはヴァシレフスキーと共に防御は新たな攻勢への布石だと説明し、スターリンを納得させた。戦略会議にはジューコフとヴァシレフスキーに加え参謀本部作戦部長のアレクセイ・アントーノフ大将も参加した。ジューコフはアントーノフを高く評価し、「アントーノフは類いまれな才能に恵まれた将軍である。教養も深く人をひきつける。参謀本部の戦略や戦術に関する話を彼から聞くのは、いつも楽しかった。」と述べている。
参謀総長のヴァシレフスキーが前線の調整に赴くと、アントーノフが事実上の参謀総長として役割を果たした。スターリン、ジューコフ、ヴァシレフスキー、そしてアントーノフが西へ攻勢を続ける赤軍を戦略的に操る頭脳だった。クルスクへの防衛戦に備える一方で、防衛後の攻勢計画であるクトゥーゾフ作戦と、ルミャンツェフ作戦が立案された。最高総司令部は複数の作戦を連動させて、一つの戦役をデザインし、最終的な戦略的勝利を目指していた。

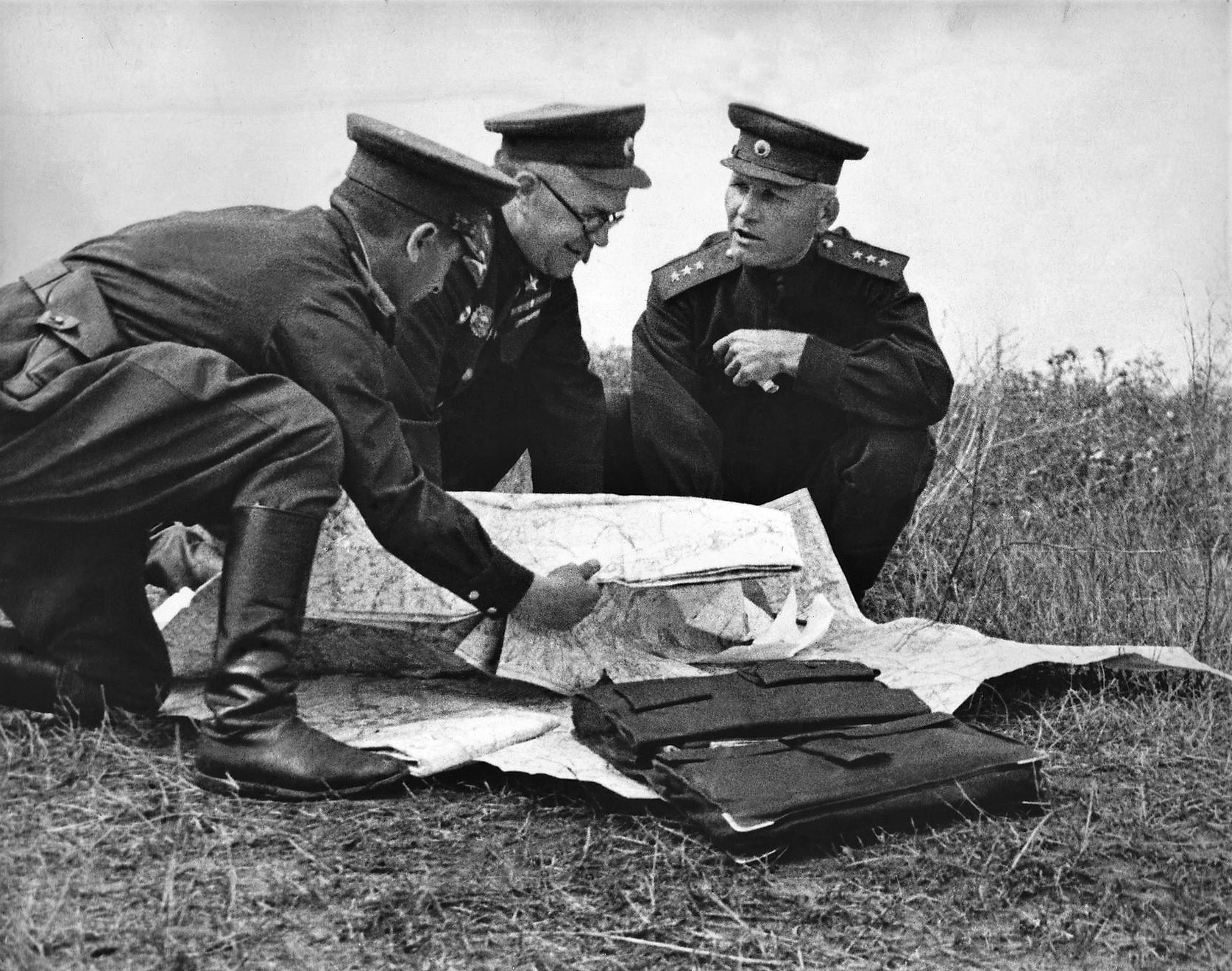
クルスクの戦いでのジューコフとコーネフ

一連の戦略会議の後、ジューコフは北カフカースに派遣され、タマン半島に立て籠もるドイツ第17軍を排除する作戦を統括した。その際ジューコフはセルゲイ・シュテメンコと出会い、彼の前でアコーディオンを披露した。シュテメンコは決して上手くはないがジューコフなりの情感がこもっていたと証言している。5月にモスクワへ戻ると、スターリンは戦線に出す命令を出す権限を、自身を除いて最高司令官代理のジューコフとヴァシレフスキーに限定した。この決定は機械化部隊、砲兵、空軍、騎兵、工兵など各種兵科に通達され、各兵科司令部による戦線への干渉は禁止となり、最高軍司令部による一元的な戦略指導が確立された。次にジューコフは中央戦線、ヴォロネジ戦線の防御、攻撃の態勢を整える準備の取り掛かった。オリョールとクルスクに大量の資材が搬入され、三層からなる強力な防御陣地が構築された。

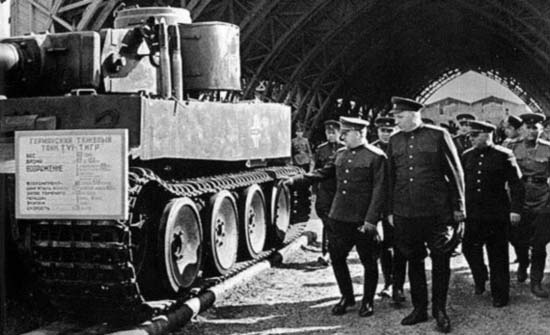
ドイツ軍の新型重戦車ティーガーIを視察するジューコフとヴォロシーロフ

総延長5000キロ以上、深さ160キロという巨大な縦深を備え、2万門の火砲、3300両の戦車、カチューシャ・ロケット300基、64万個の地雷が配置され、2個戦線130万の将兵が待機していた。後方には戦略予備であるステップ戦線50万人が配置され、クルスクでの諸兵科連合戦闘の準備は十分に整えられた。戦史上最も手強い大規模防御体系が完成した。
天王星作戦と同じく入念なマスキロフカが実施され、戦闘能力と反撃部隊の存在を徹底的に秘匿した。部隊の移動は夜間に限定され、各施設は偽装が施され、偽の施設が多数建設された。ドイツ軍は縦深防御の奥行きと、戦闘能力の実態は戦闘が始まるまで把握出来なかった。この時期のジューコフの働きぶりを中央戦線司令官ロコソフスキーは「ジューコフは中央戦線に来て、相当長い時間を使って準備を進めた。部隊編成、防御指揮、反撃について、我々は一緒に決定を下していった。彼のおかげで要望の多くがモスクワに受け入れられた。」と高く評価している。
ジューコフの運転手だったブーチンは「毎日、そして毎週、ジューコフはクルスク突出部を歩き回った。遮蔽物の建設、組み合わせや配置のごく細部にまで目を光らせた。」と証言している。一方でドイツ軍の攻勢計画は延期に延期を重ね、クルスクでの防衛戦を不安視する赤軍将校も多かった。ヴォロネジ戦線司令官ヴァトゥーチンは赤軍側の防衛計画が見抜かれたのではないかと考え先制攻撃を主張した。スターリンもヴァトゥーチンに賛同したがジューコフは再びヴァシレフスキーと説得し、防衛戦略の保持を認めさせた。
1943年7月15日にドイツ軍はツィタデレ（城塞）作戦を発動、戦闘が開始された時ジューコフは中央戦線司令部にいた。戦場の有様をジューコフはさながら地獄の交響曲のようだったと語っている。彼の役目は中央、ブリャンスク、西部の各戦線を指導し、防御と攻勢を成功させることだった。ドイツ軍はほとんどの戦線で赤軍の防御を抜けなかった。ヴァルター・モーデルの第9軍は1日2～3kmしか前進出来ず、善戦していたマンシュタインの第4装甲軍もプロホロフカの大戦車戦で力尽きた。
プロホロフカの激戦が終わった直後、ジューコフはパーヴェル・ロトミストロフの指揮所を訪れた。その時のジューコフの様子を、ロトミストロフは「ジューコフは長い間、戦車の残骸やえぐられた大地を見ていた。元帥は目の前の世界に気圧されたように頭を振り、帽子を取った。英雄として散った我が戦車兵に、哀悼の意を伝えているかのようだった。」と証言している。

#### ウクライナ解放戦

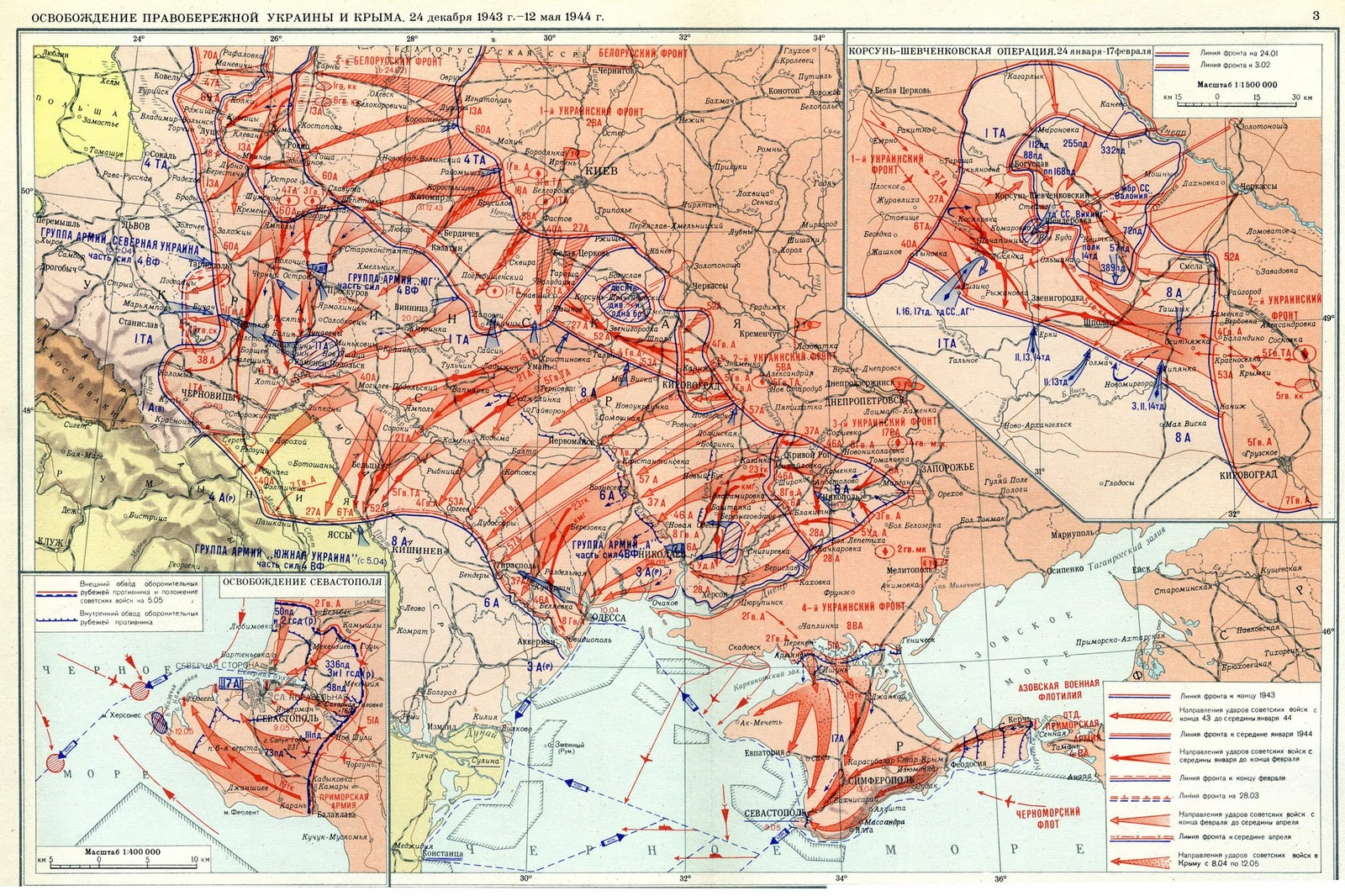
ウクライナ解放作戦

7月12日、赤軍は攻勢に転じオリョール地区の解放を目指す、クトゥーゾフ作戦が発動した。西部・ブリャンスク・中央の3個戦線が投入され、ドイツ第9軍の包囲殲滅を目指した。モーデルは懸命に防戦したがクルスクで消耗した戦力では攻勢に耐えられず、オリョールから撤退した。ジューコフは増援を送れば、モーデルを完全に包囲出来ると主張したが、スターリンは敵を撤退させる方が大事だと判断して提案を退けた。ジューコフはクトゥーゾフ作戦には直接関わらず、ルミャンツェフ作戦の統括を担当し、ヴォロネジ戦線とステップ戦線を指導した。7月16日ルミャンツェフ作戦が発動、南部、南西の2個戦線が南方軍集団南翼のミウス河へ攻勢を開始、ヴォロネジ、ステップの2個戦線がベルゴロド北方から攻勢を開始した。
8月23日にはハリコフを奪還、各方面軍はドニエプルを目指した。 8月初旬にはスヴォーロフ作戦とチェルニゴフ＝プリピャチ作戦が発動、西部戦線とカリーニン戦線がスモレンスクの奪還を目指し、中央戦線とブリャンスク戦線がブリャンスクの奪還を目指した。9月中旬にはスモレンスクとブリャンスクを奪還し、白ロシアでの攻勢は成功に終わった。ウクライナ方面ではルミャンツェフ作戦の後、ドニエプルを目指し、ウクライナ全土の解放が赤軍の最終目標となった。エヴァン・モーズリーはウクライナ解放をめぐる戦いについて「規模において前例のない戦いだった。
1943年8月から1944年4月に及ぶ8か月の作戦は、この戦争で最も長い戦闘だった。戦場も広大だった。ドイツ国防軍はまずドニエプル東岸まで退き、その後はるかカルパティア山脈まで後退、さらに1938年当時のポーランド国境まで撤退した。」と述べている。ジューコフはウクライナ解放戦の最初から最後まで、一貫して重要な役割を担った。ウクライナでの作戦でジューコフは機動戦でドイツ軍を包囲殲滅する作戦を重視したが、スターリンは包囲戦は危険が多いと嫌い、広大な戦線でのローラー作戦を好んだ。
1943年8月26日に中央・ステップ・ヴォロネジの3戦線がチェルニゴフ＝ポルタヴァ作戦を開始、ドニエプルを渡りキエフの奪還を試みた。秋になると赤軍はドニエプル西岸に橋頭堡を確保し、キエフを包囲して奪還する準備を整えた。ジューコフはヴォロネジ戦線とステップ戦線の調整を担当していたが、9月28日にヴォロネジ戦線と中央戦線の調整役となった。
ジューコフは役割分担を見直し、ヴァトゥーチンが指揮するヴォロネジ戦線にキエフを奪還する栄誉を任せた。中央戦線を指揮するロコソフスキーは激怒して、スターリンに直訴したが、スターリンはぞんざいに、ジューコフの決定であると答えた。この時期のジューコフはヴォロネジ戦線の政治委員であるフルシチョフと良好な関係を保っていた。しかしジューコフの回顧録には後に政敵となるフルシチョフの働きは軽くしか触れられていない。
スターリンはジューコフに10月7日までにキエフを奪還せよと命じたが、ジューコフはドイツ軍の防御は縦深が豊かで地形は防御側が有利だと説明し、1個野戦軍と1個戦車軍の増強を求めた。赤軍はウクライナでの作戦に中央、ヴォロネジ、ステップ、南西、南部の5個戦線を投入し、10月にヴォロネジ、ステップ、南西、南部の四戦線を第1～第4ウクライナ戦線に改組した。ヴォロネジ戦線は第1ウクライナ戦線として再編成され、スターリンは戦力の増強と認め、キエフ攻略の期限をボリシェヴィキ革命の記念日である11月7日に延期した。
11月3日、第1ウクライナ戦線は開戦以来最大の砲火力を投入し、6日にはキエフを奪還した。ジューコフはヴァトゥーチンと共にキエフ攻略の朗報をスターリンに打電した。1943年末まで赤軍はドニエプル西岸を押さえ、ドイツ軍をさらに50～80マイル後退させた。
12月、ジューコフはモスクワに呼ばれ、最高総司令部の戦略会議に参加した。この会議は戦争の現状を確認し、次の大攻勢に向けて取るべき措置を決める会議だった。参謀本部のデータによると、赤軍はこの時点でドイツ軍占領地の半分を奪還し、スターリングラード以降の攻勢でドイツ軍の162個師団に決定的な損失を与えた。またドイツを中心とする枢軸軍に大規模攻勢を実施する余力は既にないが、500万の兵員、5400両の戦車と突撃砲、3000機以上の航空機を有し、攻撃的防御は可能である。赤軍は兵員で30％、砲で70％、航空機で230％、枢軸軍を上回っている。この会議の後、ジューコフは包囲戦の有効性を主張したが、スターリンは全戦線での同時攻勢を採用した。最も重要な作戦はドニエプル以西のウクライナ全域を解放する作戦だった。
12月中旬、ジューコフは第1ウクライナ戦線に戻ると、ヴァトゥーチンと共にジトーミル＝ベルディーチェフ作戦を指揮した。1月になるとコーネフの第2ウクライナ戦線と共同でコルスン＝シェフチェンコフ突出部を包囲する作戦に参加、ジューコフは二つの作戦を統括した。コルスン＝シェフチェンコフでの包囲作戦は自分の発案だったと回顧録で述べているが、コーネフは回顧録で自分の発案だと反論している。包囲中、スターリンは作戦の難航に苛立ち、ジューコフを叱責した。包囲下のドイツ軍を殲滅する任務はコーネフに任せられ、ジューコフは包囲の支援を担当した。コーネフは包囲下のドイツ軍を一週間で殲滅し、スターリンはコーネフを称賛した。ジューコフは後にスターリンの指示に不満を持ち、「第1ウクライナ戦線には、全く言及がなかった。私は最高総司令官が誤りを犯したと感じた。敵を包囲殲滅する作戦は、内側の部隊と外側の部隊の双方が機能して初めて成功する。疑いようのない事実だ。ヴァトゥーチンの戦線とコーネフの戦線が、ともに同等の働きをしたから双方成功を収めたのである。」と語っている。
1944年2月に前線視察中のヴァトゥーチン大将が反共ゲリラの襲撃で死亡すると、代って第1ウクライナ戦線の指揮をとった。ジューコフは回顧録でヴァトゥーチンの死を深く悼んでいる。ジューコフが前線で指揮を執るのは、モスクワで指揮した西部戦線以来だった。ジューコフの任務はドニエストル河に到達し、南方軍集団の退路を断つことだったが、彼の関心は次の戦略的攻勢であるバグラチオン作戦に移っていた。

#### バグラチオン作戦

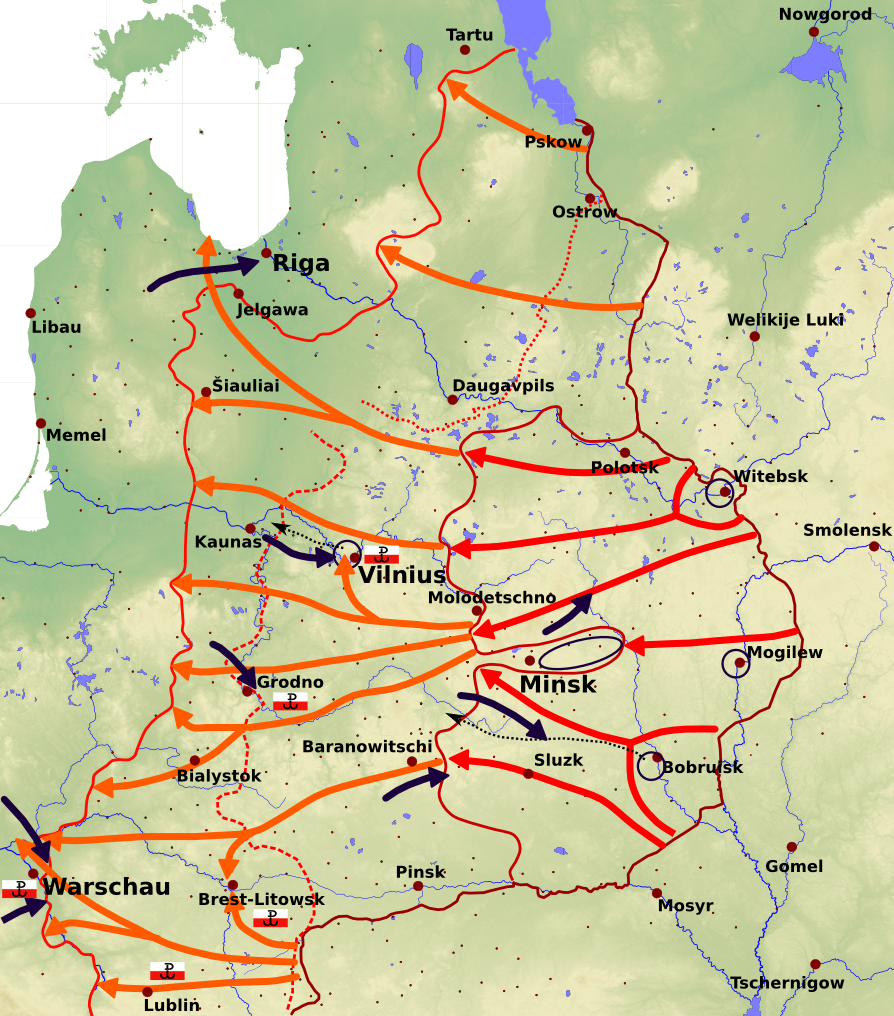
1944年6月22日から8月29日までのバグラチオン作戦の経過

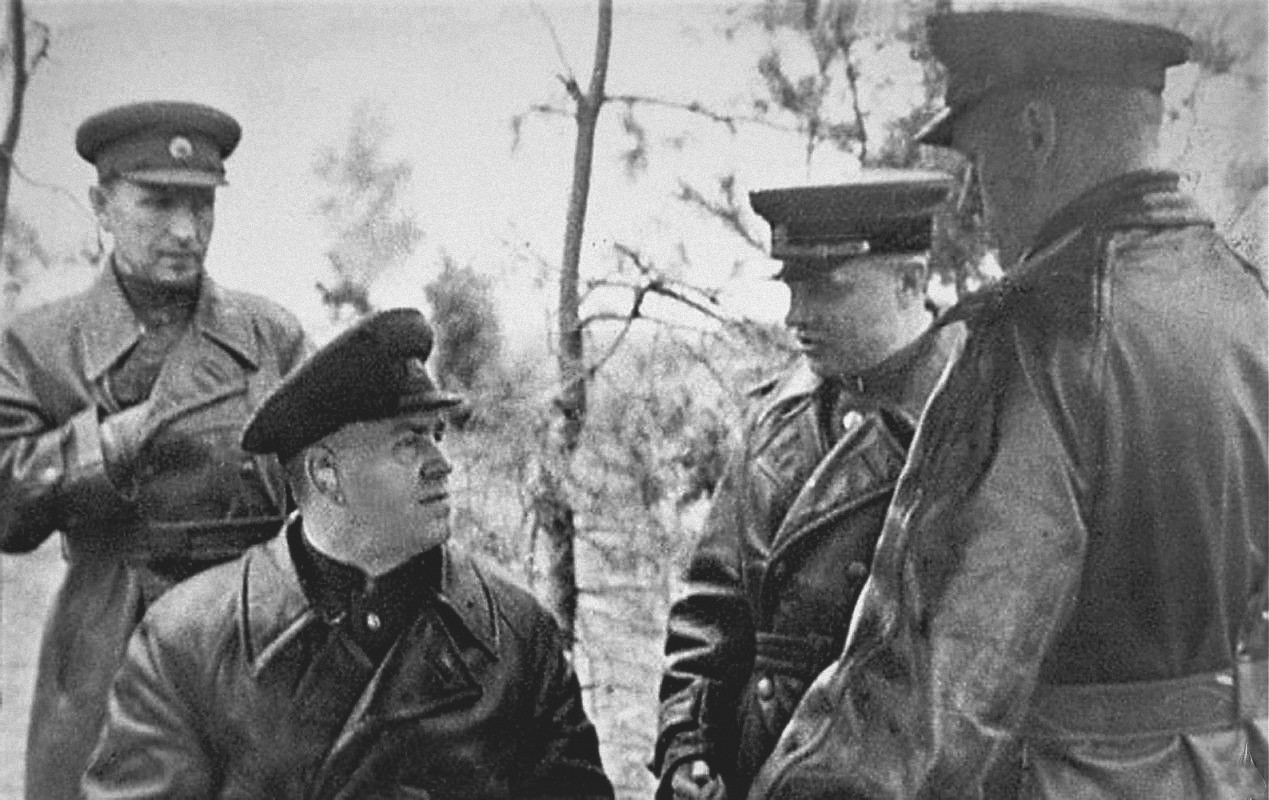
バグラチオン作戦の準備（1944年4月）
左から、ヴァレンニコフ中将、ジューコフ元帥、カザコフ上級大将、ロコソフスキー元帥（1944年4月）

バグラチオン作戦はドイツ中央軍集団を殲滅し、白ロシアから駆逐するために策定された。中央軍集団は東部戦線で唯一、ほぼ無傷で残る強力な戦闘集団だった。第1～第3白ロシア戦線と第1ウクライナ戦線が主攻勢を担い、四戦線による総攻撃を想定していた。四戦線の戦力は、兵員240万、戦車5200両、砲3万6000門、航空機5300機を有し、ドイツ軍に比べ兵員で200％、戦車で600％、航空機と砲で400％優越していた。第1白ロシア戦線はブレスト、ワルシャワを、第2白ロシア戦線はミンスクを、第3白ロシア戦線はリトアニアの首都ヴィリニュスを目指し、レニングラード、バルト、第1ウクライナ戦線が支援の役割を担った。
1944年5月15日、スターリンは複数の戦線を統括させるためジューコフをモスクワに呼び戻し、第1ウクライナ戦線の指揮はコーネフを後任とした。5月25日～27日にかけて、スターリン、ジューコフ、ヴァシレフスキー、アントーノフらがモスクワで戦略会議を開き、白ロシアでの新たな戦略攻勢を決定した。5月31日には、作戦に参加する各戦線に詳細な計画書を作成する指示が出され、指示書にはスターリンとジューコフの署名がある。ジューコフはバグラチオン作戦の構想をまとめ、作戦前の各戦線の準備、そして作戦開始後の各戦線の攻勢の統括を担当し、作戦の立案、準備、実施において大きな役割を果たした。
作戦ではジューコフが第1白ロシア、第2白ロシアの調整を担当し、ヴァシレフスキーが第3白ロシア、第1バルトの調整を担った。ジューコフが最も長い在任期間を過ごしたのは第1白ロシア戦線だった。クルスクの時と同様に、作戦準備と視察に長い期間を費やした。諸兵科の連携に力を入れ、毎日訓練に明け暮れ、前線司令部、指揮所、監視所を複数設置し攻勢に備えた。いつものように兵站には相当の力を注ぎ、十分な量の食料、燃料、弾薬を蓄積した。6月中旬、ジューコフは各野戦軍司令官や参謀を集めて、図上演習を繰り返し、各司令官の特徴を把握した。ジューコフは作戦準備の合間に、配下の士官や政治将校を連れて、趣味の狩猟を楽しんだ。
独ソ開戦から丁度3年目の1944年6月22日にバグラチオン作戦が開始された。四戦線が500マイルの戦線で、一斉攻勢を開始、中央軍集団を分断・包囲して破滅的な打撃を与えた。7月3日にはミンスクを奪還、ミンスク東部で10万のドイツ兵を捕虜にした。7月13日にはヴィリニュスを奪還、コーネフ指揮の第1ウクライナ戦線がリヴォフ＝サンドミエシュ攻勢を開始し、ジューコフも最高司令官代理として作戦を統括した。
7月27日にはリヴォフを奪還した。中央軍集団は6月22日～7月3日の間に、25個師団30万人を喪失、その後の数週間でさらに10万人を喪失し、47人いた将軍は31人が戦死・捕虜・行方不明となり7月末には事実上壊滅状態となった。赤軍は白ロシアとウクライナを奪還し、開戦前領域の大半を回復し、ポーランドに軍を進めた。ジューコフは白ロシア、ウクライナ解放の功績でソ連邦英雄の称号を再度授与され、7月29日に、第1白ロシア、第2白ロシア、第1ウクライナを調整する権限に加え、作戦上の決定権を与えられた。この決定権を与えられたのはジューコフとヴァシレフスキーのみであり、二人の地位は赤軍内部でも特権的な地位となっていた。

#### 東ヨーロッパ侵攻

ヤッシー＝キシニョフ攻勢

バグラチオン作戦は当初白ロシア解放が主目標だったが、中央軍集団の崩壊により、行く手を阻む者がいなくなった赤軍はポーランドになだれこんだ。複数方面からワルシャワに迫り、バルト方面では東プロイセンに到達していた。ジューコフは7月19日に、東プロイセンを占領するか、ドイツ本土から切り離す作戦を提案した。最高総司令部の戦略会議で、東プロイセンの早期占領は困難であるとの結論に達し、主目標はワルシャワに変更された。ジューコフはこの時、東プロイセン攻略を後回しにしたことが余計な犠牲を出したと回顧録で語っている。
将来の大攻勢に備え、足場を築くことが目的であり、第1白ロシア戦線がワルシャワのプラガ地区に橋頭堡を確保する命令を受けた。ドイツ軍はワルシャワで頑強に抵抗し、国内や西欧から師団をかき集めて中央軍集団を素早く再編した。また赤軍の補給線は数百㎞伸び切り、攻勢は限界をむかえていた。ヴィスワ河西岸に築いた橋頭堡は排除され、プラガ地区からも撤退を余儀なくされた。8月8日、ジューコフと第1白ロシア戦線司令官ロコソフスキーはワルシャワへの再攻勢計画を最高総司令部に提出した。ワルシャワの北、プウトゥスク＝セロツク地区で新たな橋頭堡を作り、南部ですでに確保した橋頭堡を強化し、ワルシャワを占領する計画だった。作戦は8月25日に開始予定だったが、29日に延期となり、ロコソフスキーはプラガ攻撃を再開した。ヴィスワ河西岸に橋頭堡を確保したが、ドイツ軍の頑強な抵抗で安定した拠点は築けず、10月初旬にはワルシャワ攻略作戦は中止となった。赤軍は兵站線の再編成を余儀なくされ、ポーランドへの攻勢は1945年1月まで実施されなかった。
8月末、ジューコフはブルガリア侵攻作戦を統括し、侵攻を担当する第3ウクライナ戦線司令官トルブーヒン元帥と共に、9月4日に作戦計画を最高総司令部に提出した。ブルガリア政府に戦意はなく、住民と軍は解放軍として赤軍を歓迎した。9月9日、ソ連が支援する共産主義政権が成立し、ブルガリアはドイツに宣戦布告した。9月中旬にはポーランドに戻り、第1白ロシア、第2白ロシア戦線の調整役に復帰した。

### 第1白ロシア戦線司令官

#### ヴィスワ＝オーデル作戦

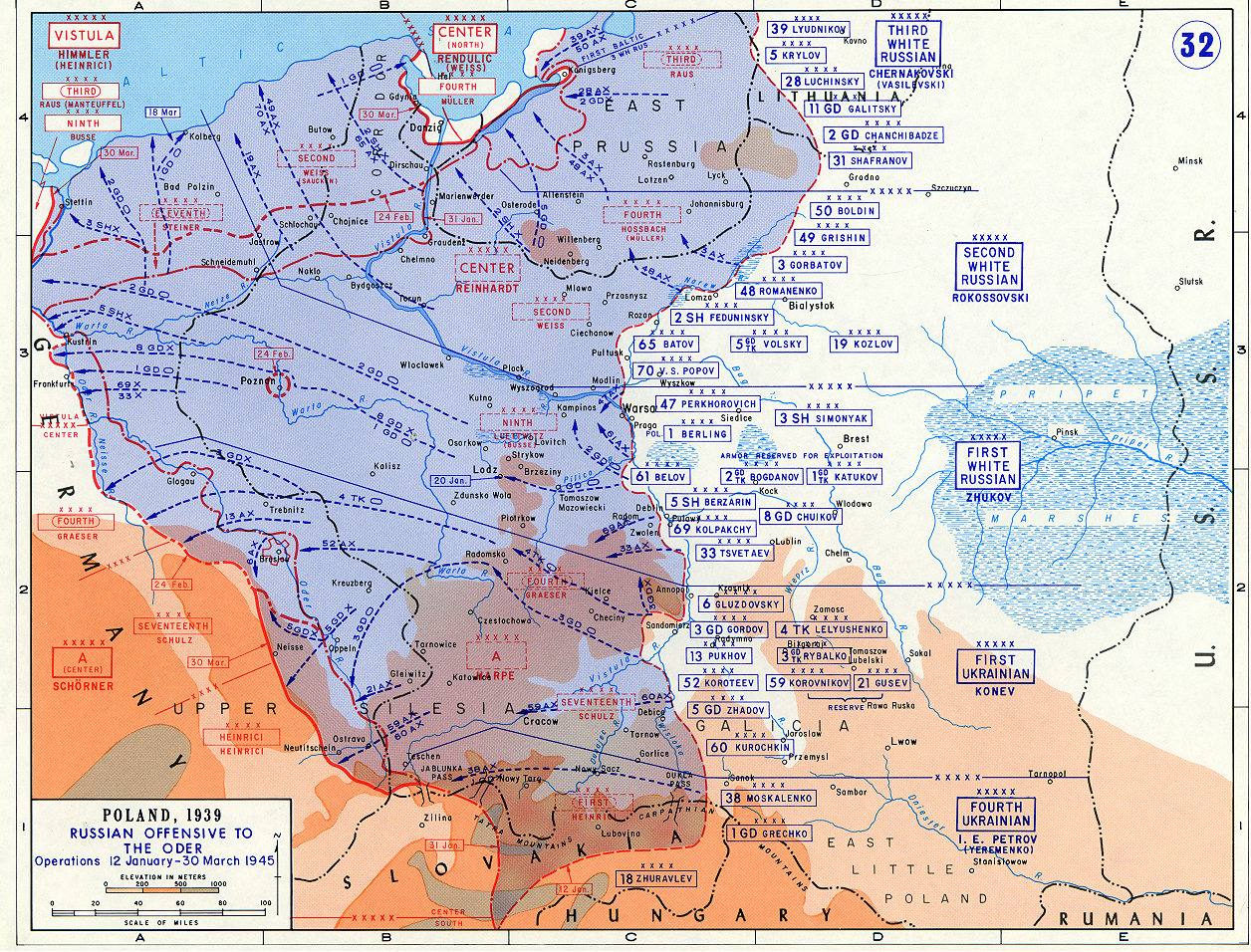
東ヨーロッパの解放

1944年11月18日ジューコフは第1白ロシア戦線司令官に任命された。スターリンは自身の代理として、レニングラード、モスクワを救い、スターリングラード、クルスクで勝利し、ウクライナ、白ロシアを解放したジューコフがベルリン攻略の栄誉を担うべきだと考えていた。ベルリン攻略の大任を任せられた栄誉ではあるがジューコフ自身は最高司令官代理として戦線を統括できなくなったことを残念がった。ロコソフスキーはベルリン攻略を目前に、第2白ロシア戦線に転任となり、ジューコフを深く恨んだ。ジューコフは回顧録で「ロコソフスキーと私は、長年の温かい友情を失ったかのように思われる。第1白ロシア戦線司令官の地位を私が望んだのだと彼は考えたらしい。もしそうなら、彼の疑念は的外れだった。」と記している。最高総司令部がドイツ本土への侵攻計画に着手したのは、1944年秋だった。
1945年2月までにベルリンを落とし、ナチス体制に終止符を打つ。最高総司令部はドイツ本土への攻勢計画に二つの攻勢を準備していた。一つは東プロイセンを占領してドイツ中央軍集団の殲滅を目指す攻勢。もう一つはワルシャワ～カルパティア山脈の中間で実施する主攻勢でありジューコフとコーネフの第1ウクライナ戦線が参加した。両戦線は赤軍の兵員45％、戦車の70％、火砲43％が割り当てられ、ジューコフとコーネフには二つの親衛戦車軍が与えられた。第一段階でヴィスワ河～オーデル河まで到達し、第2段階でエルベ河を突破してベルリンを占領する。
ジューコフはワルシャワを攻略、ポズナンを経由して、ベルリンに直進する。コーネフはブレスラウから工業地帯のシレジアに進出する。ロコソフスキーの第2白ロシア戦線はポーランド北部を進撃、ダンツィヒを目指し、イワン・チェルニャホフスキーの第3白ロシア戦線は東プロイセンのドイツ軍を撃破して、ロコソフスキーと合流、バルト海沿いに進撃する。最高司令官代理ヴァシレフスキーは各戦線の調整を担当したが、実際の調整はスターリンが担った。この作戦はヴィスワ＝オーデル作戦と命名された。
1945年1月12日、ヴィスワ＝オーデル作戦が開始され、バラノフ橋頭堡から出撃したコーネフ軍は準備砲撃でドイツ軍の守備隊を粉砕、第48装甲軍団を撃破した。一方ジューコフもマグヌシェフ橋頭堡とプワヴィ橋頭堡から出撃し、ドイツ第9軍の防衛線を破り、モドリンまで兵を進めた。わずか1日で赤軍の攻勢部隊はドイツ軍の砲兵陣地にまで到達した。一方ジューコフはワルシャワを占領し、ウッチを経由してポズナンを占領、2月上旬にはオーデル河を渡りキュストリンに到達した。コーネフもチェンストホヴァ～ラドムスコ～クラクフの一線に進撃後、ブレスラウとオーバーシュレジエンに到達した。赤軍は街道をひた走り、ドイツ軍陣地を無視して電撃的にオーデル河まで進撃した。極めて短期間にドイツ軍の戦線は数百Km押し返され、ポーランド各地の軍事工場や航空基地は避難させる間もなく赤軍の手に落ちた。東プロイセンへはロソコフスキー指揮下の第2白ロシア戦線が侵攻し、ドイツ中央軍集団を分断・包囲していた。

#### 勝利の将軍

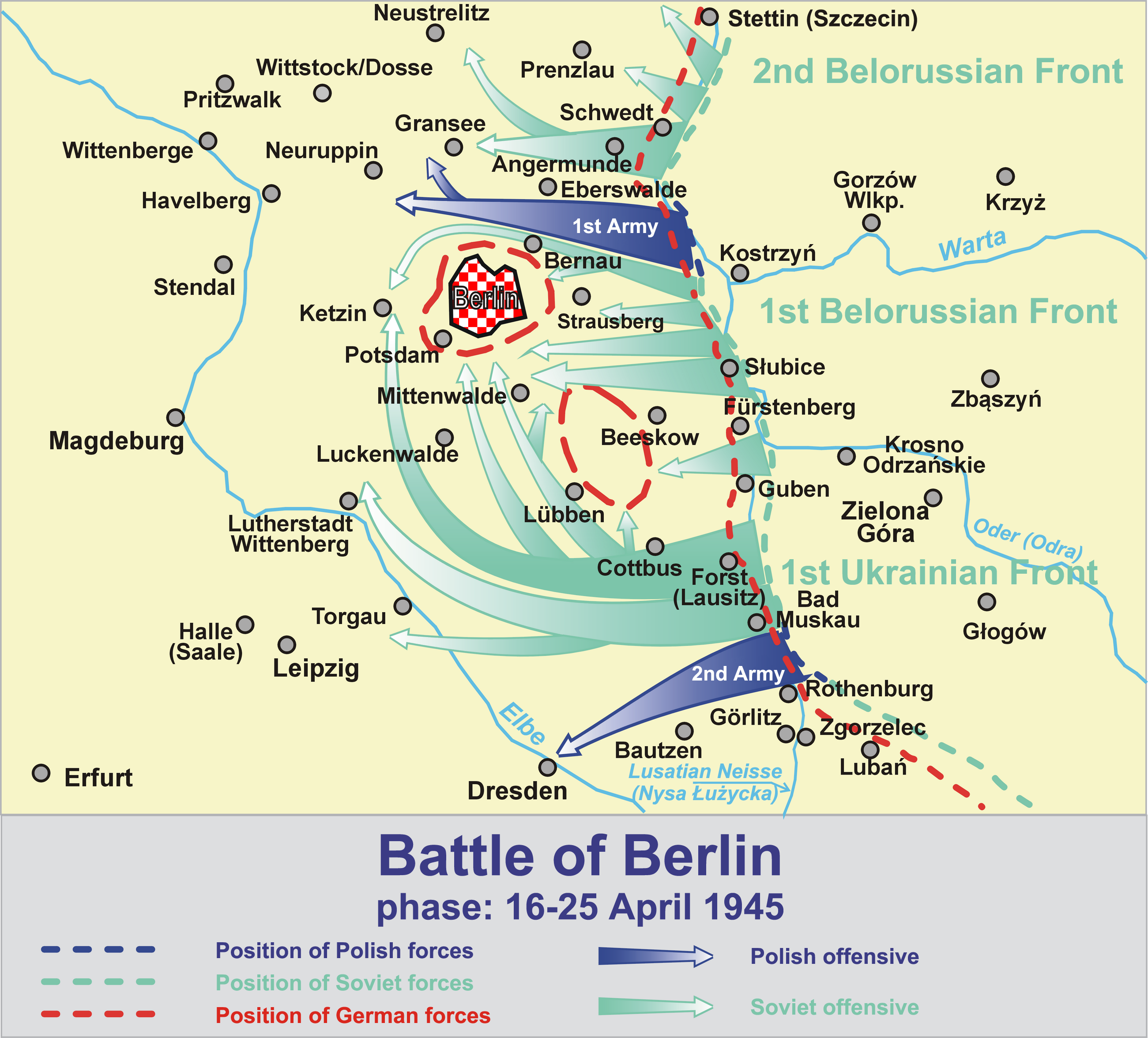
赤軍のベルリン侵攻

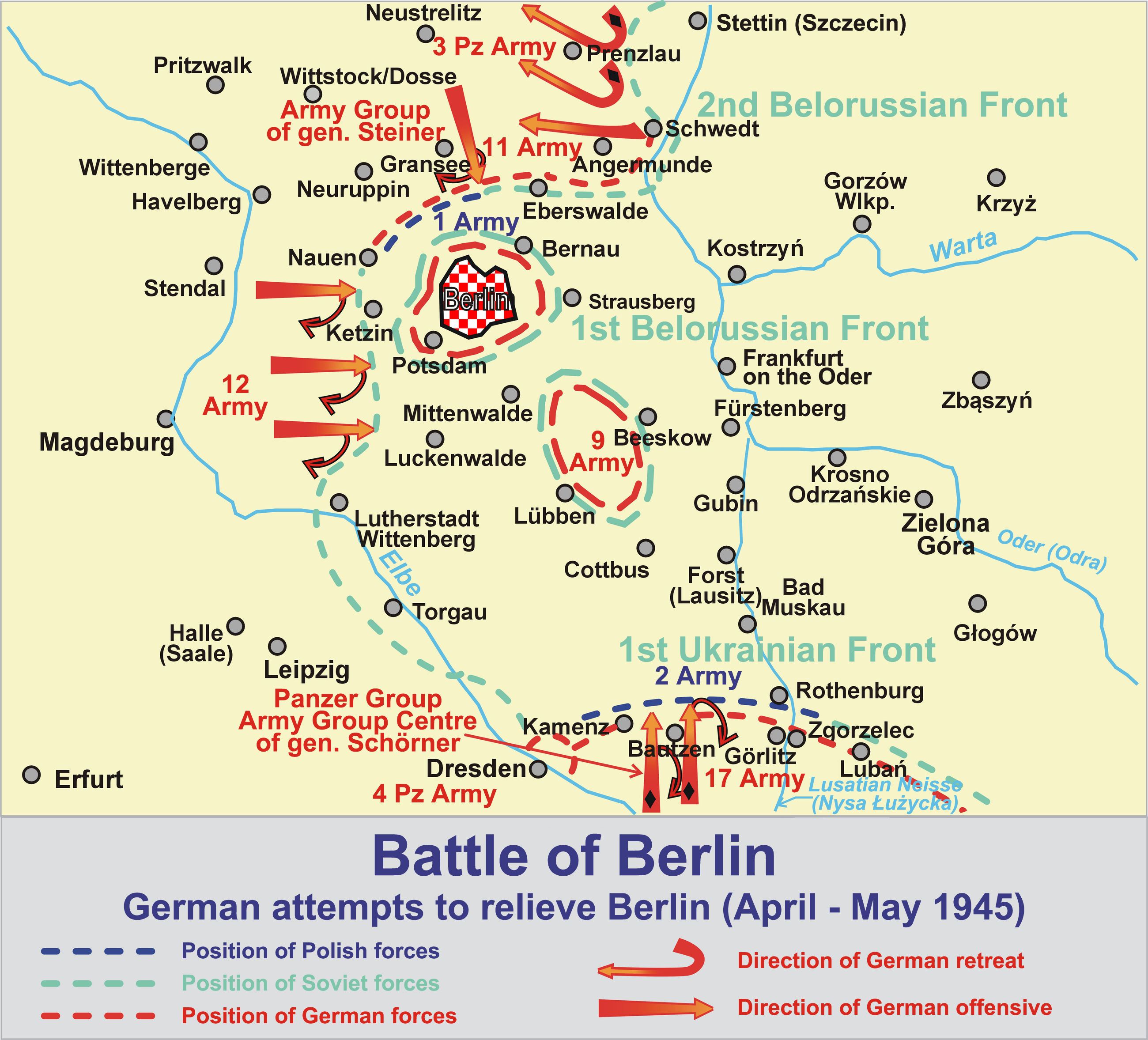
ドイツ軍の反撃

ジューコフは部隊に2月15日か16日にベルリン総攻撃を開始すると宣言、2月10日には最高総司令部にベルリン攻略計画を提出した。しかし最高総司令部は反対した。ジューコフの快進撃により、ロコソフスキーの第2白ロシア戦線との間に140kmの間隙が生じ、ポンメルンに集結したドイツ軍が右翼への脅威となっていた。ロコソフスキーは東プロイセンで苦戦する第3白ロシア戦線を助けるため、右翼に支援命令を出し、その影響で左翼の進撃が遅れていた。最高総司令部は右翼を北にむけ、ポンメルンのドイツ軍を撃破せよとジューコフに命じた。ジューコフは第1・第2親衛戦車軍をポンメルンに派遣し、ベルリンへの進撃を一旦停止した。
第8親衛軍司令官としてジューコフの指揮下にいたワシーリー・チュイコフは、1960年代に、ベルリンへ直進していれば、戦争は2月中に終わったはずだと論文を発表した。ジューコフはポンメルンの脅威を過大評価したスターリンの言いなりだったと痛烈に批判された。それに対してジューコフはポンメルンの脅威は現実のものだったと主張、戦車軍をベルリンに突入すれば、退路を断たれる危険性があったと反論した。実際ポンメルンのドイツ軍と戦ったジューコフの右翼部隊とロコソフスキーの左翼部隊は、20個師団の撃破に成功しながら、戦死5万、死傷者17万の大損害を出している。
最高総司令部も戦車軍の温存を強く求め、ジューコフの第1親衛戦車軍を一時的に預かったロコソフスキーに釘をさしている。1966年1月、軍の幹部が歴史の教訓を論じる会議が開かれ、この場でもジューコフとチュイコフは同じ話題で衝突した。コーネフとロコソフスキーが真っ先に同意し、軍幹部のほとんどがジューコフの主張を支持した。進軍を止めた後も、ジューコフの視線はベルリンに注がれていた。
3月下旬に、ベルリン攻略の二つの案を参謀本部に提出した。第一案は、オーデル河西岸のキュリストン橋頭堡を拡大する。第二案では、キュリストン北部とシュヴェート南部に新たな橋頭堡を確保しつつ、フランクフルト・アン・デア・オーダーの橋頭堡を拡大する。しかし3月31日、連合軍最高司令官ドワイト・D・アイゼンハワー元帥がスターリンに、英米の戦略を詳述する書簡を送った。英米軍はルール地方のドイツ軍撃破をめざし、ライプツィヒ、ドレスデンのラインで赤軍との合流を望んだ。スターリンは翌日、連合軍と赤軍の戦略は一致していると回答、連合軍との合流にも同意を示し、主攻勢の再開は5月になるとアイゼンハワーに伝えた。
スターリンは4月2日にジューコフ、コーネフ、アントーノフら軍幹部を集めて会議を開き、翌日にはジューコフとコーネフに、すみやかにベルリンを占領せよと命じた。作戦開始日は4月16日に決まり、ジューコフはベルリンを攻略してエルベ河に進撃し、コーネフは南方からベルリン包囲に参加して、ドレスデン、ライプツィヒまで進撃する予定だった。参謀本部作戦部長のシュテメンコは回顧録で、スターリンにはジューコフとコーネフにベルリン一番乗りを競わせる意図があったと語っている。当初はコーネフの担当範囲はもっと南にあったが、コーネフの猛抗議によって変更されたという。しかしジューコフはシュテメンコの証言を明確に否定し、ベルリン攻略は第1白ロシア戦線の任務であり、コーネフの役割は支援であったと主張している。首都ベルリンは30マイルの縦深的な防衛線で覆われ、3つの防衛セクターに分かれていた。防衛線は塹壕、地下基地、対戦車陣地、トーチカ、機関銃網でひしめき、100万の将兵と1500両の戦車、自走砲、1万門の火砲が固めていた。

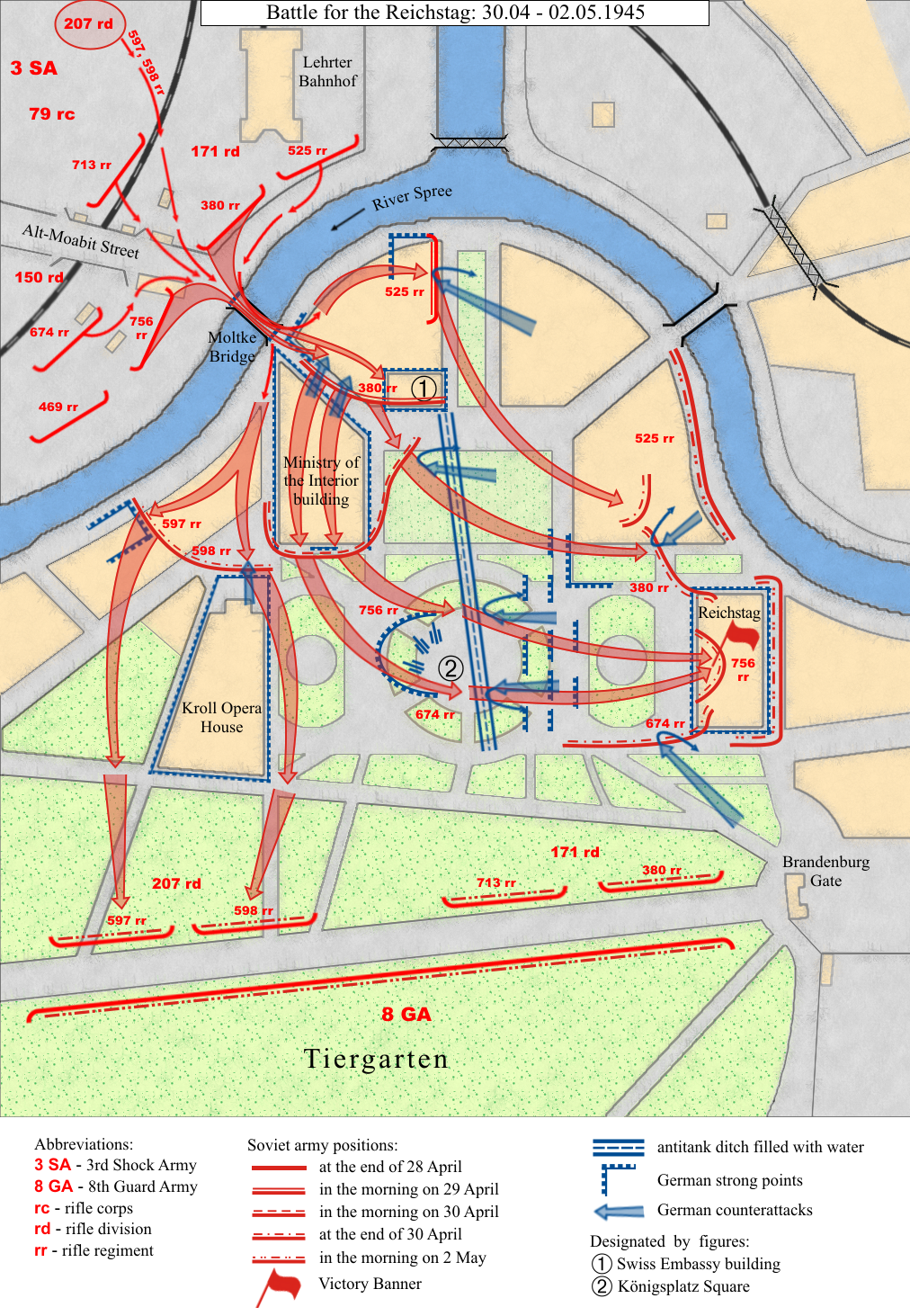
国会議事堂の戦い

ジューコフはこの戦史上最も堅牢な都市を攻略するため、77個狙撃師団、3155両の戦車、自走砲、1万4628門の火砲、1531基のロケット砲を用意した。オーデル河には40か所の渡船場を設け、25の橋を架けた。技術者にベルリン市街地の模型を作らせ、スターリングラード以上の市街地戦を想定して準備を整えた。
ジューコフにとって最大の難関は、高さ100～300フィートの急勾配を持つゼーロウの断崖地帯だった。ゼーロウ高地はドイツ軍が厳重に固めており、高地の周囲は湿地帯に覆われ機械化部隊の行動は阻害された。ジューコフは砲撃の後、歩兵部隊が稜線を確保し、機械化部隊が突破して、ベルリンを包囲する作戦を立てた。突撃前に入念な支援砲撃が実施され、1日に123万6000発もの砲弾がドイツ軍陣地にふり注ぎ、その振動は60km先のベルリンにも届いた。 
しかしヴィスワ軍集団司令官ゴットハルト・ハインリツィは守備兵力を後方の陣地線に下げて、赤軍の砲撃をかわしていた。いつもは入念な実地検分を行うジューコフはベルリン競争を焦るあまり偵察を怠った。またドイツ軍の目を眩ますため143個のサーチライトを使用したが、霧により光は拡散しあまり効果はなかった。第8親衛軍を指揮していたチュイコフはジューコフのサーチライト戦術を批判している。
守備兵力を後方に温存した第9軍は抵抗力を維持し、激戦が続いた。第8親衛軍と第5打撃軍が稜線を確保した後に、ミハイル・カトゥコフの第1親衛戦車軍が投入される予定だったが、コーネフとの競争に焦ったジューコフは第1親衛戦車軍に前進を命じた。戦車軍の前進により狭い戦場は大混雑となった。結局4月16日の攻勢は失敗に終わる。その日ジューコフは戦況をスターリンに報告した。スターリンはコーネフ軍の進撃は順調だと述べ、ジューコフは明日までには突破してみせると約束した。ジューコフとの電話を切った後、スターリンはコーネフにベルリンへの進撃を命令した。
4月17日の戦闘でもジューコフはゼーロウを突破出来ず、ライバルであるコーネフの進撃を聞き頭を抱えていた。18日にスターリンはこれ以上手こずるならコーネフにベルリン攻略を委ねると電話をかけ、18日の午前中ジューコフはゼーロウを破り、第1親衛戦車軍が国道一号線に到達した。結局ゼーロウ高地の突破に、ジューコフは三日を費やした。ジューコフもコーネフも麾下の親衛戦車軍にベルリンへの突入を命じ、ジューコフは突入が成功したらスターリンだけで無く、報道機関に知らせろと異例の命令を出した。第1親衛戦車軍はベルリンへの突入を開始、ジューコフ自身も数個軍を指揮してベルリン北部に急行した。
ジューコフの下で砲兵を統括するカザコフ大将は砲兵中隊群にベルリンへの砲撃を命じた。一方順調に進撃していたコーネフは撤退中だったドイツ第9軍に遭遇し、思わぬ抵抗を受けていた。コーネフも第3親衛戦車軍をベルリンに突入させ、両軍はほぼ同時にテルトウ運河を越えた。両者はほぼ同時にベルリンに突入したが、ジューコフの部隊が帝国議事堂に突入した時、二人のベルリン占領競争は事実上決着した。ジューコフは勝利の将軍として不朽の名声を得ることになる。4月30日、帝国議事堂を制圧した第3打撃軍所属の二人の兵士が、議事堂の上にソ連国旗を掲げた。
5月1日、スターリンはベルリン占領を世界に発表し、翌日全てのベルリン守備軍が降伏した。赤軍はベルリン攻略に8万の戦死者を出し、死傷者を含めると損失は30万人に達した。ドイツ軍の戦死・戦傷者は50万人、捕虜は50万人と総損失は100万人に達した。
ジューコフはベルリン最後の防衛線であるラントヴェーアを越えた所でドイツ軍の特使であるハンス・クレープスを迎えた。ジューコフはすぐにドイツ軍降伏とヒトラー死亡の情報をスターリンに送り、5月9日、国防軍最高司令部総長のヴィルヘルム・カイテル元帥より降伏文書を受け取った。ジューコフは回顧録で、「広場は異様な興奮に包まれた。誰もが互いに喜びを分かち合い、手を握りあった。多くの人々の目にうれし涙があった。私は腕を組んだ同志に取り囲まれた。」と、当時の様子を記している。祝宴は夜を徹して続き、ジューコフは若い時を思い出しながらロシアのダンスを踊った。
| | | |                                                      |  |
| ブランデンブルク門を歩く元帥たち 右からロコソフスキー、モントゴメリー、ジューコフ。 ロコソフスキーとモントゴメリーの間にいる人物はソコロフスキー。（1945年7月12日） | 1945年5月8日CET22:43（MSK5月9日00:43） ベルリンのカールスホルストでのドイツの降伏文書への調印。ジューコフの左隣はアンドレイ・ヴィシンスキー外務次官。 | 1945年6月5日の降伏文書に調印後のベルリンの元帥たち 。 （右から）フランス軍元帥タシニ、ソ連軍元帥ジューコフ、アメリカ軍元帥アイゼンハワー、イギリス軍元帥モントゴメリー。 | 1945年7月12日のベルリン。 ジューコフとモントゴメリー |  |

## ドイツ駐留軍最高司令官

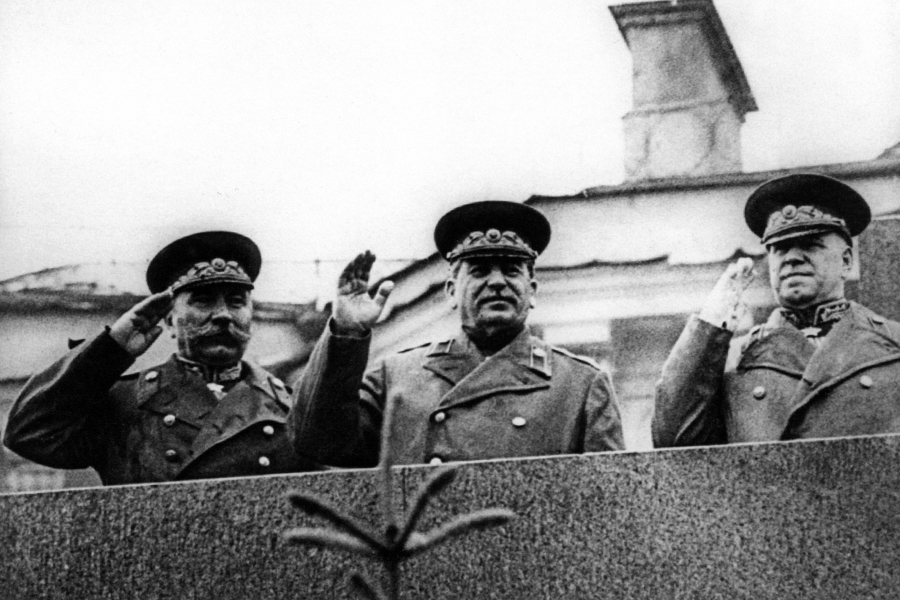
1945年対独戦勝記念パレード。右から順に、ジューコフ、スターリン、ブジョンヌイ

5月19日、モスクワに呼び戻されたジューコフは、ソ連のドイツ占領軍の最高司令官に任命された。同時に連合国管理理事会のソ連代表を担い、ドイツの分割占領をめぐって協議した。6月9日、ジューコフはベルリンで記者会見に臨み、ソ連や外国記者の質問に答えた。ある記者がノモンハンの戦いをどう思うか？、日本兵とドイツ兵の違いはなにか？と質問した。ジューコフはドイツ兵について、もはや敵ではないと巧みに質問をかわしつつ、1939年に戦った日本兵より技量は優れていたと答えた。記者団の中にいたサンデー・タイムズのモスクワ特派員アレクサンダー・ワースは、「ジューコフは傑物という感じがした。態度が素朴で快活だった。」とその時の様子を語っている。
6月中旬、再びモスクワに戻り、三度目のソ連邦英雄の称号を授与された。赤の広場で実施された戦勝記念式典では、スターリンに代わって全軍の閲兵司令官を務めた。馬の専門家であるブジョーンヌイ元帥が推薦した、アラブ種の堂々たる白馬に乗り、式典に参加した。全ての戦線と各種兵科の連隊が隊列を組み、ロコソフスキー、ヴァシレフスキー、コーネフ、エリョーメンコ、トルブーヒンら将星達が隊列に参加する中、ジューコフは全軍を閲兵した。モスクワの式典が大成功に終わると、9月にはベルリンでソ連主催の戦勝記念式典が開催され、ジューコフはベルリンでも閲兵司令官を務めた。
式典に参加したアメリカ合衆国のジョージ・パットン大将は妻への手紙に、「彼の盛装はまるで喜劇のオペラのようで、メダルだらけだ。チビでデブだ。あごは類人猿のようにつかみ易い。だが目は青く澄んでいる。」とジューコフの印象を記している。ジューコフはポツダム会談の準備も任された。乾杯が始まると、ジューコフはイギリス首相ウィンストン・チャーチルと語りあった。チャーチルがジューコフの功績をたたえてグラスを上げると、ジューコフはうっかり同志と呼んでしまった。すぐに戦場の同志たる連合国のために、と言い直しその場を乗り切った。翌日スターリンは新しい同志が出来たな、とジューコフをからかった。
ジューコフがベルリンで最も親しくなったのは、アメリカ代表のアイゼンハワー元帥だった。連合国は占領区画を事前に決めていたが、戦闘の影響で流動化していた。英米はドイツの最高権力を占領軍に移譲する文書に署名を求めたが、ジューコフはソ連占領地区からの英米軍の即時撤退を求め、アイゼンハワーと交渉した。両国の主張は食い違ったままだったが、両者の関係は良好だった。アイゼンハワーはジューコフと初めて会った時、彼に司令官勲功章を授与した。数日後、ジューコフはアメリカ軍司令部を訪問、返礼に勝利勲章を送っている。
8月、アイゼンハワーは息子ジョンと共にモスクワに招待された。ジューコフはアイゼンハワーに付き添い、二人はモスクワの道中で大いに語り合い、アイゼンハワーはソ連に先駆けてベルリンを攻略する意図はなかったと釈明し、チャーチルがそのような疑惑を招いたと批判した。モスクワ訪問時、アイゼンハワーはジューコフとスターリンの関係を語っている。「ジューコフとスターリンはとても馬があった。二人は親しげに言葉をかわし、心もかよいあわせていた。」同時期、アメリカのハリー・Ｓ・トルーマン大統領もジューコフを招待した。トルーマンはジューコフを心から尊敬し、アメリカ国民は彼と赤軍に親愛の情を抱いていると伝達した。ソ連は訪問は9月か10月になると返答したが、一度目の訪問は実現せず、1946年4月に再びジューコフを招待した。しかしすでに米ソ両国は冷戦に突入しており、ジューコフは職務を理由に断っている。アイゼンハワーは回顧録でジューコフを高く評価した。「ジューコフ元帥は間違いなく誠実な人物である。我々の時代で彼ほど、責任ある指揮官として数多くの大戦闘を経験した人物はいない。間違いなく百戦錬磨の軍人と言えよう。」と語っている。
ジューコフもアイゼンハワーの人格を高く評価し、「彼の素朴で気取らない人柄とユーモアの感覚に、私は好感を抱いた。」「ソ連国民が、多大な犠牲を払ったことを、彼はよく分かっているようだった。」と回顧録で語っている。

## オデッサ軍管区司令官

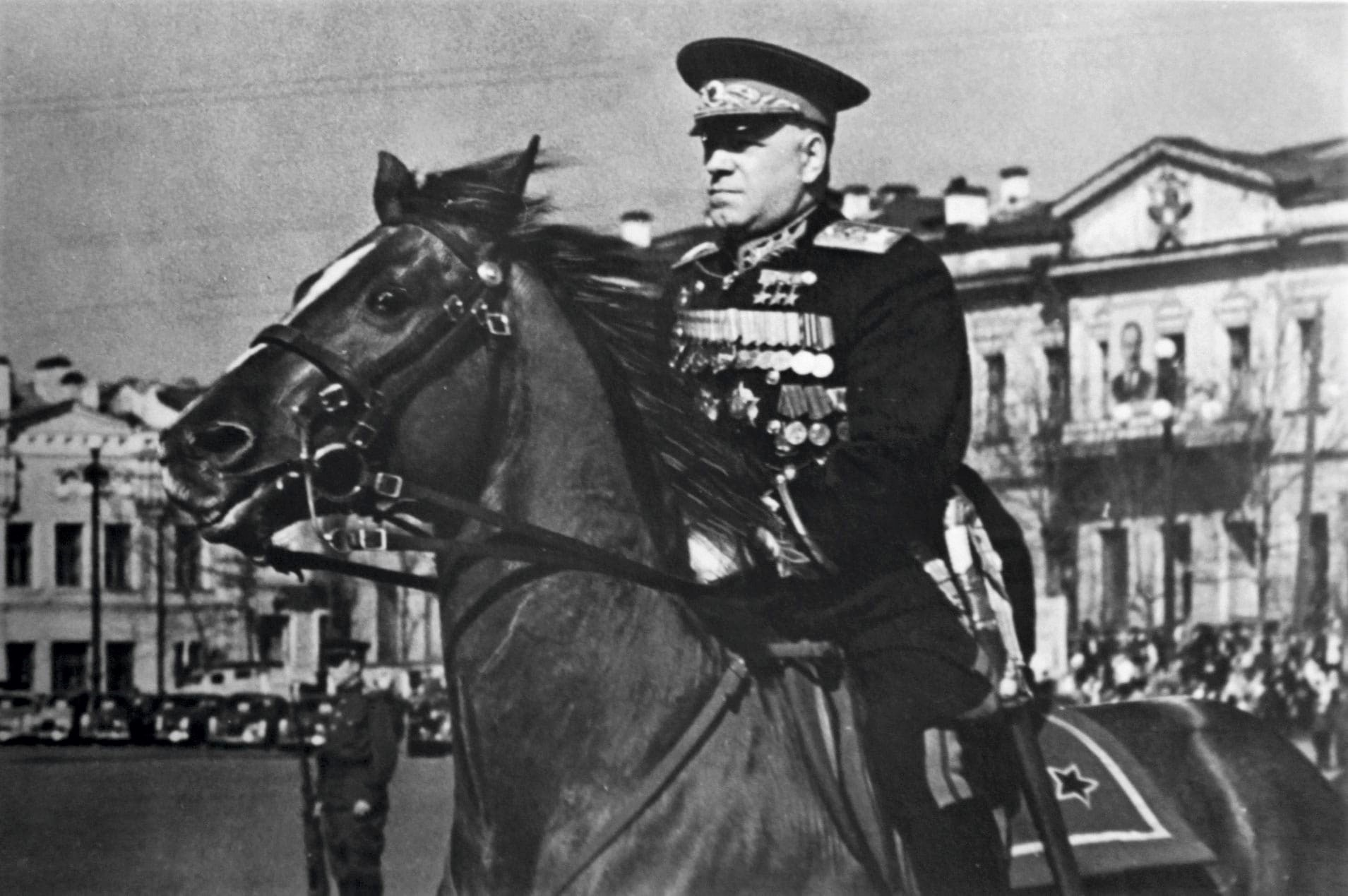
1948年から1950年の間に行われたスヴェルドロフスクの戦勝パレードのジューコフ。

ジューコフは1946年3月にソ連地上軍最高司令官に就任、名実ともに軍のトップに君臨した。しかしジューコフの名声および人気は、スターリンの独裁政治にとって少なからぬ脅威となった。モスクワに戻った彼を待ち受けていたのは、中央軍事会議での批判と左遷だった。ジューコフは自己顕示欲におぼれ同志を侮辱したと会議で批判され、罪状が朗読された。軍事会議はジューコフを地上軍総司令官から解任し、傘下の部隊が少ないオデッサ軍管区司令官に左遷した。ジューコフ失脚の直接的な要因となったのは、1946年4月に逮捕されたアレクサンドル・ノヴィコフ空軍司令官の供述だった。治安機関の尋問を受けた彼は、ジューコフは異常な権力志向と自尊心の人物であり、栄誉にこだわり称賛と従属を要求し、意見の相違を認めないと供述した。スターリンの死後、ノヴィコフはジューコフへの批判は拷問で治安機関に強要されたものだと語っている。スターリンはノヴィコフの供述を利用し、最高総司令官への不適切で有害な行為を理由に、ジューコフを左遷した。ジューコフ自身は左遷の理由を、妬みが原因だと語っている。
ジューコフはNKVD（内務人民委員部）長官ラヴレンチー・ベリヤと軍事人民委員のニコライ・ブルガーニンをやり玉にあげている。回顧録によるとジューコフは、命令伝達や予備役の指揮をめぐり、ブルガーニンと衝突したという記述がある。6月中旬、オデッサに赴任したジューコフはコンスタンチン・シーモノフに心中を語っている。「冷静さを保とうと強く自分を戒めていた。私が我を失い地方の司令官として一日も務まらない事態になれば、彼らを喜ばせるだけとわかっていた。そうはさせるものかと思った。もちろん何と言っても名声は名声であり、かけがえのないものだ。しかし同時に諸刃の刃となって、わが身に振り下ろされる時もある。痛手を受けても、私は以前と変わらぬ振る舞いを懸命に心がけた。」
ジューコフは8月に、戦後で初めての休暇をとり、保養地のソチで家族と過ごした。その中にはロコソフスキー元帥の姿もあった。8月23日、ブルガーニンはドイツ製家具を梱包した85個の荷物を積んだ馬車が税関で取り押さえられ、受取人はジューコフだとスターリンに報告した。
1947年2月、ジューコフは共産党中央委員候補の地位を追われた。ジューコフは2月23日と27日に、スターリンに書簡を出し、自身の潔白を主張した。スターリンはジューコフの書簡を無視し、二度と彼に会うことはなかった。6月には歌手のリディヤ・ルスラノヴァが1945年にベルリンを訪れた際、軍記章を授与したことが問題にされた。ジューコフは彼女と共演し、アコーディオンで演奏し、ルスラノヴァは元帥にしては演奏が上手かったと語っている。
政治担当として長年ジューコフに仕えたチェレーギン中将が責任をとらされ、退役に追い込まれた。1948年にはチェレーギンとルスワーノラの夫であるクリューコフ少将が、ジューコフとの関係を理由に逮捕された。ジューコフは回顧録で「1947年の私は毎日、逮捕を恐れていた。いつでも持ち出せるように下着を入れたバッグを用意していた」と語っている。さらにドイツ駐留司令官時代に、戦利品を不当に着服したとの嫌疑がかけられ、1948年1月、スターリンは国家保安相ヴィクトル・アバクーモフにジューコフの住居と別荘の捜索を命じた。アバクーモフは住居から多数の宝石、金、銀食器、絹、毛皮、外国製家具が見つかったと、スターリンに報告した。
戦争中ジューコフの副官だったショーモチキン大佐が、責任を問われて逮捕され、ジューコフ自身も取り調べを受けた。ジューコフはショーモチキンの供述を突き付けられたが、証拠品は国家保安省が後から持ち込んだものだと述べ、潔白を主張した。取り調べを担当したアンドレイ・ジダーノフは不誠実な責任逃れと断定し、ジューコフはさらに格下のウラル軍管区司令官に左遷された。

## ウラル軍管区司令官
ジューコフはベリヤとアバクーモフを批判したが、スターリンだけは責めなかった。ジューコフは自身が逮捕されないのは、スターリンが守ってくれたからだと信じていた。実際、スターリンはアバクーモフがクーデター計画の容疑でジューコフの逮捕を要請しても、「ジューコフがクーデターを計画したなどとは、誰が言っても信じられない。ジューコフのことはよく知っている。誰に対しても率直に物の言える、真っすぐで、頭の切れる人物だが、中央委員会に逆らうような人物ではない。」と語り、応じなかった。アバクーモフはスターリンの死後、職権濫用の罪で処刑されている。
ジューコフは党が編纂する大祖国戦争の歴史からも抹消された。戦勝記念パレードの絵からジューコフの姿が消え、モスクワ攻防戦を描いた映画でもジューコフの姿はなかった。プラウダ紙の列挙したソ連邦元帥の中からジューコフの名前だけが除かれた。スターリンのジューコフに対する仕打ちを批判したワシーリー・ゴルドフ大将とルイバリチェンコ少将は逮捕後に銃殺された。
1949年にヴァシレフスキーが国防大臣に就任すると、ジューコフへの嫌がらせは止まり、状況は改善した。プラウダ紙ではジューコフの名が復活し、1950年にはソ連最高会議の代議員に選ばれた。1951年には政府代表団のメンバーに選ばれて、ポーランドを訪問、ポーランド国防相となっていたロコソフスキーと再会した。1952年10月、中央委員候補の地位を回復し、スターリンも「ジューコフの欠陥を我々は非難してきた。しかしベルリンでは優れた仕事をした。どこでも、それなりの仕事をした。」と語り、態度を軟化させた。一方私生活では新たな愛人を作った。
妻のアレクサンドラと共にウラルへ移った時、愛人のリーダ・ザハロウもウラルまでジューコフを追ってきた。しかしジューコフには新しい愛人が出来ていたので、リーダはモスクワに去った。1950年夏、心臓疾患で入院したジューコフは若い担当医ガリーナ・セミョーノワに惹かれ、彼女と不倫した。ジューコフはガリーナに夢中となり、彼女なしの生活は考えられないと手紙に記している。彼女がモスクワへ行くと、ジューコフは何度も手紙を出した。ジューコフの気持ちはガリーナに移っていたが、1950年後半になるまで同居はしなかった。別の愛人と産んだマルガリータがモスクワ国立大学の法学部に進学し、偶然長女のエラも同じ大学の同じ学部にいた。腹違いの姉妹は親交を深めたが、アレクサンドラはマルガリータとの付き合いを禁止した。

## 国防次官
1953年3月4日にウラルにいたジューコフは突然、ブルガーニンにモスクワへ呼び戻された。ジューコフは党会議に参加し、そこでスターリンが危篤状態にあると知った。スターリンはその日のうちに息をひきとり、ジューコフは党会議で国防次官に任命された。国防相には因縁のあるブルガーニンが就任した。ジューコフはブルガーニンに、「君のせいで私は嫌というほど不愉快な目にあった。スターリンの攻撃に私をさらしたのも君だ。しかしもし心から協力しようと思っているのなら、過去の遺恨は忘れよう。」と声をかけている。スターリンの国葬は3月9日に実施され、ジューコフは「大祖国戦争の後、スターリンは私に酷い仕打ちをした。それでも私は彼の死が心の底から悲しかった。」と述懐している。
1953年6月26日の朝、ジューコフはブルガーニンからクレムリンに呼び出された。マレンコフ、フルシチョフ、モロトフらの幹部が集まっており、マレンコフが保安機関を束ねるベリヤに国家転覆の陰謀があると告げた。ジューコフは自らベリヤの逮捕役を請け負い、信頼する部下数人を集めて、党指導部がベリヤと会談している部屋の外で待機した。マレンコフが合図をしたら、踏み込む手筈だった。合図がでると、ジューコフはつかつかとベリヤに歩み寄り、身柄を拘束すると告げ、彼の両腕をつかんだ。ジューコフの働きでベリヤは逮捕され、銃殺された。ジューコフは後に、生涯で最も大変な仕事はベリヤの逮捕だったと語っている。
ベリヤの逮捕は軍部と共産党の関係を象徴する出来事となり大きな意味を持った。スターリン体制下では軍部は冷遇され、治安機関が体制維持の要となったが、新体制では軍部が国家の切り札として期待され、政治の領域でも発言権を拡大した。ジューコフは軍と党の好ましい関係を体現した存在となり、軍部はトゥハチェフスキーの粛清以来、はじめて政治の領域で復権をとげた。ジューコフは国防次官として核戦力も統括していた。1953年秋、ソ連軍はウクライナのカルパチア軍管区で、核攻撃を受けた事態を想定し、野外演習を実施した。
ジューコフは準備段階から本番まで演習に関与し、実際に核爆弾を爆発させ、部隊行動への影響を見極めた。核におびえて兵士も指揮官も委縮し、戦車の動きも緩慢だった。ジューコフは戦車の指揮官達を集めて、対独戦で戦ったように動けと命じた。演習は全体として大成功に終わり、演習での教訓は核戦力の運用を前提とする新しい戦闘規範にも盛り込まれた。核兵器の管理と製造もジューコフの提言通り、産業省の管轄から国防省に移された。

## 国防大臣

### 軍縮の推進

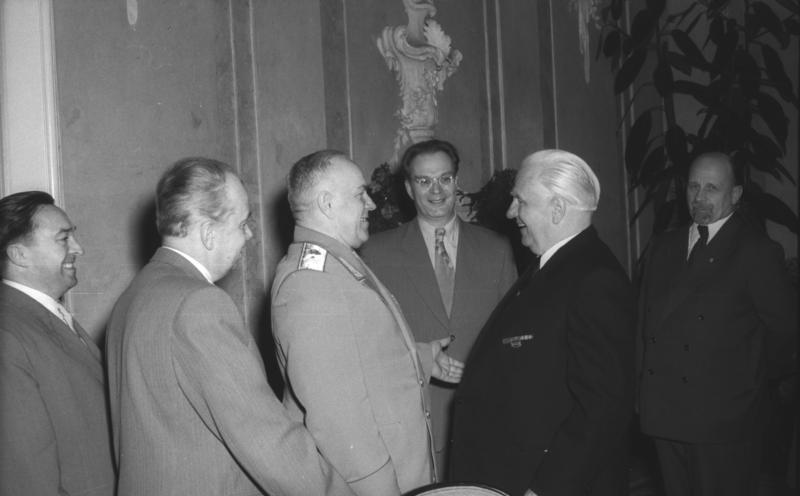
ベルリンで東ドイツのヴィルヘルム・ピーク大統領と会談するジューコフ国防大臣（1955年5月6日）

1955年にソビエト連邦首相ゲオルギー・マレンコフが失脚すると、ニキータ・フルシチョフが実権を完全に掌握した。フルシチョフはジューコフを国防相に推薦した。ジューコフ自身はヴァシレフスキーを推薦したが、ヴァシレフスキーはジューコフが適任だと述べた。国防大臣に就任したジューコフは当初フルシチョフと良好な関係を保っていた。大祖国戦争でも2人は、天王星作戦やウクライナ解放をめぐる作戦で協力していた仲だった。
1955年2月7日、ジューコフは正式に国防相に就任し、アメリカ記者団を相手に会見を開いた。記者が核兵器について質問すると、ジューコフは、核抑止力が世界を安全にしたとは言えないと言明した。同時に核兵器だけでは戦争には勝てないとも語った。大祖国戦争に対する話題になると、ヒトラーの過ちはなにか？という質問にたいし、ソ連の力を見くびる戦略的な誤りを犯し、戦術的には各種兵科を統合運用する重要性を十分に認識していなかったと答えている。またスターリングラードの戦いよりモスクワの勝利がより重要であったか？との質問に対し、モスクワ、スターリングラード、クルスクと続いた一連の戦いが戦争の潮流を変えたと答えた。ジューコフは会見で米ソ関係の融和を訴え、かつて親しかったアイゼンハワー大統領との関係に触れ、友好的な米ソ関係を取り戻したいと語った。
国防相になったジューコフの最重要課題は、軍の削減問題だった。大祖国戦争の後、ソ連軍は1100万の人員を300万まで削減していた。しかし冷戦が激化すると540万人まで増加し、スターリンの死後に再び軍縮が始まった。核抑止力を重視するフルシチョフ政権は通常戦力の人員整理を推進、ジューコフは国防相として200万人の人員を削減し、フルシチョフの期待に応えた。フルシチョフは、「軍服を着た多くの偏執狂と異なり、ジューコフは軍事費削減の必要性を理解していた。」と語り、その働きを高く評価した。ジューコフは軍縮に誰よりも積極的であり、最終的に150万人規模への縮小を目指していた。
ソ連は国際連合に、軍備と兵員の大幅削減を訴え、軍縮の履行を監視する国際機構の設立を求めた。アメリカ政府が軍縮履行を確認するため、ソ連領内での偵察機の飛行許可を求めると、ジューコフはソ連機のアメリカ領での飛行を認めるなら応じると答えた。ソ連政府は長年、ヨーロッパ全土を包括する集団安全保障条約の締結を熱心に訴えていた。西ドイツがNATOに加盟すると、ソ連政府は東欧諸国を集めてワルシャワ条約機構を設立、ジューコフはモロトフと共同で条項を起案した。

### アイゼンハワーとの再会
1955年7月、東西両陣営はポツダム会談以来となる首脳会談を、ジュネーヴで開催した。首相のブルガーニンがソ連代表として出席、フルシチョフ、モロトフ、ジューコフが同行した。フルシチョフはジューコフの出席について、アイゼンハワーとの親しい関係を考慮したという。西側のメディアの関心は、ジューコフとアイゼンハワーの再会に集中した。
首脳会談の開催が決まると、タイム誌はジューコフを取り上げ、ジューコフの写真が表紙を飾った。「ジューコフはソ連国民の英雄的存在である。戦争に勝利した赤軍は唯一、国民の尊敬を集める組織であり、スターリン死後の混乱した権力状況において、体制が安定を装えるのは、ジューコフと赤軍のおかげである。」とタイム誌は、ジューコフを高く評価した。
戦後の各国指導者たちは、ジューコフがいなければソ連はドイツに勝てなかったと思っていた。アメリカの駐ソ大使チャールズ・E・ボーレンはジュネーヴ会議の数週間前に、イギリス大使館の招宴でジューコフと出会い、ジューコフに関する報告書を本国に送っている。ジューコフは米ソ関係の改善と軍備削減に大きな熱意を持っていると評価された。ボーレンは回顧録でジューコフについて、「見るからに軍人らしく、ロシアのオーク材のように、がっしりと頑丈な体つきをしていた。顔色はやや赤く、澄んだ青い目をしていた。感じのいい笑みをつかべつつも、非常に用心深かった。特に外国人には心を許さなかった。合衆国には寛大な態度で尊敬の念さえ示した。アイゼンハワーには心から親愛の情を抱いているのだとはっきり分かった。」と語っている。
ジューコフはジュネーブでアイゼンハワーと二回会談し、1度目はアイゼンハワー主催の昼食会で語りあった。ジューコフは大戦期にヒトラーが米ソ間の関係を引き裂こうと試みたが、失敗したと述べ、自分は大統領に会って米ソ関係を改善させるためにジュネーヴに来たと語りかけた。一方アイゼンハワーは冷戦の深刻化はソ連の挑発的な行為にあると返した。ジューコフは双方に誤りがあり、過去にこだわるより未来を見据えようと呼びかけた。
欧州の集団安全保障の話題になると、アイゼンハワーは軍備管理と軍縮の維持を管理するには、具体的な検証が必要だと述べ、ジューコフも同意した。ジューコフはアメリカに中華人民共和国の承認を求め、欧州全体を包括する集団的安全保障体制が構築されれば、ソ連は東西ドイツの統合に応じると伝えた。二回目の会談は7月23日に実施され、首脳会談の議題制定と優先順位を話し合った。ドイツ統一を優先するアイゼンハワーの主張と、欧州全土の集団安全保障を優先するジューコフの主張は相いれなかったが、会談自体は穏やかに進み、お互いが協議の継続と米ソ関係の改善に合意した。
一方で両者の相手に対する評価は大戦期とは異なっていた。アイゼンハワーは後に、「戦争中に付き合った彼は、共産主義を固く信奉しつつも、自立して自信に満ちていた。喜んで私と会い、いかなる作戦上の問題でも、妥当な解決策を一緒に探そうとしてくれた。しかし歳月は流れ、ジュネーヴで会った彼には闊達さや自信がみられなかった。教えこまれたことを完璧に繰り返すばかりだった。表情に乏しく、以前のように笑いもしなければ、冗談も言わなかった。古い友人は上司の指示を遂行するだけの男になっていた。彼と話していても、悲しくなるばかりだった。」と語っている。ジューコフも会談で通訳を務めたオレーク・トロヤノフスキーに、「アイゼンハワー大統領は、もうアイゼンハワー将軍ではない。」と語った。
また外務次官アンドレイ・グロムイコの証言によると、ジューコフはアイゼンハワーに失望し、会談の帰りにソ連は不測の事態に備えなければならないと語ったという。

### ハンガリー動乱
1956年に勃発したハンガリー動乱の解決にジューコフは大きな役割をはたした。フルシチョフのスターリン批判はソ連の支配に反発する東欧諸国を刺激した。ポーランド人民共和国では改革を求める国民の暴動が生じ、ポーランド統一労働者党指導部は追放されたヴワディスワフ・ゴムウカを指導者に据えて、様々な改革を実施した。
ゴムウカがポーランド国防相ロコソフスキー元帥の解任を試みると、モスクワ指導部は激怒し、フルシチョフやジューコフらがワルシャワに乗り込み、ゴムウカに政治改革の穏健化を求めた。ゴムウカに統一労働者党支配の継続とワルシャワ条約機構にとどまることを約束させたが、ロコソフスキーの解任阻止には失敗した。ハンガリー人民共和国では国民の大規模な暴動が発生、10万人規模の暴徒が首都ブダペストで武装蜂起し、ハンガリー勤労者党はモスクワにソ連軍の介入を要請した。ジューコフはオーストリア駐留ソ連軍とハンガリー駐留ソ連軍を統合し、中央直轄の特別軍団に改編し、有事に備えていた。
モスクワ指導部はハンガリーの特別軍団に出動を命じ、1956年10月24日、兵員3万人、戦車1千両のソ連軍がブダペストの重要拠点を占拠、オーストリアとの国境を封鎖した。しかし軍事介入は、武装蜂起の火に油を注ぐ結果となり、早期の秩序回復は困難だった。モスクワの幹部会では、介入軍の撤退が浮上したが、ジューコフは部隊の増強と現状の維持を主張し、撤退に反対した。改革派の共産主義者ナジ・イムレが政権を掌握すると、蜂起派もソ連との政治的妥協に応じ、情勢は安定した。
ジューコフは幹部会でナジ政権の支持と介入軍の部分的撤退を主張、モスクワ指導部もハンガリーとの停戦合意に応じ、ソ連軍はブダペスト郊外の兵舎へ撤退を開始した。ジューコフは国防相として会見を行い、「ハンガリー情勢は好転している。我々が信頼する政権が樹立された。」と答え、ハンガリーを含める全ての社会主義国と平等な関係を築くと声明を発表する決定を行った。しかし、ナジ政権がワルシャワ条約機構の脱退と中立を宣言すると、モスクワ指導部は態度を硬化させた。同時期に英仏とイスラエルがソ連の同盟国エジプトを攻撃したことも、モスクワ指導部に危機感を募らせた。
フルシチョフは10月31日の幹部会で、「我々がハンガリーを去れば、アメリカ、イギリス、フランスの帝国主義者を喜ばせるだけだ。奴等は我々が弱気になったとみて、攻勢を強めるだろう。エジプトの次はハンガリーが狙われるだろう。」と述べ、ジューコフに第二次軍事介入の計画策定を命じた。ジューコフが策定した暗号名「つむじ風」作戦はコーネフが指揮し、ハンガリー駐留軍に加え、ルーマニア駐留軍、カルパチア軍管区、オデッサ軍管区の戦力が参加、総勢17個師団がハンガリー各地の反乱鎮圧に乗り出した。小火器で武装した暴徒は瞬く間に鎮圧され、ハンガリー側は2万5000人の犠牲者をだし、20万の国民がオーストリアに亡命した。介入から数日間でブダペストは秩序を回復、カーダール・ヤーノシュ新政権が樹立した。
ハンガリー動乱で決定的な役割をはたしたジューコフは、ソ連指導部における地位を向上させ、四個目のレーニン勲章を授与された。

### アジア・東欧訪問
1957年1月から2月にかけて、ジューコフはインドとビルマを訪問している。ジューコフの歴訪は、両国とソ連の関係を深め、大成功に終わった。インド滞在中、軍大学で核戦争についての講演を実施している。3月には東ドイツに訪問し、ドイツ政府と国防協定に調印、ドイツ駐留ソ連軍の高級士官の前で講演をした。ジューコフは従来の防御戦略にこだわらず、NATOの攻撃意思を確認した段階で、先制攻撃に踏み切り、2日以内に英仏海峡に進出すべきだと述べた。ドイツ軍の攻撃が始まるまで有効な手を打てなかった大祖国戦争での教訓を踏まえた新たな戦略だった。
ソ連は欺瞞工作として偽の講演内容を西側に漏えいさせた。偽の講演ではジューコフは通常戦力よりも核戦力を重視した新戦略を述べたことになっていて、NATOの核戦力使用を躊躇させるための情報操作だった。9月にモスクワで実施された高級士官の会合でも、ジューコフは先制攻撃論を提唱した。大祖国戦争での教訓を踏まえて、敵の計画と意図を知るために高度な防空体制を維持し、敵の意図を粉砕するために陸海空どこでも攻撃に移れる準備が肝要であると述べた。
10月にはアルバニア人民共和国とユーゴスラビア連邦人民共和国を訪問した。ユーゴスラビア訪問時は、ソ連の最新鋭巡洋艦クイブイシェフに乗り、セヴァストポリから海路ベオグラードに赴いた。ボスポラス海峡の通過時、ジューコフ一行はアメリカ第6艦隊の一群と遭遇し、アメリカ海兵は甲板に整列してジューコフに敬意を表した。ジューコフは、「なぜ彼らがこの海域にいるのだ？なぜアメリカの艦艇は自国の海にいないのだ？」と随行した将校に語った。航海中は自ら得意のアコーディオンを弾いて音楽会に参加した。
10月8日、ユーゴスラビアのザダル港に到着し、ヨシップ・ブロズ・チトーと会談を行った。二人はチトーの故郷であるクロアチアの町で顔をあわせ、猟をしながら時間を過ごした。ジューコフは後に、「私の猟は大成功だった。獲物は四頭だった。チトーは一頭だけだったので、面白くない様子がありありと見えた。」と語っている。チトーとの会談内容をモスクワに報告すると、10月17日、ベオグラードからアルバニアの首都ティラナにむかい、アルバニア労働党第一書記エンヴェル・ホッジャと会談した。同時期にソ連の議会代表団が中国を訪問していたので、アルバニア、ユーゴスラビアに訪問したジューコフら軍事代表団はプラウダ紙で小さく扱われた。ジューコフは中国に配慮した指導部に対応に不満を持ち、「我が国は大国である。世界の共産主義者の物質的、精神的よりどころである。我々はたとえ中国のためでも小さな国々を怒らせてはならない。」とフルシチョフに書簡を送っている。

### フルシチョフとの共闘
フルシチョフがスターリン批判を開始すると、ヴャチェスラフ・モロトフらのいわゆる「反党グループ」との権力闘争が勃発した。ジューコフはフルシチョフを支持して、中央委員会幹部会員候補に選ばれた。党大会が始まると、ジューコフはソビエトの新たな軍事戦略について演説を行った。航空機やミサイルが大量破壊兵器の運搬手段となり、新たな形態の戦争に備えて、空軍力と防空体制の強化に力を注ぐべきだと語った。一方で陸海空の通常戦力も、戦争の最終局面で勝利を決する手段として重要性を失っていないと語った。またフルシチョフのスターリン批判に歩調をあわせ、戦前の赤軍大粛清や大祖国戦争序盤の惨状について、スターリンの責任を追及する演説草案を作った。西部戦線司令官ドミトリー・パヴロフ上級大将の処刑は不当だったと主張し、スターリンの元捕虜に対する扱いを批判、不当に処刑された将兵の名誉を回復すべきだと締めくくった。
1957年までに粛清された多くの将兵が名誉を回復した。1956年6月に外務大臣を解任されたモロトフは11月に政府省令を点検する国家統制省に就任し、その地位を利用して派閥を形成しフルシチョフに権力闘争を挑んだ。スターリンの寵臣だったラーザリ・カガノーヴィチ、マレンコフ、ブルガーニンがモロトフを支持し、マレンコフはジューコフに協力を求めたが、ジューコフは断固としてフルシチョフを支持した。1957年5月、フルシチョフがレニングラードで、5年以内に肉・バター・ミルクの生産でアメリカを抜くと演説すると、モロトフ派は幹部会越しに行われた演説は幹部会の権威を損なうと批判した。集団指導体制から抜けだそうとするフルシチョフの姿勢は、議決権を持つ幹部会の多数派を敵にまわした。
6月18日、緊急幹部会を開いたモロトフ派はフルシチョフを呼び出し、即時解任を要求した。ジューコフはアナスタス・ミコヤンと共にフルシチョフを最も強く擁護し、即時解任要求はなんとかはねつけられた。危機を救われたフルシチョフは、「ゲオルギー、君は危ない所を助けてくれた。君でなければ出来ない芸当だった。このことは決して忘れない。」とジューコフに感謝した。フルシチョフは国防相であるジューコフの助けを借りて、巻き返しを図り、軍用機で中央委員をモスクワに集め、中央委員会総会の開催を要求した。
中央委員の圧倒的多数がフルシチョフを支持していたので、幹部会では多数派だったモロトフ派も中央委員会総会では少数派だった。総会ではフルシチョフ派によりモロトフ派がスターリン時代に犯した罪が徹底的に追及された。ジューコフも追及の急先鋒にたち、モロトフ、カガノーヴィチはスターリン時代に3万8679人もの政治犯の処刑を裁可し、彼らの権力乱用について説明を求める必要があると演説した。ジューコフは演説が終わるとさかんにヤジを飛ばし、自分の失脚に関わったブルガーニンが演説を始めると、「そんなふうに物事を捻じ曲げるから、正直者になれないんだ。」と声を張り上げた。総会はフルシチョフの完全勝利に終わり、モロトフ派は政府の職責と中央委員会、幹部会から追われ左遷された。フルシチョフ体制の確立に大きく貢献したジューコフは正式の幹部会員に昇格した。

## ジューコフ批判

### 国防大臣解任

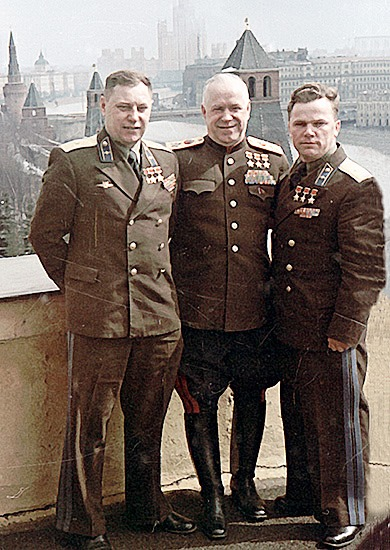
左から、ポクルィシュキン、ジューコフ、コジェドゥーブ（1957年）

権力を確立したフルシチョフ体制にとって、残る脅威は最大の功労者であるジューコフだった。2人は米ソ両国が相互の領空を解放するオープンスカイ構想をめぐって対立した。ジューコフはアメリカ軍機の領空侵入を許容し、オープンスカイ構想に柔軟な姿勢を示したが、フルシチョフは懐疑的だった。
ジューコフの失脚後、フルシチョフは限定的なオープンスカイすら拒否し、国際連合の軍縮交渉からも離脱している。1957年11月17日の幹部会で、軍の政治部門の責任者であるA・S・ジェルトフが、ジューコフは政治活動を軽視し、党の軍事会議を敵視していると批判した。幹部会は軍の党活動を強化する委員会設立を決定、モスクワとレニングラードで軍の党活動家による集会を開催、フルシチョフが演説を行った。フルシチョフはスターリングラードの戦いを描いたドキュメンタリー番組にジューコフが介入して個人崇拝を煽ったと批判、また情報総局長シュテメンコとジューコフが党の許可を得ず破壊工作員を養成する特殊機関を設立したと批判した。シュテメンコは最高総司令部時代の同僚であり、ベリヤ事件に連座して失脚したシュテメンコをジューコフがモスクワに呼び戻し情報総局長に任命していた。
ジューコフ失脚の布石は着々とうたれていた。フルシチョフはついに幹部会でアメリカのオープンスカイに前向きだったジューコフの解任を提起し、全会一致で可決した。幹部会の後、ジューコフはフルシチョフに電話をかけ事態の説明を求めたが、フルシチョフは中央委員会ですべて明らかになるだろうと冷たく突き放した。
1957年10月28日から29日に中央委員会はジューコフを批難する会議を開き、彼を解任するフルシチョフの要求を決議した。ジューコフは軍を党から切り離し、大祖国戦争での功績を独り占めしたと糾弾された。ジューコフはすべての批判に反論し、自分は多くの指揮官を活用して党の地位向上に努めてきたと述べたが、フルシチョフはジューコフの演説をヤジでたびたび遮った。ジューコフの戦友である将軍達も次々と批判の輪に加わり党指導部への忠誠をアピールした。
- モスクワ防衛戦で部下だったワシーリー・ソコロフスキー参謀総長はジューコフが無断で参謀本部の文書を入手し、勝手に先制攻撃を容認する計画に書き換えたと批判した。
- ジューコフの上司だったチモシェンコ元帥は、ジューコフの権力欲は異常であり唯我独尊の男であると述べた。
- フルシチョフの右腕であるエリョーメンコ元帥はジューコフが天王星作戦の功績を独占したと述べ、ジューコフの功績は嘘であると言い立てた。
- ベルリン占領を争ったコーネフ元帥はジューコフが個人崇拝を強要したと批判した。
- ベルリン攻撃時に部下だったチュイコフ元帥もスターリンの個人崇拝をジューコフが継承したと批判した。
- ジューコフと騎兵学校時代からの戦友であるロコソフスキー元帥はジューコフが下品な言葉で同僚を侮辱したと批判した。
- ロディオン・マリノフスキー元帥はジューコフが野卑な言葉を使わず話すのを聞いたことがないと述べた。

ジューコフは総会の批判に感謝すると述べたが、自分が間違いだったとは決して認めなかった。フルシチョフはジューコフは大祖国戦争で多くの過ちを犯し、近代的な軍事技術を理解していないと締めくくった。総会は最後に、ジューコフの国防大臣解任と共産党中央委員会・幹部会から除籍する幹部会決議を承認し、ジューコフは全ての権限を剥奪された。ジューコフは自身が失脚したのは、フルシチョフの個人的権威が高まっても同調せず信条の上で譲らなかったからだと後に語っている。
CIAは1959年6月の報告書でジューコフ失脚の原因をこう分析している。「ジューコフが解任されたのは、自ら信じる職務に忠実である一方、政治的な配慮に欠けたためである。党中央委員会の正式な幹部会員と閣僚には特権が認められているが、それを無邪気に享受しようとしたことも作用した。」ジューコフの解任は国内にも大きな衝撃を与えた。インドの駐ソビエト連邦大使K・P・S・メノンは1957年11月5日の日記で、「スターリン亡き後のロシアで、ジューコフほど輝きを放った星はなかった。今やそれが取り除かれようとしているのは痛ましい限りだ。党はジューコフの姿を公衆の面前から消せても、兵士の記憶から取り除くことはできない。最後には真実が勝利する。智の女神はジューコフを、アレクサンドル・スヴォーロフやミハイル・クトゥーゾフ、アレクサンドル・ネフスキーと同列に据えるに違いない。ジューコフの思い出は変わらぬ尊敬と愛情に育まれ、敬虔なロシアの大地にとどめおかれるであろう。」と記している。

### 歴史からの抹消
ジューコフ批判のキャンペーンは中央委員会の後も、規模を拡大して継続された。1957年11月3日、プラウダ紙はジューコフに対する個人崇拝が大祖国戦争の歴史を捻じ曲げ、外交でも冒険主義に走ったと批判した。またプラウダ紙はジューコフの軍歴を否定するコーネフ元帥の論評を掲載した。コーネフはソ連の序盤における敗北はジューコフの責任だと語り、スターリングラードやベルリン攻撃での役割は過大視されていると主張した。また大祖国戦争における数々の成功は、幾多の前線指揮官の功績であり、スターリンやジューコフらの最高総司令部の役割は限定的だったと主張した。
ジューコフの後任となった国防大臣のマリノフスキー元帥やフルシチョフは、ジューコフにはナポレオンのような異常な権力欲があると批判し、彼らの見解が党の公式発表となった。各軍人達も自身の回顧録で、ジューコフは最新の軍事技術を理解せず同僚をぞんざいに扱ったと書きたて、指導部の方針に同調した。また党が編纂した多くの歴史書からもジューコフの名は抹消された。スターリングラード、レニングラード、モスクワ、ベルリンとジューコフが輝かしい戦功をたてた戦いから、彼の名は消え去った。
フルシチョフが編纂した何巻にもわたる大祖国戦争史でもジューコフの名は無かった。人格も功績も否定する攻撃に耐えかねたジューコフは、1950年代後半から回顧録の執筆を始める。引退したジューコフに出来る反撃はペンしかなかった。ジューコフは1958年に幹部会決定で退役し、引退後は住居と年金が供与されたが、KGBの監視を受けた。KGBの報告によるとジューコフは自宅でしばしばフルシチョフ体制を呪う言葉をはいたという。1963年5月に国防相のマリノフスキー元帥を「お調子者」と自宅で罵倒し、宇宙計画や外国人への贈り物など、スターリン時代になかったものに無駄金をつぎ込んでると批判した。
KGB報告は最後にジューコフ一家が旅行に出かけたので、彼の執筆している回顧録の内容を調べられる機会が訪れたと記している。1963年6月、幹部会はKGBの報告書を受けて、レオニード・ブレジネフをジューコフの自宅に派遣、体制批判を止めなければ党籍をはく奪して逮捕すると警告した。ジューコフは警告を拒絶し、1957年の中央委員会総会の決議には納得出来ないと述べ、批判に反論する機会を要求した。また党への忠誠は終生変わらないし、回顧録の内容はなんら恥じるところはないと断言した。

## 回顧録執筆

### フルシチョフの失脚と復権

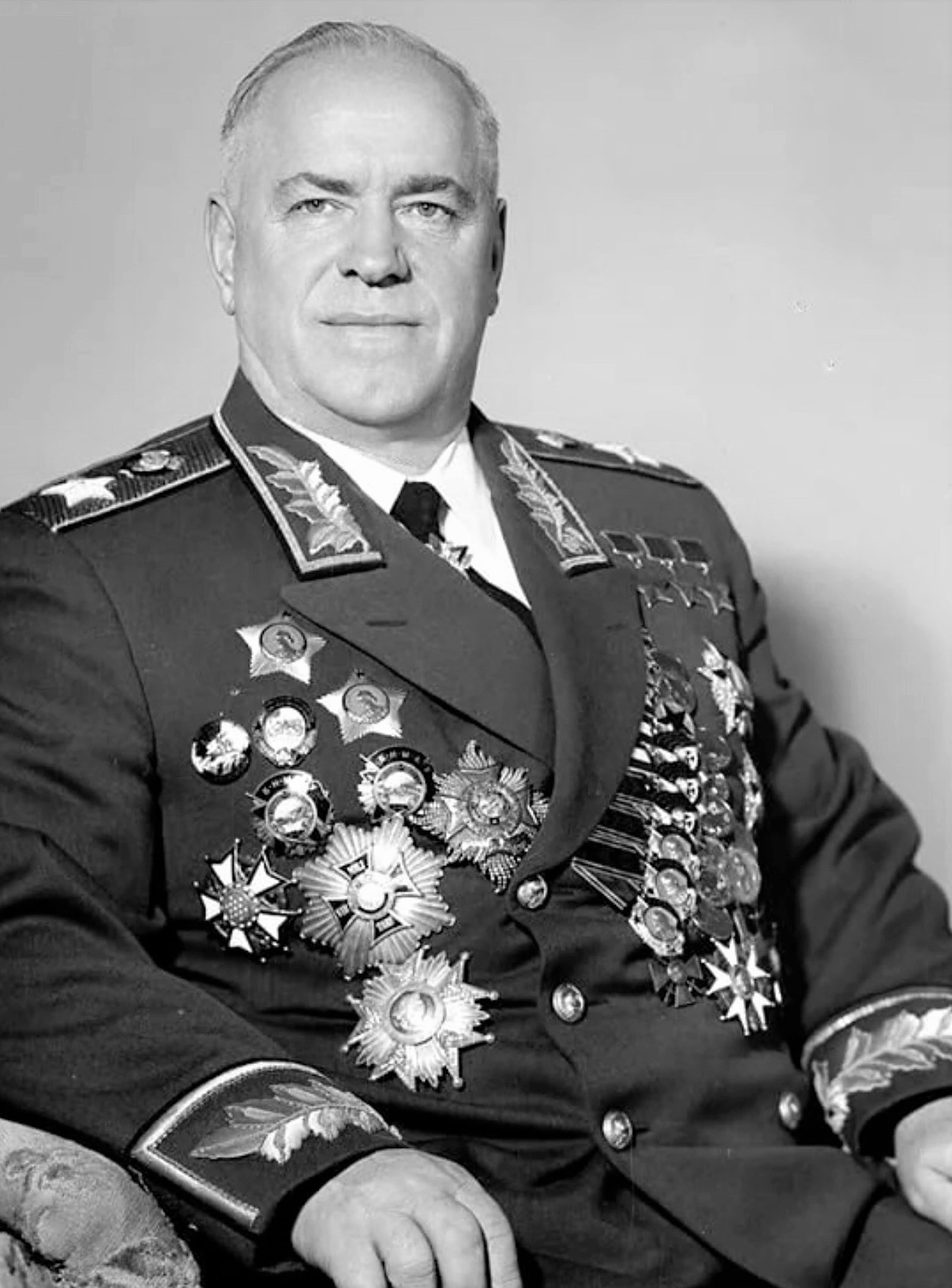
1960年頃のジューコフ

1964年にフルシチョフが失脚すると、ジューコフは1965年3月に党指導部へ書簡を送り、名誉回復を求めた。一か月後コーネフがジューコフは欠点はあるが偉大な指揮官であると述べ、大祖国戦争勝利20周年式典への出席を求めた。新たな指導者となったブレジネフは5月8日の式典で演説を行い、ジューコフも招かれた。ジューコフが会場に姿を現すと出席者は席をたって拍手を送り、ブレジネフがジューコフに言及すると、さらに大きな拍手があった。翌日の軍事パレードにも参加し、レーニン廟に他の元帥達と共に並び、クレムリンでの祝宴にも参加した。
1966年11月にはモスクワ攻防戦25周年を記念する大会に参加、コーネフやチュイコフらと共に壇上に姿を見せると、参加者の大きな拍手が巻き起こり、「ジューコフ元帥に栄光あれ！」と一斉に叫び声が上がった。大会を取り仕切る党の議団長はジューコフの人気ぶりを苦々しく眺めていた。ジューコフは11月で70歳の誕生日をむかえ、5個目のレーニン勲章を授与された。ジューコフは歴史でも復権を遂げた。ソ連で高い権威をもつ軍事史ジャーナルがベルリン攻略の遅れをめぐる論争で、ジューコフの見解を掲載した。その後も執筆活動やインタビュー、行事や講演などの要請が切れ間なく続いた。
大祖国戦争を描いた書籍や映画にも積極的に協力し、驚嘆すべき記憶力と集中力を発揮したという。引退後は家族と過ごす時間も多くなり、森にきのこ狩りに出かけたり猟をしたり、家で読書や映画鑑賞を楽しんだ。ジューコフは若い頃から読書家で、軍事関係の本だけでなく歴史やロシアの古典も好んで読んだ。

### 回顧録第一版

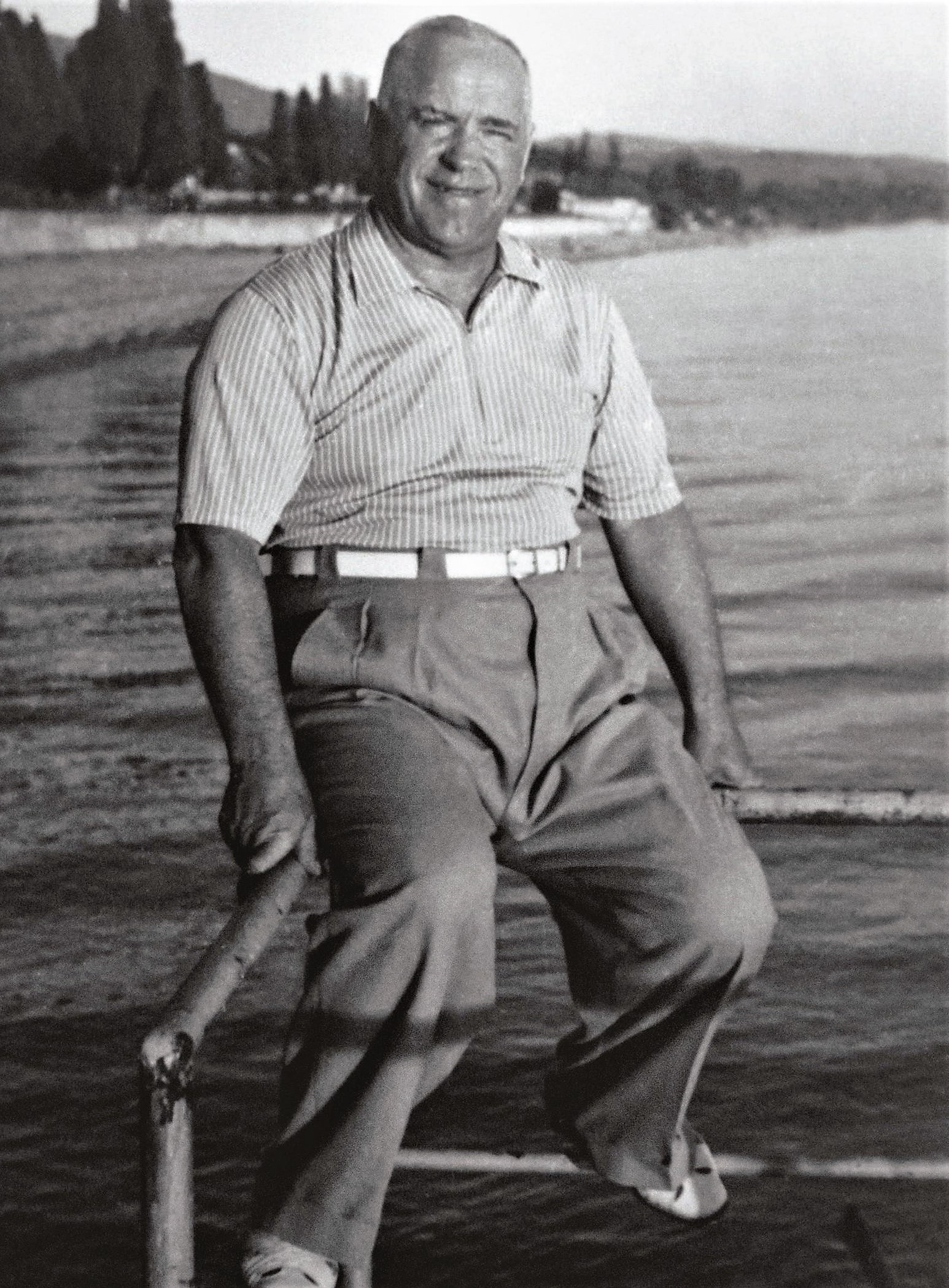
ソチで休暇中のジューコフ

ジューコフが回顧録の執筆を始めたのはフルシチョフ政権下で激しい中傷にさらされた1950年代後半だった。党の編纂した大祖国戦争史から抹消されたジューコフは、自身の名誉を守るため引退生活を送りながら回顧録を書いた。1965年7月、ジューコフは以前から付き合いのあったAPN出版部門の編集者アンナ・ミルキナから、回顧録の出版を持ちかけられた。ジューコフはミルキナを別荘に招き、回顧録の執筆を快諾、1965年8月から回顧録の執筆に全力を注いだ。ジューコフは1966年秋には1430ページの原稿を出版社に渡した。ジューコフは手書きに拘り、タイプライターを使わなかった。回顧録執筆に必要な資料を集めるため、国防省文書館に出入りし約1500の資料を引用した。
一次資料の引用が豊富なため、ソ連が崩壊して文書館が開放されるまで、ジューコフ回顧録は歴史家にとって第一級の文献となった。ロコソフスキーやヴァシレフスキー、バグラミャンといった元帥達、ソ連軍事ジャーナルの編集者、出版者、新聞界の要人たちなど様々な人々から話を聞き、回顧録に盛り込んだ。
回顧録執筆に全面的に協力してくれたのが親友のニコライ・アンティペンコ中将だった。アンティペンコ中将はバグラチオン作戦でジューコフが指揮した第1白ロシア戦線の補給を担当し、ジューコフが失脚した時も親交があった唯一の将軍だった。多くの軍人がジューコフを避ける中、アンティペンコは「我々は親友ではないか」と失意のジューコフを励ました。フルシチョフ失脚後、真っ先にジューコフの名誉回復をブレジネフ指導部に訴えたのもアンティペンコだった。幼少期を除き、肝胆相照らす友人がいなかったジューコフにとって、アンティペンコとの友情はかけがえのない価値があった。
ジューコフが直面したのは、検閲という壁だった。検閲作業は一年近く続きジューコフは催促の手紙をブレジネフに送り、1968年4月にようやく国防相アンドレイ・グレチコ元帥が報告書を党に提出した。報告書はおおむね回顧録に好意的だったが、ジューコフが自身の功績を過大評価し党の功績を記述していないと指摘された。また赤軍大粛清の影響を重視しすぎだと問題視された。党は回顧録の出版を認めたが、大幅な修正が必要だと結論を下し、ジューコフは党が派遣した歴史家G・A・デボリンやAPNに委託されたジャーナリストのV・G・コモロフと共に修正作業に取り組んだ。コモロフの証言によるとジューコフは修正の多くを嫌がったという。
大祖国戦争時にソ連の政治将校で大佐だったブレジネフに、元帥のジューコフが意見を聞きに行く逸話も挿入されたが、ジューコフは賢い者は察してくれると娘のマリーヤに語っている。1969年4月、ようやくジューコフ回顧録が発売され、20万部が即売り切れ、追加で印刷された100万部も完売した。ロシアだけでなく世界30カ国、19ヶ国語で翻訳され、日本では朝日新聞社より「ジューコフ元帥回想録」として1970年に出版された（現在は絶版）。

### 最期

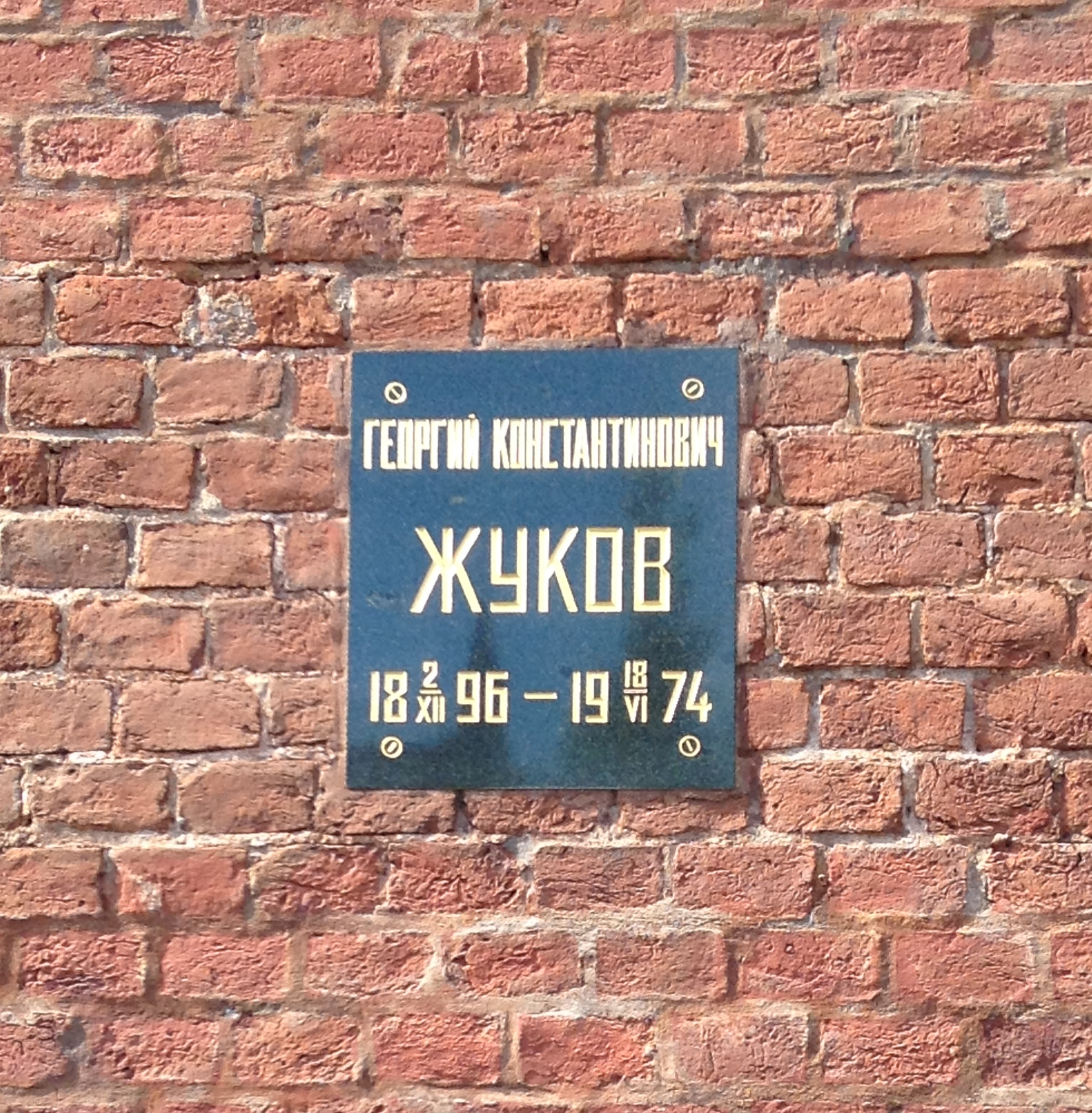
ジューコフが葬られているクレムリンの壁

ジューコフ回顧録にソ連国民は熱烈に反応した。手紙が殺到し、祝福の言葉や修正、追加の要求がジューコフのもとに届き、ジューコフは第二版の執筆に乗り出した。国民とは対照的に党指導部の反応は冷ややかで、中央委員会はジューコフ回顧録に対する一切の論評や解説を禁止した。
私生活では不幸が続き、妻のガリーナに癌が見つかり、同じ月に離縁したアレクサンドラが卒中で病死した。またジューコフ自身も重い脳卒中で倒れ、左半身がマヒした。一か月の間身動きができなくなり、回復後も助けがなければ歩けなかった。
1973年11月には闘病中だったガリーナが47歳で病死、失意のジューコフは娘のマリーヤに今度ばかりは生きてられないと語っている。ジューコフは失意の中、回顧録の第二版に取り組んだ。
読者の指摘に基づき、レニングラード防衛線やエリニャの戦い、最高総司令部やソ連軍指導部の活動について、新しい項目を書き加えた。とくに最高総司令部について説明した章は、歴史家にとってソ連軍の最高司令部が戦争中どのように機能したかを知る一級の資料となった。医者の指示により執筆活動は一日一時間までと制約されたが、最終的にジューコフは第二版の原稿を完成させることができた。
1974年6月18日、クレムリンの病院で死去。葬儀は国葬として赤の広場で執り行われた。最高指導者のレオニード・ブレジネフを筆頭に政治家、軍人に加え数千人の民間人が参列に加わり、その規模はスターリンの国葬に匹敵するものであった。
遺体はソ連軍中央会館に安置された後、7月21日にブレジネフが取り仕切る形で遺灰がクレムリンの壁に納められた。回顧録の第二版は死後数週間後に発売され、第一版とあわせて800万部が出版された。

## 死後の評価

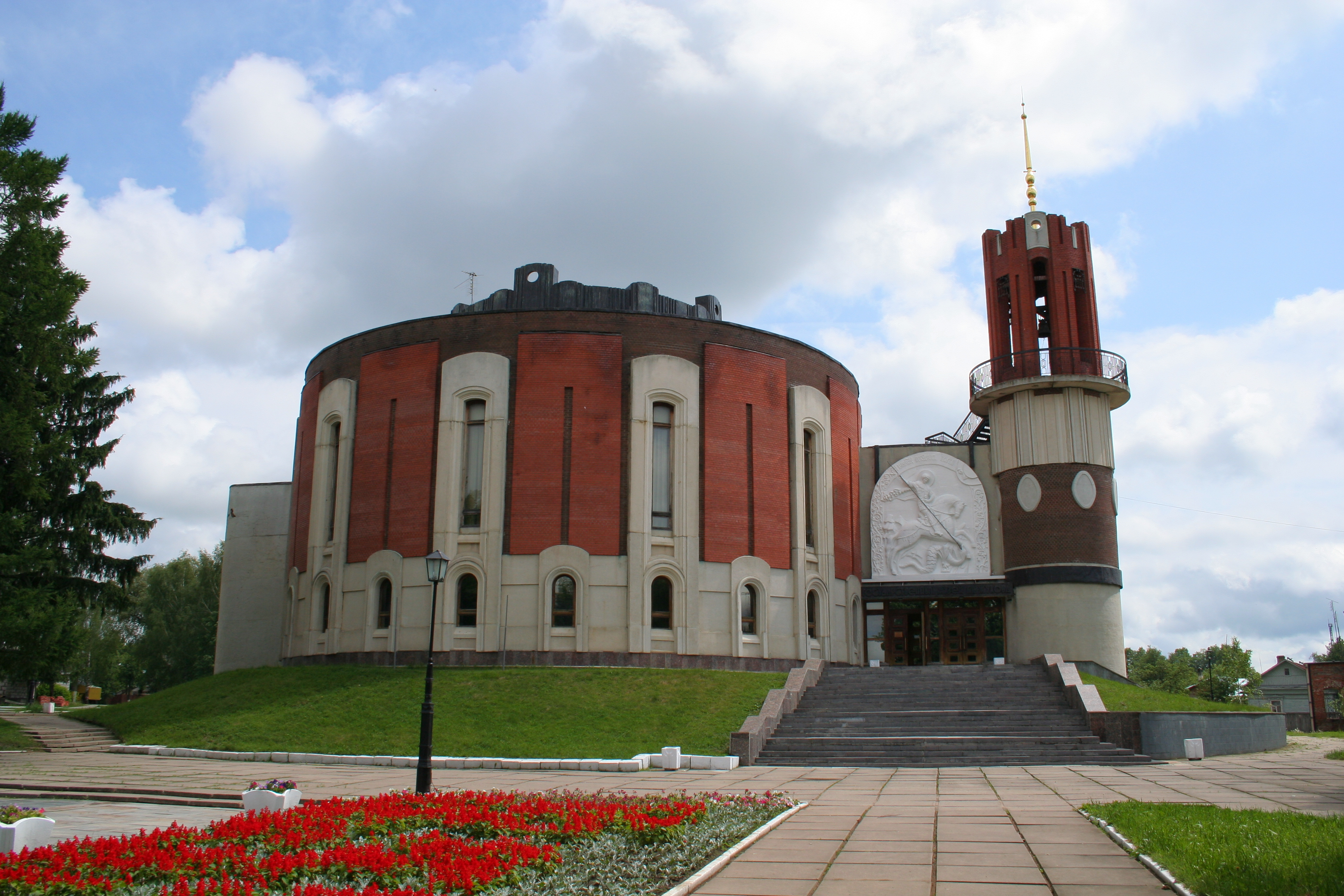
ジューコフ市にあるゲオルギー・ジューコフ記念館

ジューコフは死後も高い評価を受けた。彼の名前は、防空軍事指揮アカデミーに冠された。モスクワ、サンクトペテルブルク等には彼の名前の通りが存在する。モスクワ、エカテリンブルク、オムスク、トヴェリ、イルビテ、ハリコフ、クルスク等には記念碑が、故郷のストレルコフカ村はジューコフ村と改名され、花崗岩の記念碑が建てられた。党公式の歴史書や多くの戦争映画で称賛の的となり、子供や若者のために彼の功績に光を当てた本は数多く出版された。
1980年代後半にはジューコフにまつわる回顧談が二冊出版され、娘のマリーヤは回顧録の草稿を公開した。マリーヤの尽力で党の検閲で削除された部分を復元した回顧録が1990年に出版されている。1987年にはジューコフと親交のあったコンスタンチン・シーモノフが書いた「G・K・ジューコフ評伝ノート」が出版され、これまでのジューコフ像を覆した。将軍ジューコフよりも人間ジューコフに注目したシーモノフの著作は、フルシチョフ政権が描いた傲岸で身勝手な男という印象を消し去った。シーモノフが観察したジューコフは、傷つきやすく内省的だが、ものに動じず自信に満ちた人物で、意思は強靭だが経験を活かして柔軟に変われる人物だった。
ミハイル・ゴルバチョフによる情報公開が始まると、ジューコフの復権に抑制をかけたと軍の一部からブレジネフ政権が批判された。ソビエト連邦の崩壊後もジューコフはロシアの英雄だった。失墜した共産党の権威にかわって新生ロシアは、ジューコフを新たな象徴とした。ジューコフのロシア人らしいロシア人という点が、ソ連崩壊後の新体制には重要だった。ボリス・エリツィン政権下でジューコフの肖像をあしらったルーブルの記念硬貨が発行され、1994年、二つの大統領令が出された。一つは大祖国戦争戦勝50周年までにジューコフの記念碑を作成する指示であり、もう一つはフルシチョフ政権がジューコフにかけた嫌疑の全てを否定することだった。ジューコフ村は町（のちに市）に拡張され、モスクワにはジューコフ記念館が開設された。その他にも特別展や記念品、称賛記事や称賛番組の数々が相次ぎ、ロシアでは1990年代から21世紀にかけて毎年のようにジューコフに関する著作が出版された。

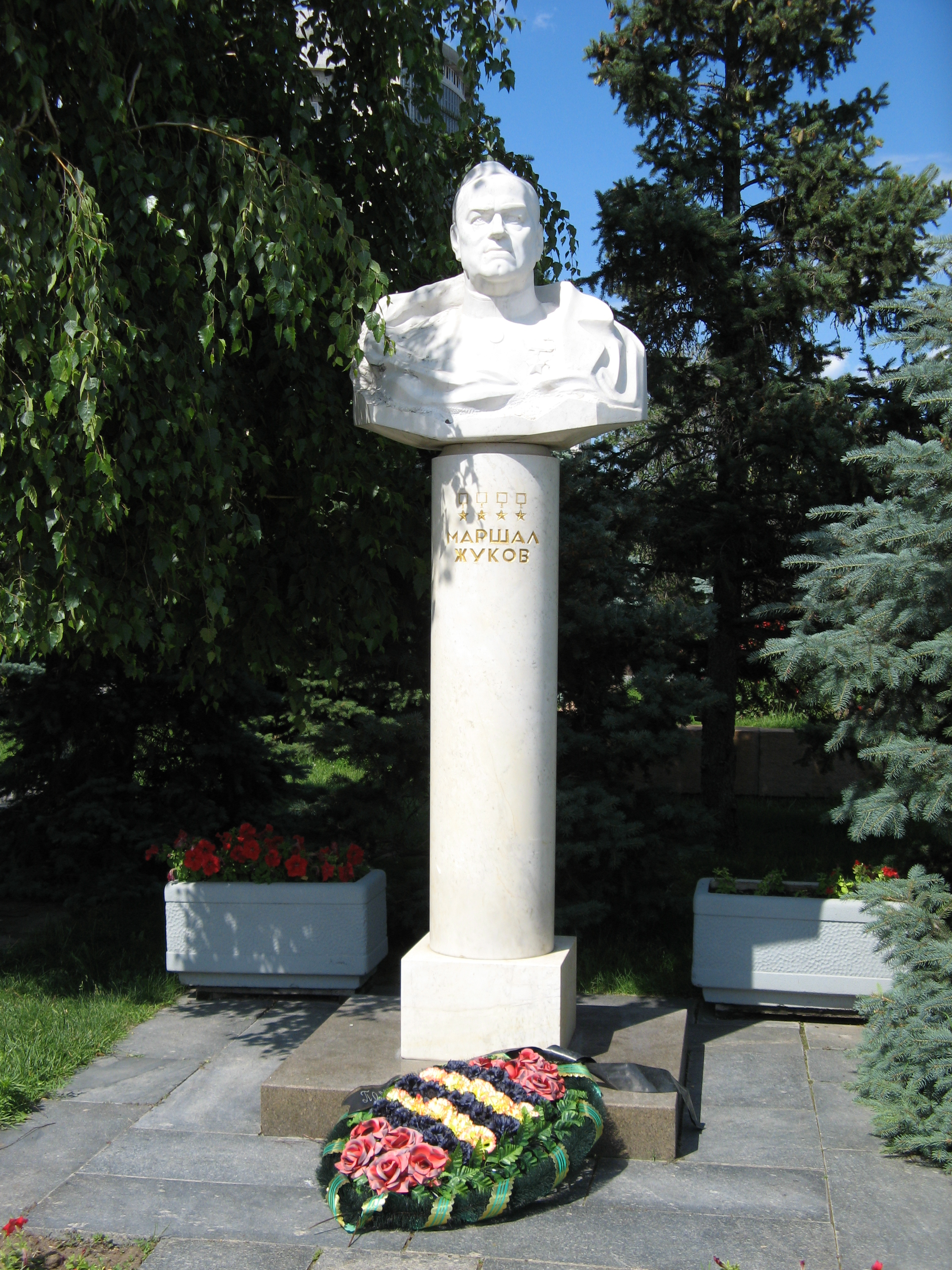
ヴォルゴグラード
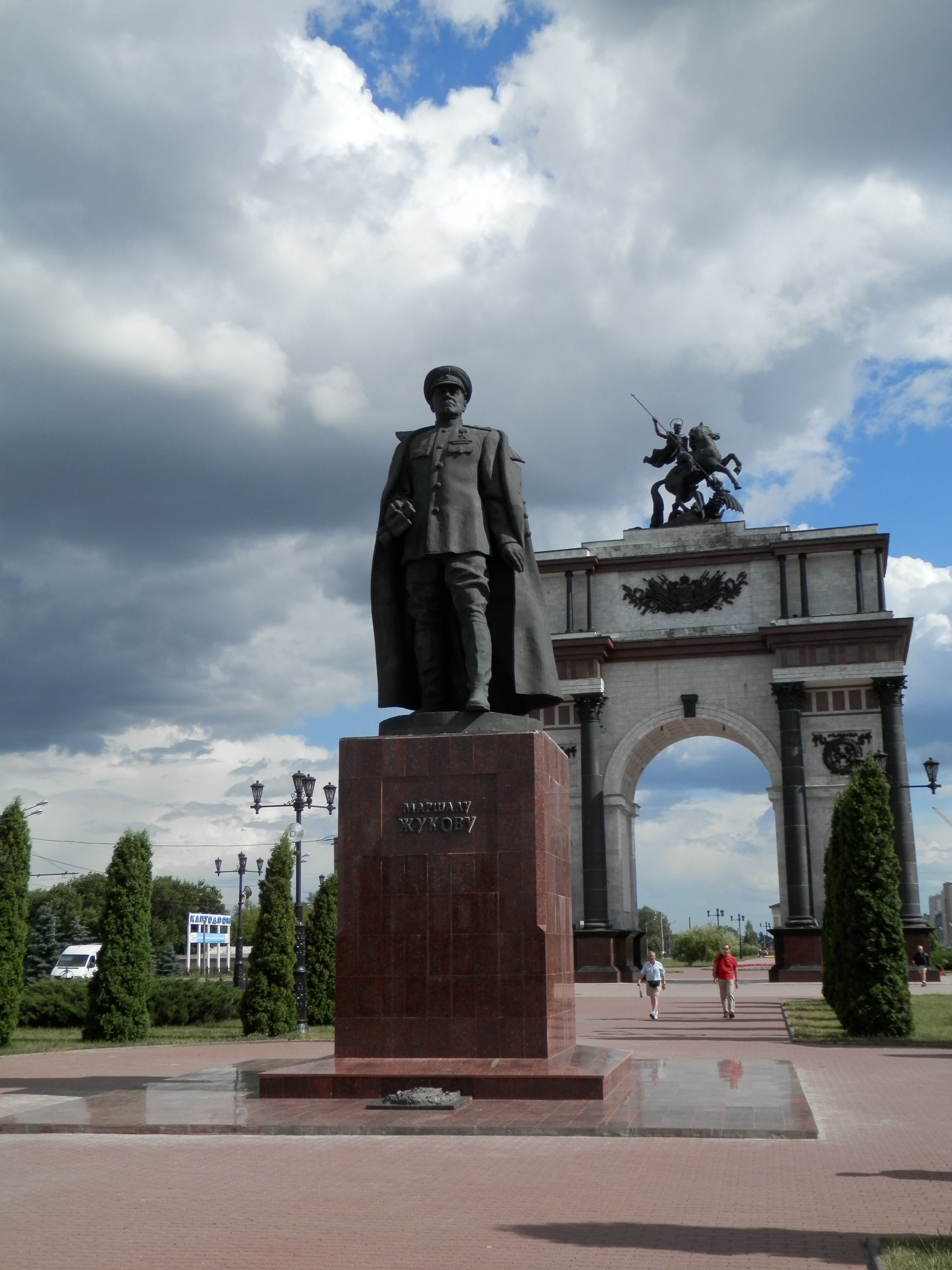
クルスク
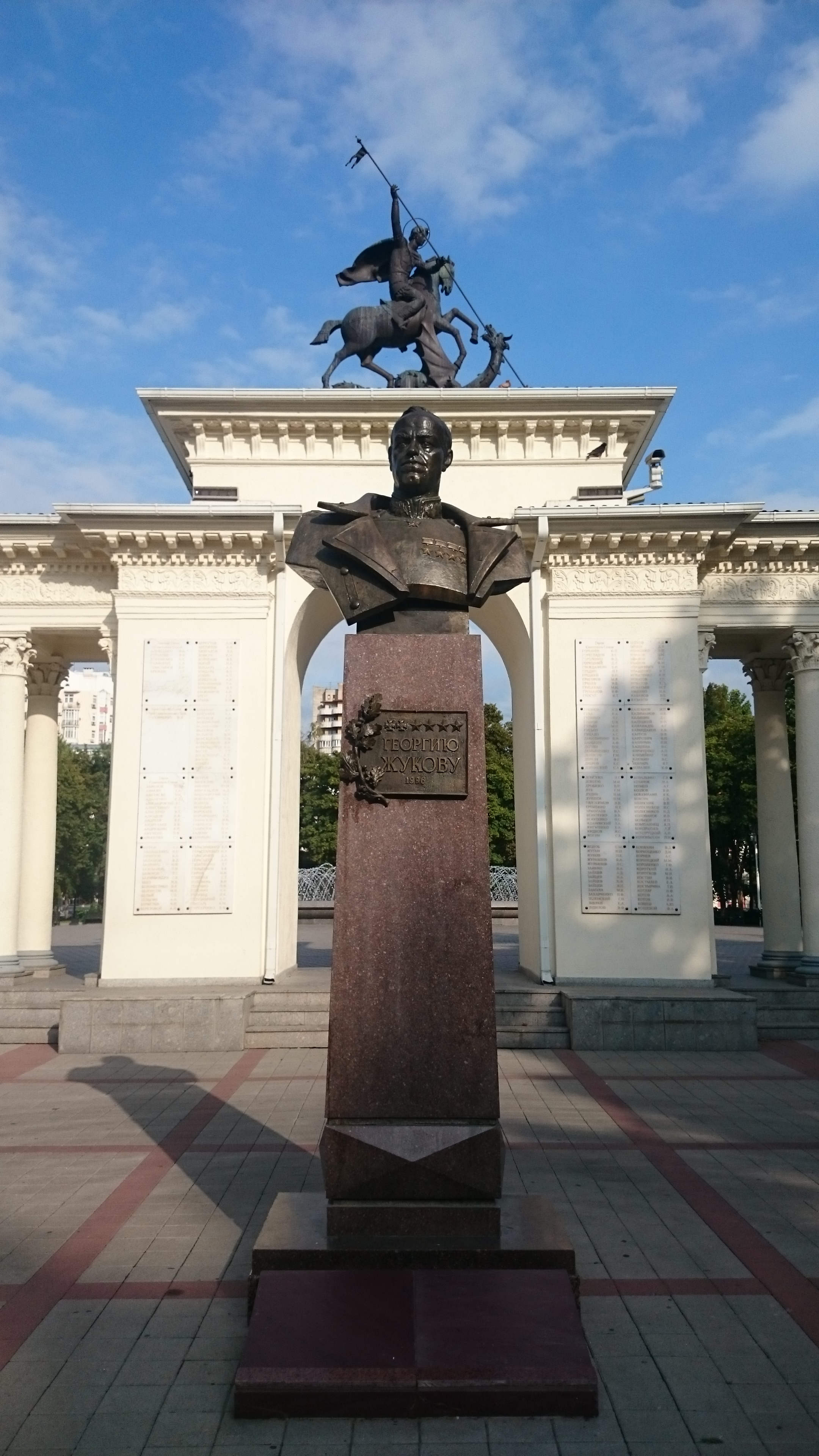
クラスノダール
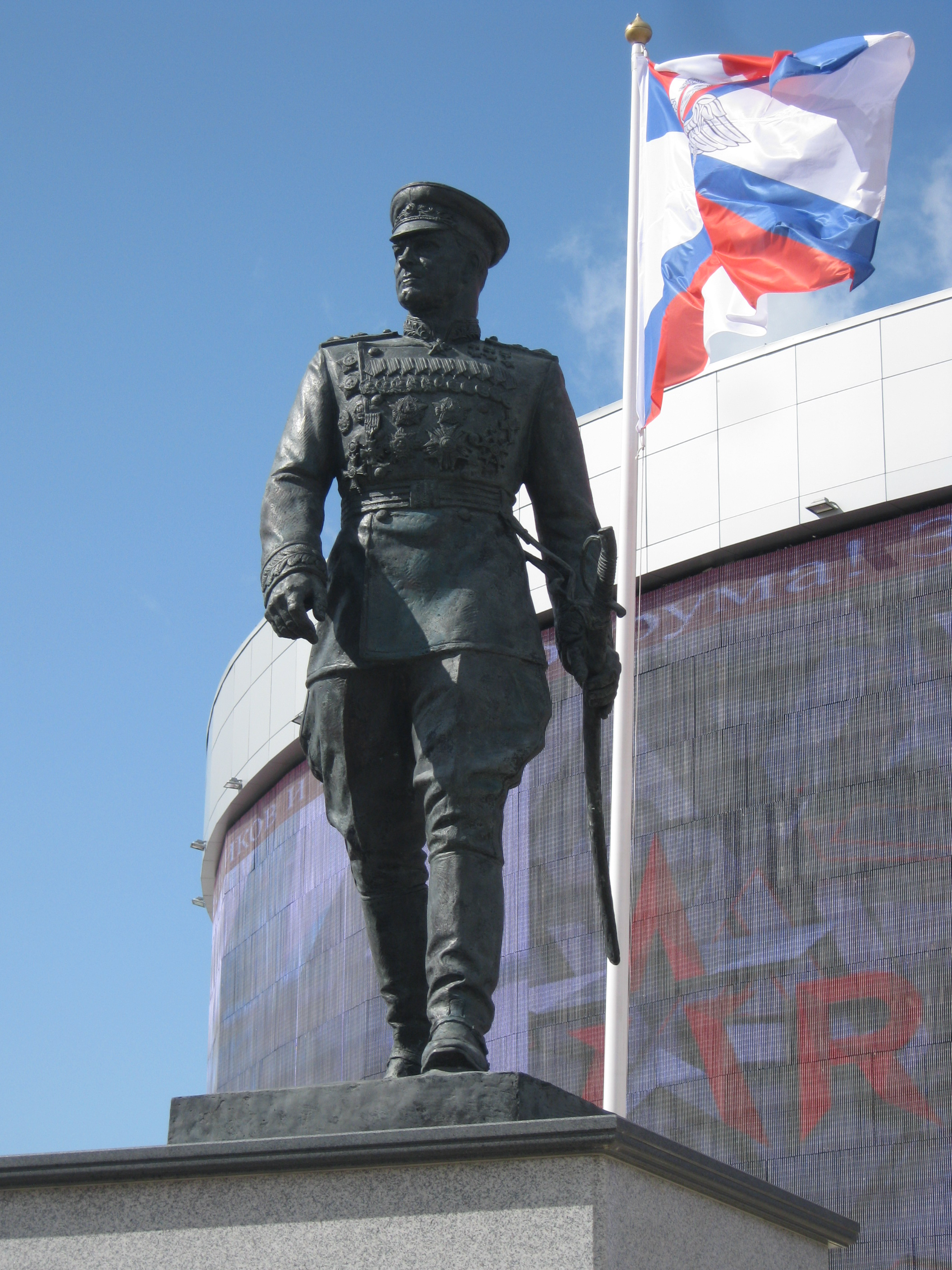
オジンツォボ
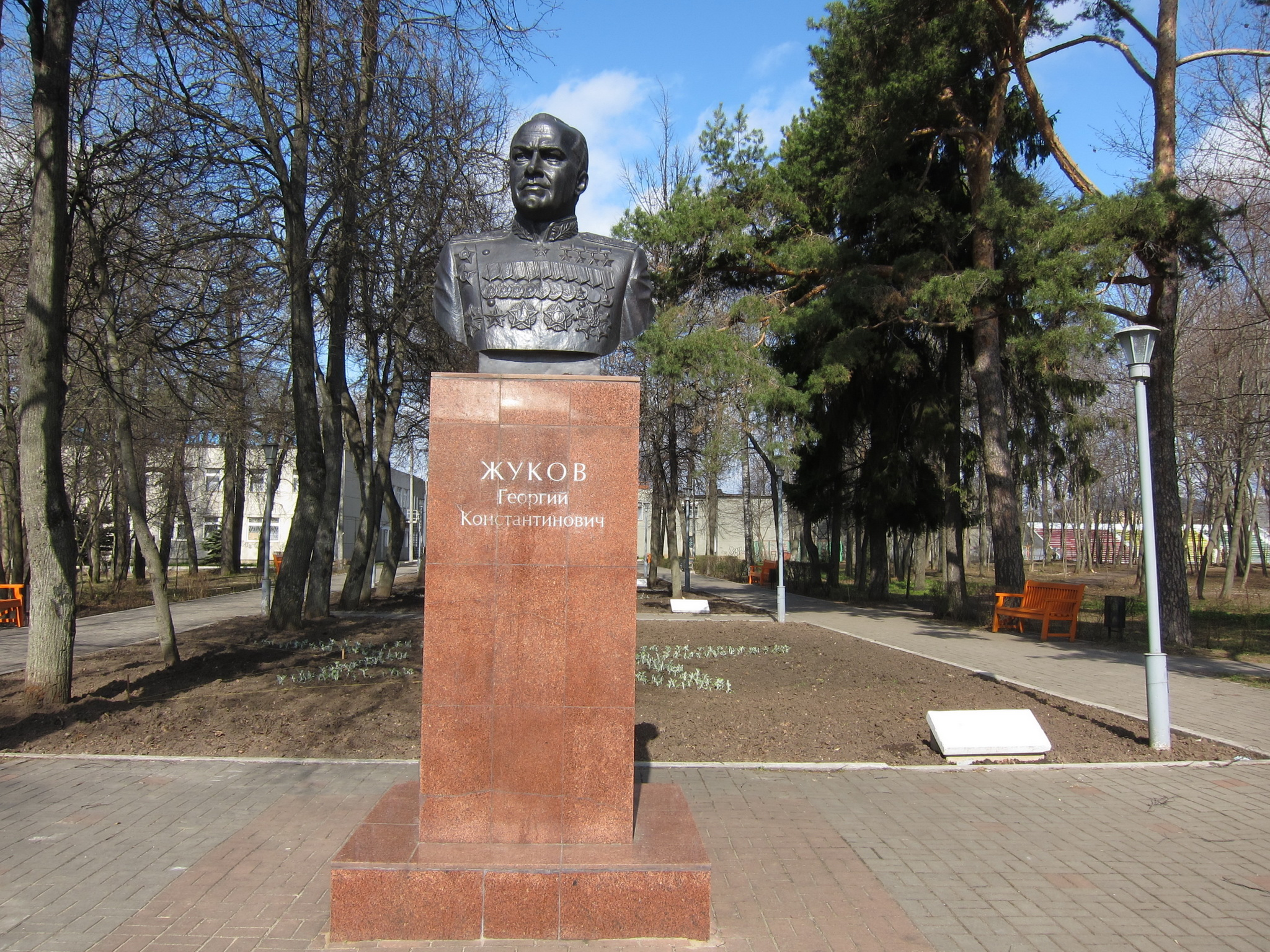
アルザマス
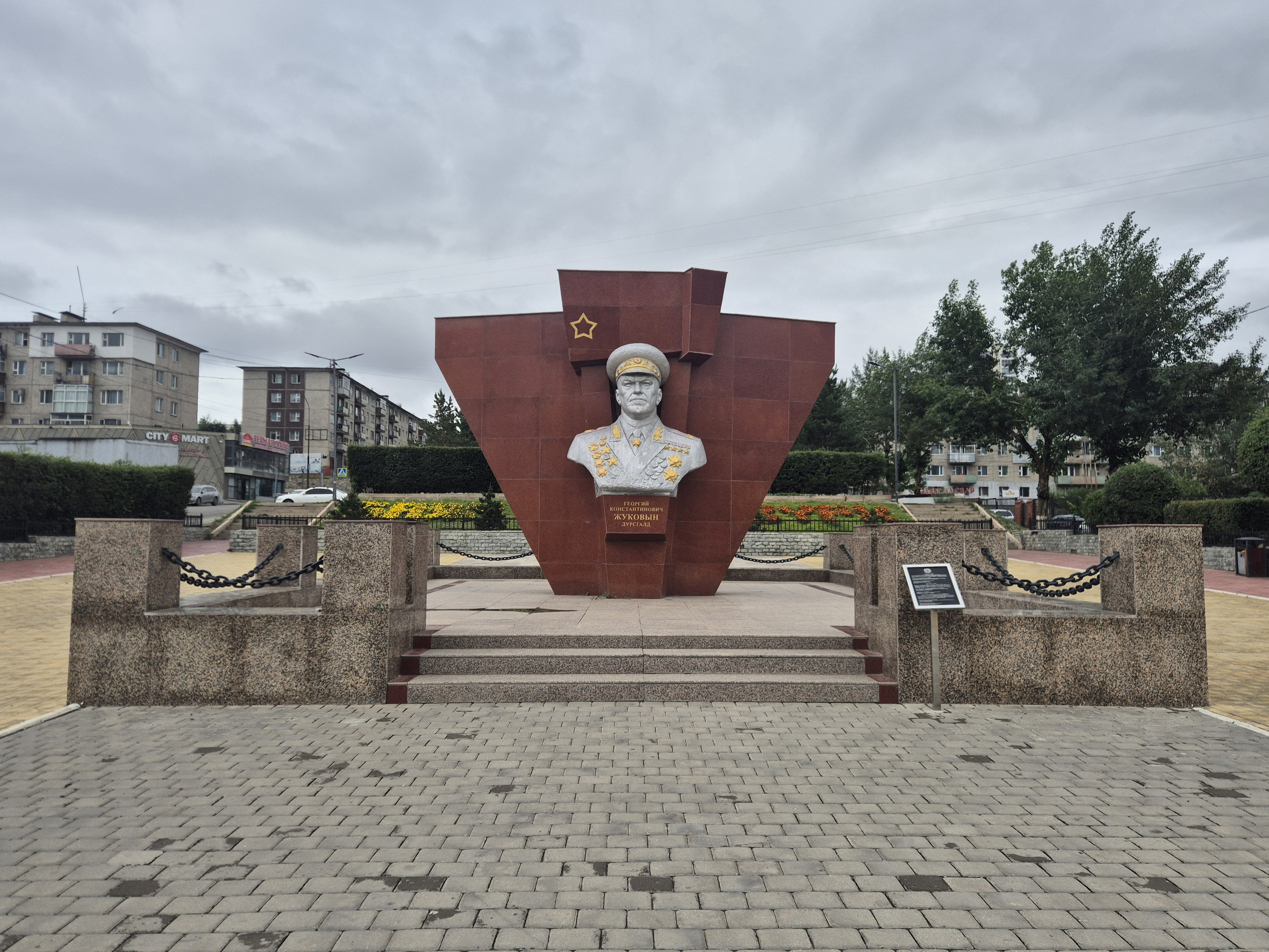
ウランバートル

## 人物
コカ・コーラを愛飲しており、ソ連で西側諸国の商品の購入が禁止された冷戦中も、カラメル色素を取り除き、ウォッカに似せる(いわゆるホワイトコーク)事で密かに購入していた。

## 顕彰

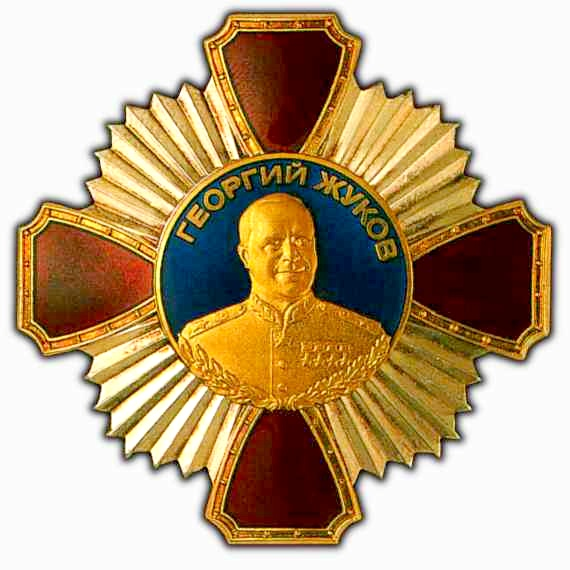
ジューコフ勲章

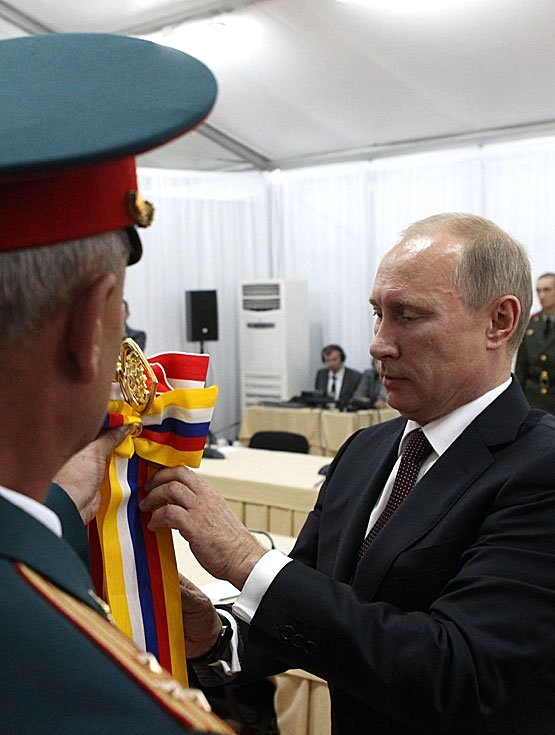
タジキスタンの第201ロシア軍基地でのウラジーミル・プーチン大統領によるジューコフ勲章の授与。（2012年10月5日）

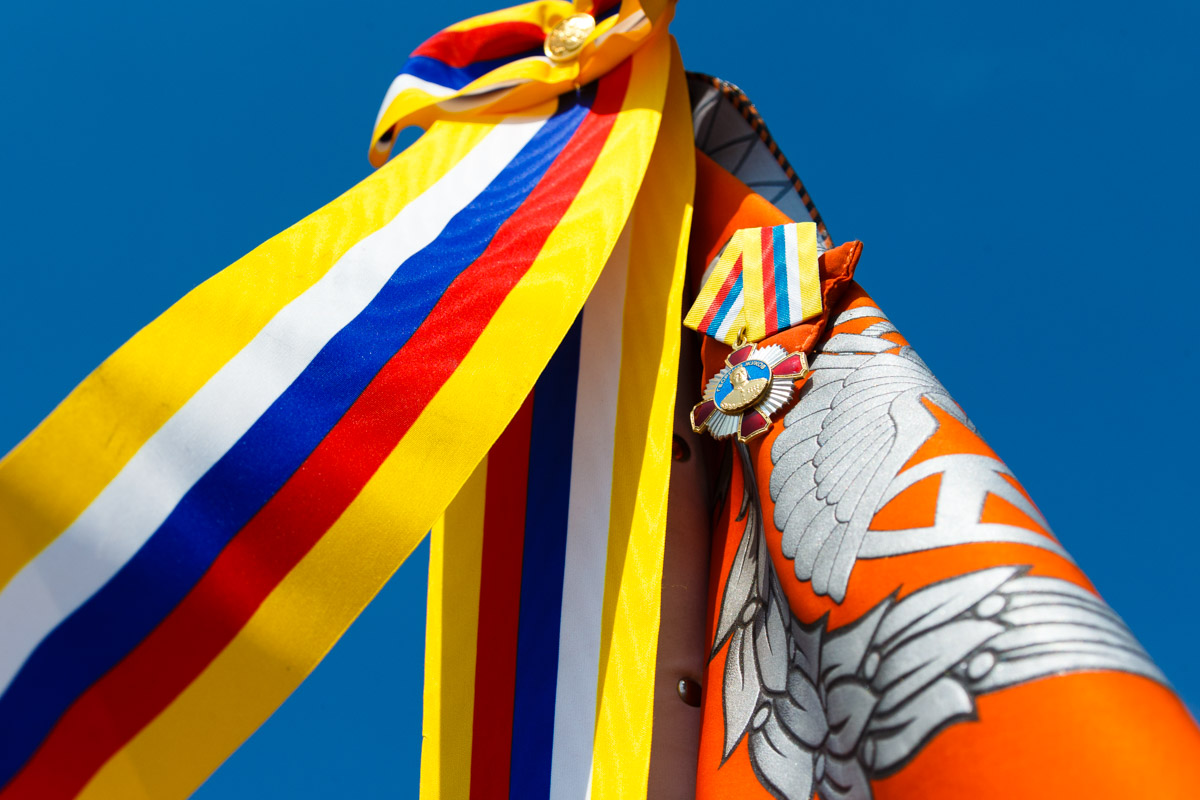
南部軍管区に属する第39ジューコフ勲章受章独立鉄道旅団の旗

第二次世界大戦中、最高司令官より41回の感状を授与された。
1995年、ジューコフの生誕100周年を記念して、ロシア政府はジューコフ勲章を新設した。
国内
|  | ソ連邦英雄4回                                   |
|  | レーニン勲章6回                                 |
|  | 勝利勲章2回                                     |
|  | 赤旗勲章3回                                     |
|  | 1等スヴォーロフ勲章2回                          |
|  | 十月革命勲章                                    |
|  | 赤旗勲章                                        |
|  | モスクワ防衛記章                                |
|  | レニングラード防衛記章                          |
|  | スターリングラード防衛記章                      |
|  | カフカース防衛記章                              |
|  | ベルリン攻略記章                                |
|  | 対日本戦勝記章                                  |
|  | ワルシャワ解放記章                              |
|  | 1941年-1945年大祖国戦争における対ドイツ戦勝記章 |
|  | 1941年–1945年大祖国戦争勝利20年記念記章         |
|  | 1941年–1945年大祖国戦争勝利30年記念記章         |
|  | 労働者農民赤軍20年記念記章                      |
|  | ソビエト陸海軍30年記念記章                      |
|  | ソ連軍50年記念記章                              |
|  | モスクワ800周年記念記章                         |
|  | レニングラード250周年記念記章                   |
|  | 内務省名誉労働者                                |

外国
|  | 赤旗勲章2回 (モンゴル人民共和国)                                  |
|  | 共和国勲章 (トゥヴァ人民共和国)                                   |
|  | バス勲章 (イギリス)                                               |
|  | 1等レジオンドヌール勲章 (フランス)                                |
|  | 戦争十字章 (フランス)                                             |
|  | レジオン・オブ・メリットチーフコマンダー (アメリカ合衆国)         |
|  | 星付大十字ウィルトゥティ・ミリタリ戦争勲章 (ポーランド人民共和国) |
|  | 1級グルンヴァルト十字章 (ポーランド人民共和国)                    |
|  | 1級白獅子勲章 (チェコスロバキア社会主義共和国)                    |
|  | 1級チェコスロバキア戦争十字章 (チェコスロバキア社会主義共和国)    |
|  | 対日戦勝記章 (モンゴル人民共和国)                                 |
|  | 1939年-1945年ワルシャワ記章 (ポーランド人民共和国)                |
|  | オーデル・ナイセ・バルト記章 (ポーランド人民共和国)               |
|  | 中ソ友好万歳勲章2回 (中華人民共和国)                              |
|  | 自由勲章 (ユーゴスラビア社会主義連邦共和国)                       |
|  | ガリバルディ紀章および名誉パルチザン (イタリア)                   |
|  | 大十字功労勲章 (エジプト)                                         |
|  | 3等および2等ポーランド復興勲章 (ポーランド人民共和国)             |
|  | スフバートル勲章3回 (モンゴル人民共和国)                          |
|  | モンゴル人民共和国英雄金星章 (モンゴル人民共和国)                 |
|  | ハルヒン・ゴル戦勝三十周年記章 (モンゴル人民共和国)               |
|  | モンゴル人民革命五十周年記章 (モンゴル人民共和国)                 |
|  | モンゴル人民軍五十周年記章 (モンゴル人民共和国)                   |
|  | ゲオルギ・ディミトロフ生誕九十周年記章 (ブルガリア人民共和国)     |
|  | ブルガリア人民軍二十五周年記章 (ブルガリア人民共和国)             |